# Mir (station spatiale)
Pour les articles homonymes, voir Mir.

Diagramme de la station Mir avec un cargo Progress-M et un vaisseau Soyouz-TM amarrés.

La station spatiale MIR avec la navette spatiale américaine.

Mir (du russe Мир signifiant « Paix » et « Monde ») est une station spatiale russe placée en orbite terrestre basse par l'Union soviétique. Mise en orbite le 19 février 1986 et détruite volontairement le 23 mars 2001, elle fut assemblée en orbite entre 1986 et 1996. Mir, première station spatiale composée de plusieurs modules, possédait une masse supérieure à celle de n'importe quel satellite artificiel antérieur. Elle a détenu le record du plus grand satellite artificiel en orbite autour de la Terre jusqu'à sa désorbitation le 21 mars 2001 (record aujourd'hui détenu par la Station spatiale internationale). Mir a servi de laboratoire de recherche en micropesanteur. Des équipages y ont mené des expériences en biologie, biologie humaine, physique, astronomie, météorologie et sur les systèmes spatiaux afin de développer les technologies nécessaires à l'occupation permanente de l'espace.
Mir est la première station spatiale à avoir permis l'exploitation spatiale habitée à long terme et était occupée par une série d'équipages effectuant des séjours de longue durée. Le programme Mir a détenu le record de la plus longue présence humaine ininterrompue dans l'espace, de 3 644 jours, jusqu'au 23 octobre 2010 (quand il a été dépassé par l'ISS), et il détient actuellement le record du plus long vol spatial d'un être humain sans interruption, de 437 jours et 18 heures, effectué par Valeri Poliakov. Mir a été occupée pendant un total de douze ans et demi sur ses quinze années d'existence. Elle pouvait accueillir un équipage résident de trois cosmonautes et plus lors de séjours de courte durée. Elle a servi de laboratoire de recherche notamment dans le domaine de la micropesanteur. 
Après le succès du programme Saliout, Mir représentait l’étape suivante du programme de station spatiale de l'Union soviétique. Le premier module de la station, connu sous le nom de module de base ou module cil, a été lancé en 1986, et a été suivi par six autres modules, tous lancés par des fusées Proton (à l'exception du module d'amarrage, lancé par la navette spatiale Atlantis). À la différence des stations des générations précédentes — les Saliout (1971-1986) et l'américaine Skylab (1973-1974) —, la station était composée de plusieurs modules. Une fois terminée, la station se composait de sept modules pressurisés et de plusieurs autres éléments non pressurisés. L'énergie de la station était fournie par plusieurs panneaux photovoltaïques montés directement sur les modules. La station était maintenue à une orbite comprise entre 296 km et 421 km d'altitude et orbitait à une vitesse moyenne de 27 700 km/h (7,7 km/s), réalisant 15,7 orbites par jour.
La station est lancée par l'Union soviétique dans le cadre de ses efforts pour maintenir un avant-poste de recherche à long terme dans l'espace et, après l'effondrement de l'URSS, elle fut prise en charge par la nouvelle Agence spatiale fédérale russe (RKA). En conséquence, la grande majorité de l'équipage de la station était soviétique ou russe, mais, grâce à des collaborations internationales comme les programmes Intercosmos et Shuttle-Mir, la station a été rendue accessible aux astronautes nord-américains, européens, japonais et venant d'autres pays comme l'Inde ou la Slovaquie. Le coût du programme Mir a été estimé en 2001 par l'ancien directeur général de la RKA, Koptev Yuri, à 4,2 milliards de dollars sur toute la durée de vie de la station (y compris les opérations de développement, d'assemblage et d'orbitage). La station était desservie par des vaisseaux spatiaux Soyouz et Progress ainsi que par les navettes spatiales américaines, après la dissolution de l'Union soviétique.

## Création

### Conception de la station spatiale Mir
Le programme Mir prend naissance le 17 février 1976 avec la signature d'un décret portant sur le développement d'une station comportant plusieurs modules dans le but d'augmenter sensiblement le volume habitable limité des stations spatiales Saliout limitées à un seul module. À l'époque, trois stations spatiales Saliout ont déjà été lancées et occupées (la première en 1971). Le résultat de ces missions est mitigé mais elles ont permis aux ingénieurs soviétiques de tester et d'améliorer le concept de station spatiale. Le projet de station multi-modulaire est finalement jugé trop ambitieux et deux autres stations Saliout sont lancés par la suite. Celles-ci sont toutefois équipées d'un deuxième port d'amarrage (il y a un à chaque extrémité), ce qui permet de ravitailler un équipage déjà présent dans la station spatiale et du coup ouvre la porte aux séjours dans l'espace de longue durée. Saliout 6 est occupé entre 1977 et 1982 tandis que Saliout 7 l'est de 1982 à 1986. 
En 1976 les ingénieurs soviétiques avaient envisagé la réalisation d'une Saliout mono-module mais équipée de quatre ports d'amarrage. En août 1978, un nouveau concept est proposé : la future station serait dotée d'un port d'amarrage unique à l'arrière mais à l'avant le module comportera un compartiment sphérique à la périphérie duquel seraient disposés cinq ports : quatre sur les côtés, disposés en croix, le cinquième dans l'axe de la station. Il était alors prévu que ces ports d'amarrage accueillent des modules de 7,5 tonnes dérivés du vaisseau Soyouz. Ils devaient disposer du même module de propulsion tandis que le module de descente (la cabine) et le module orbital auraient été remplacés par un module plus long, faisant office de laboratoire. Mais en février 1979, à la suite d'une résolution gouvernementale, ce programme est fusionné avec celui d'une station à usage militaire conçue par l'ingénieur Vladimir Tchelomeï et baptisée Almaz. L'idée a alors émergé de renforcer les ports d'amarrage de manière à pouvoir y accueillir des modules de 20 tonnes de type TKS[réf. nécessaire].
| Caractéristique               | Saliout 4         | Skylab                 | Saliout 6         | Mir           | Station spatiale internationale          |
| ----------------------------- | ----------------- | ---------------------- | ----------------- | ------------- | ---------------------------------------- |
| Période opérationnelle        | 12/1974-7/1975    | 5/1973-2/1974          | 10/1977 - 5/1981  | 3/1986-4/2000 | 10/2000 -                                |
| Masse totale                  | 18,5 t            | 90 t                   | 18,5 t            | 124 t         | 400 t                                    |
| Modules pressurisés           | 1                 | 3                      | 1                 | 7             | 11/12                                    |
| Volume pressurisé             | 100 m3            | 320 m3                 | 100 m3            | 350 m3        | 400 m3 utilisables                       |
| Équipage permanent            | 2                 | 3                      | 3                 | 3             | 6                                        |
| Ports d'amarrage              | 1                 | 2                      | 2                 | 5             | ~10                                      |
| Puissance électrique          | 4 kW              | 10 kW (7 kW effectifs) | 4 kW              | 42 kW         | 110 kW                                   |
| Contrôle d'attitude principal | moteurs chimiques | gyroscopes             | moteurs chimiques | gyroscopes    | gyroscopes                               |
| Ravitaillement                | non               | non                    | Progress          | Progress      | Navette spatiale américaine, Progress... |

NPO Energia est nommé responsable de l'ensemble du projet tandis que la construction de la station est confiée à KB Saliout. Les premiers dessins sont achevés en 1982 et 1983. Le projet prévoit d'incorporer dans la station de nouveaux équipements notamment l'ordinateur numérique de commande de vol de la station Saliout 5B, des gyroscopes, le système de rendez-vous automatique Kours, le système de communication par satellite Loutch, les générateurs d'oxygène Elektron et les épurateurs de dioxyde de carbone Vozdukh. Au début de l'année 1984, le programme de la station multi-modulaire a été gelé, les ressources budgétaires se concentrant sur un autre projet ambitieux : la réalisation d'une navette spatiale de grande taille, comparable à celle qu'utilisaient les Américains depuis trois ans. Bien que les Soviétiques aient mené avec eux une mission commune en 1975, le vol Apollo-Soyouz, ils continuaient en secret la "course à l'espace", toujours dans le but d'en tirer le maximum de prestige auprès de la communauté internationale. Le projet de station multi-modulaire reprit cependant peu après, lorsque l'ingénieur Valentin Glouchko reçut l'ordre du secrétaire du Comité central de l'espace et de la défense de mettre l'engin en orbite début 1986, quand se déroulerait le 27e Congrès du Parti communiste.
Pour respecter ce délai, il est décidé lors de la Journée des cosmonautes du 12 avril 1985 d'expédier le module central au cosmodrome de Baïkonour pour y effectuer là-bas les tests et l'intégration des systèmes. Le module arrive le 6 mai et en octobre, son assemblage dans la salle blanche est achevé et il quitte celle-ci pour effectuer des tests de communication. Le 16 février 1986, à cause d'un problème de transmission, le lancement est annulé quelques minutes avant la mise à feu. Il a finalement lieu trois jours plus tard, le 19. L'échéance politique était respectée et une page importante de l'astronautique commençait à se tourner.

### Chronologie de l'assemblage
L'assemblage dans l'espace des différents composants de la station Mir s'étale sur dix ans : il débute en février 1986 avec le lancement du module central, et s'achève en avril 1996 avec l'amarrage du module Priroda à la station. Les principaux composants assemblés étaient les différents modules pressurisés mais plusieurs équipements ont été également progressivement ajoutés. L'assemblage de la station a été effectué au fur et à mesure de la construction des modules. Les soviétiques utilisent pour placer en orbite les modules les plus lourds leur lanceur le plus puissant (la fusée Proton) capable de placer en orbite basse une charge de 20 tonnes. Celle-ci correspond à la masse des modules les plus lourds.
Le déroulement de l'assemblage est fortement perturbé par l'éclatement de l'Union soviétique en plusieurs pays indépendants qui se produit à la fin de l'année 1991. Le projet est récupéré par la Russie, principal composant de l'ancienne URSS, mais la réorganisation en profondeur de la société entraine une violente crise économique. Le budget consacré au programme spatial s'effondre avec un impact fort sur le projet. La navette spatiale Bourane qui devait remplacer les vaisseaux Soyouz pour la desserte de la station spatiale et qui avait effectué un premier vol sans équipage trois ans auparavant, est abandonnée. L'assemblage de la station est considérablement ralenti ; les deux derniers modules ne seront livrés qu'en 1995 et 1996).
La dissolution de l'Union soviétique entraine une baisse des tensions entre les États-Unis et la Russie. Par ailleurs les responsables américains veulent soutenir le programme spatial russe pour empêcher une fuite des cerveaux qui pourrait entraîner une dispersion d'un savoir-faire dangereux pour la sécurité mondiale. Enfin les responsables du programme spatial américain, qui sont en train de développer leur propre station spatiale (embryon de la future station spatiale internationale), sont intéressés par l'expérience accumulée par les Russes. Dans ce contexte les responsables de la NASA relancent la collaboration avec leurs homologues russes qui était pratiquement à l'arrêt depuis le vol Apollo-Soyouz de 1975. La station Mir qui est désormais placée sous la responsabilité  de l'Agence spatiale fédérale russe (RKA) est intégrée dans le programme russo-américain Shuttle-Mir, qui permet de constituer des équipages composés en partie d'astronautes de la NASA et l'expérience acquise conjointement par les deux pays, entre 1995 et 1998, a constitué une précieuse source d'enseignements pour concevoir et commencer à construire la station spatiale internationale, précisément en 1998, deux ans avant que Mir ne cesse d'être utilisée.

### Modalités d'assemblage de la station spatiale
Six modules sont ajoutés au module central.
Quatre de ces six modules (Kvant-2 en 1989, Kristall en 1990, Spektr en 1995 et Priroda en 1996) suivent une séquence identique. Chacun d'eux s'amarre d'abord de manière automatique au nœud du module central. Il est ensuite amené vers le port d'amarrage axial du nœud d'amarrage du module central, puis étendra son bras Lyappa pour s'accoupler avec un dispositif de fixation placé sur l'extérieur du nœud. Le bras déplace ensuite le module vers l'un des quatre ports d’amarrage radiaux et le fait tourner à 90° . Le nœud était équipé de seulement deux points d'ancrage Konus, qui étaient cependant nécessaires aux amarrages. Cela signifie que, avant l'arrivée de chaque nouveau module, le nœud devait être dépressurisé pour permettre aux cosmonautes de réaliser une sortie extravéhiculaire afin de déplacer manuellement le cône vers le port suivant.
Les deux autres modules d'extension, Kvant-1 en 1987 et le module d'amarrage en 1995 sont assemblés selon un mode opératoire différent car ils ne disposent d'aucun système propulsif :
- Kvant-1 est lancé en même temps qu'un {{|remorqueur}} dérivé du vaisseau spatial TKS. Ce dernier est chargé d'effectuer les manœuvres permettant d'amarrer Kvant-1 au port d'amarrage arrière du module central. Une fois l'amarrage réalisé, le remorqueur s'en détache et est détruit en rentrant dans l'atmosphère ;
- Le module d'amarrage, quant à lui, est acheminé par la navette américaine Atlantis dans le cadre de la mission STS-74. Une fois la navette amarrée à la station Mir il est sorti de la soute et amarré au port d'amarrage APAS du module Kristall[3],[6].

| Date lancement   | Lanceur          | Module ajouté     | Dimensions et masse                                          | Fonction | Commentaire                                                                            |
| ---------------- | ---------------- | ----------------- | ------------------------------------------------------------ | --- | -------------------------------------------------------------------------------------- |
| 19 février 1986  | Proton-K         | Module central    |                                                              | Logement équipage Module de propulsion Nœud central fixation modules (4) Système de support de vie Contrôle d'attitude | Le compartiment de type nœud est utilisé comme sas jusqu'à l'arrivée du module Kvant-2 |
| 31 mars 1987     | Proton-K         | Kvant-1           | L : 5,3 mètres ; ∅ 4,35 m masse : 11 t ; volume : 40 m3      | Équipements scientifiques (télescopes) Système de support de vie Contrôle d'attitude                                   | Masse de 20,6 tonnes avec le module propulsif FSM largué après l'amarrage.             |
| 29 novembre 1989 | Proton-K         | Kvant-2           | L : 12,2 mètres ; ∅ 4,35 m masse : 19,6 t ; volume : 61,9 m3 | Équipements scientifiques Système de support de vie Sas                                                                |                                                                                        |
| 31 mai 1990      | Proton-K         | Kristall          | L : 11,9 mètres ; ∅ 4,35 m masse : 19,6 t ; volume : 60,8 m3 | Équipements scientifiques 2 systèmes d'amarrage APAS-89 Contrôle d'attitude                                            |                                                                                        |
| 20 mai 1995      | Proton-K         | Spektr            | L : 19,1 mètres ; ∅ 4,35 m masse : 19,6 t ; volume : 62 m3   | Logement équipage Équipements scientifiques                                                                            |                                                                                        |
| 15 novembre      | Navette spatiale | Module d'amarrage |                                                              | Système d'amarrage pour la navette spatiale américaine                                                                 |                                                                                        |
| 26 avril 1996    | Proton-K         | Priroda           | L : 9,7 mètres ; ∅ 4,35 m masse : 19,6 t ; volume : 66 m3    | Équipements scientifiques pour l'observation de la Terre                                                               |                                                                                        |

Configurations successives de la station MIR
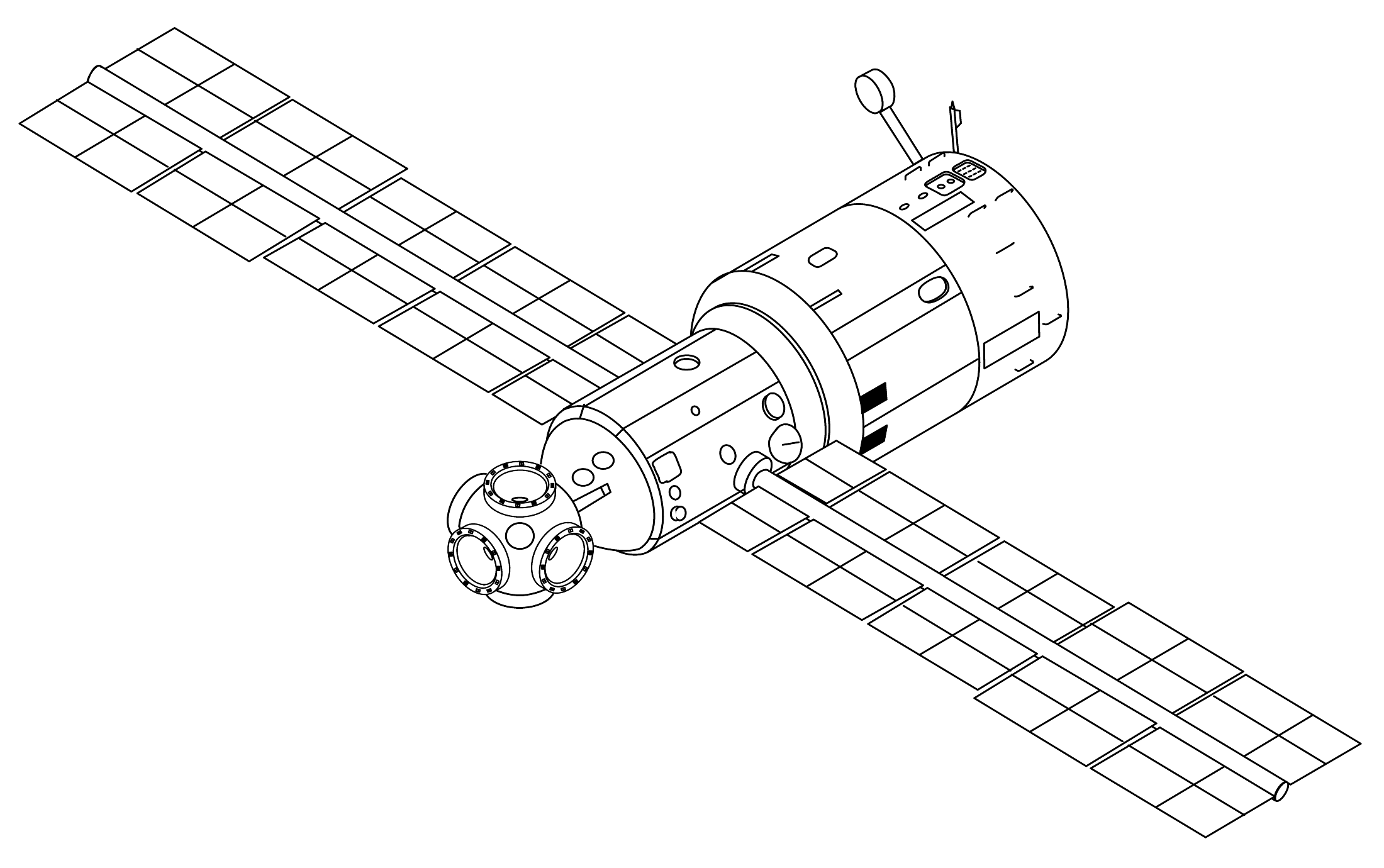
19 février 1986 : module central seul.
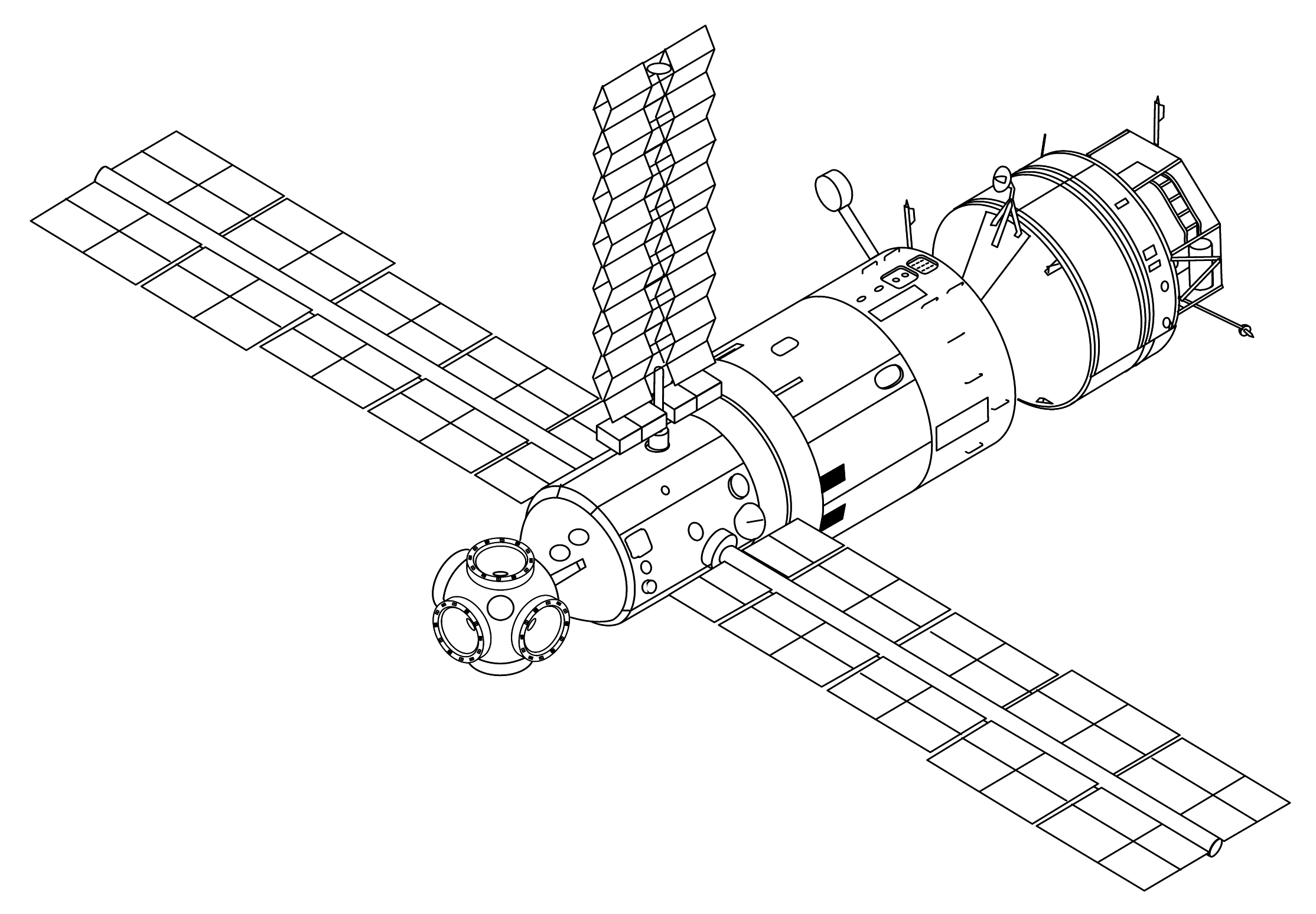
12 avril 1987 : ajout de Kvant-1.
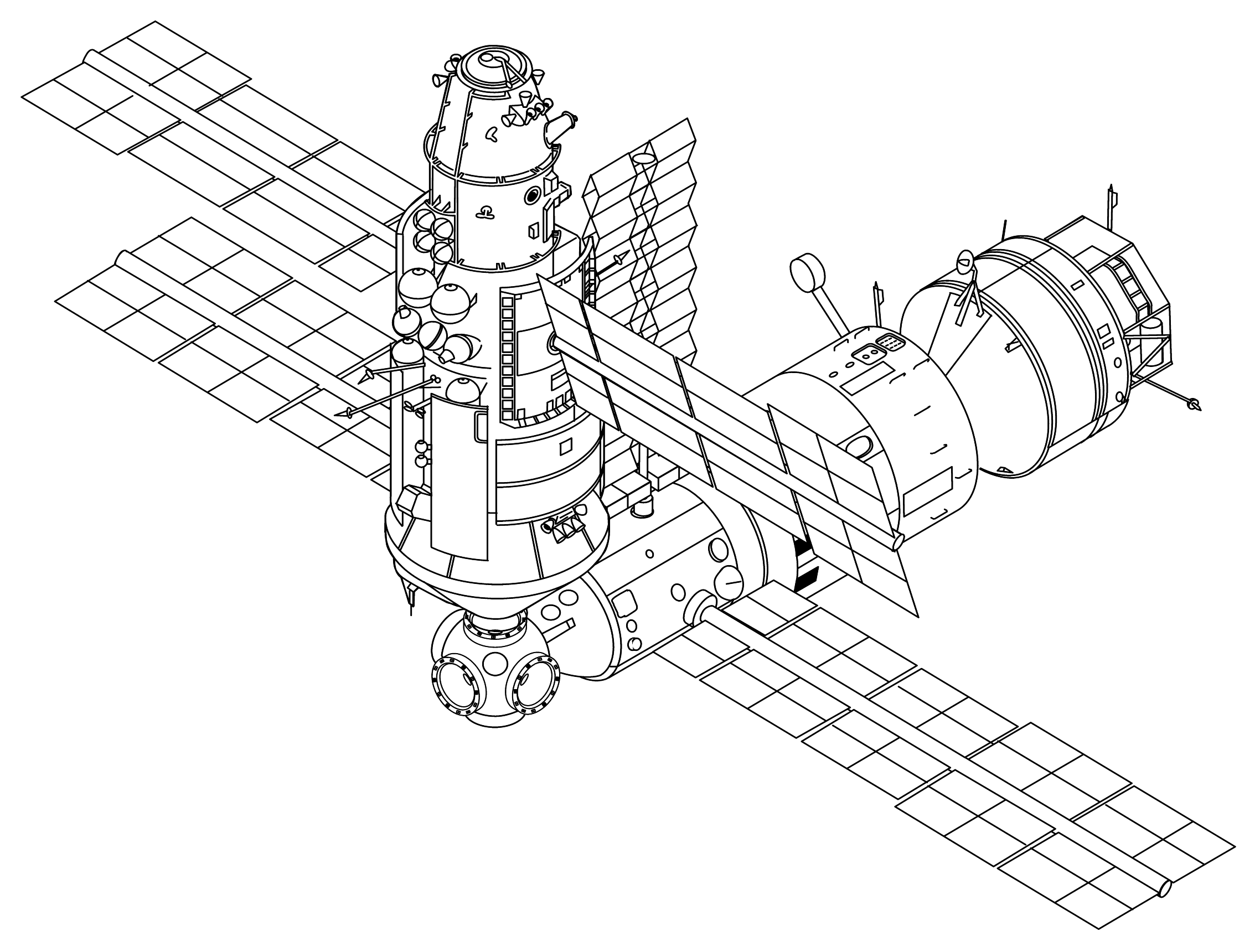
6 décembre 1989 : ajout de Kvant-2.
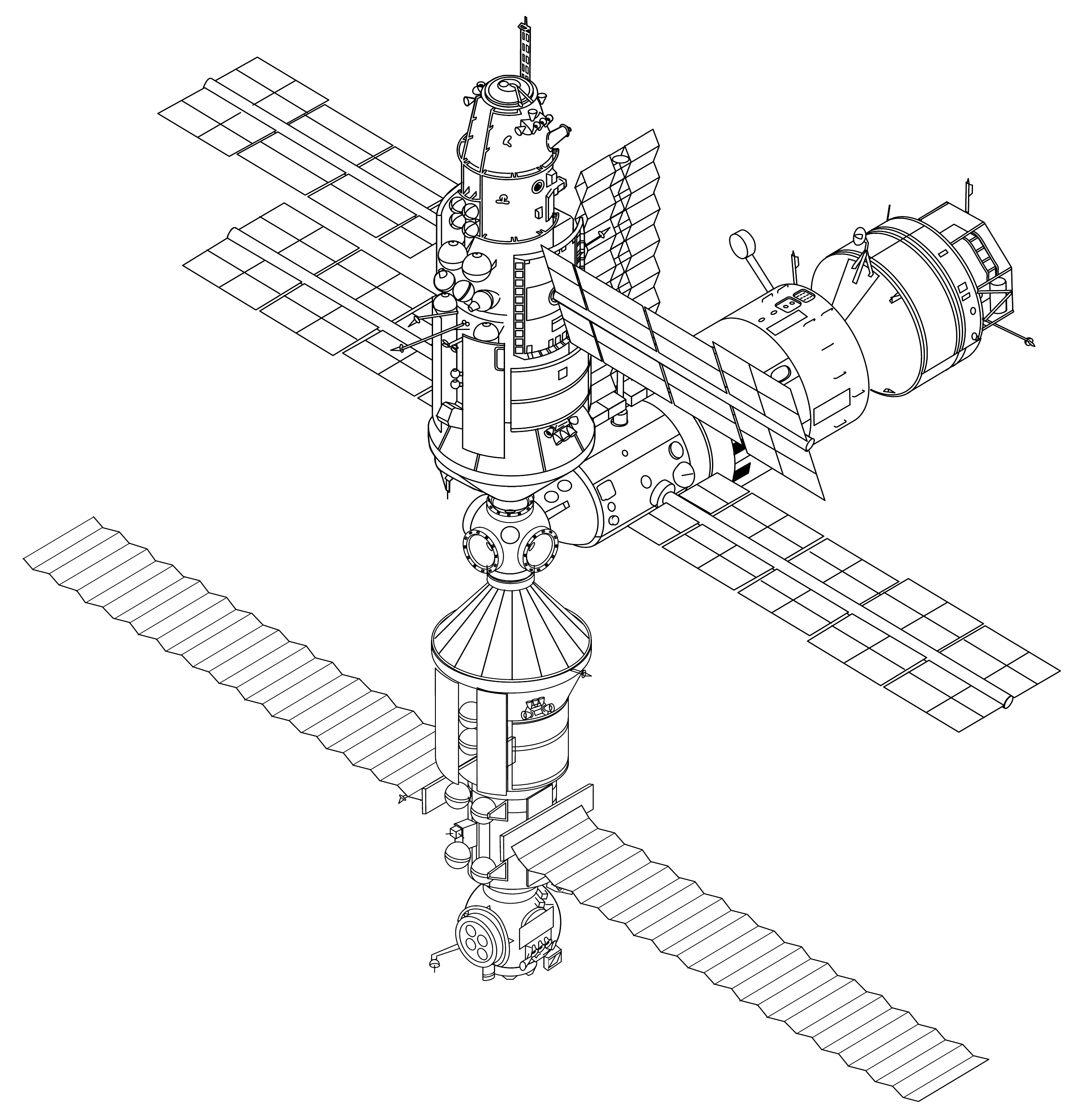
10 juin 1990 : ajout de Kristall.
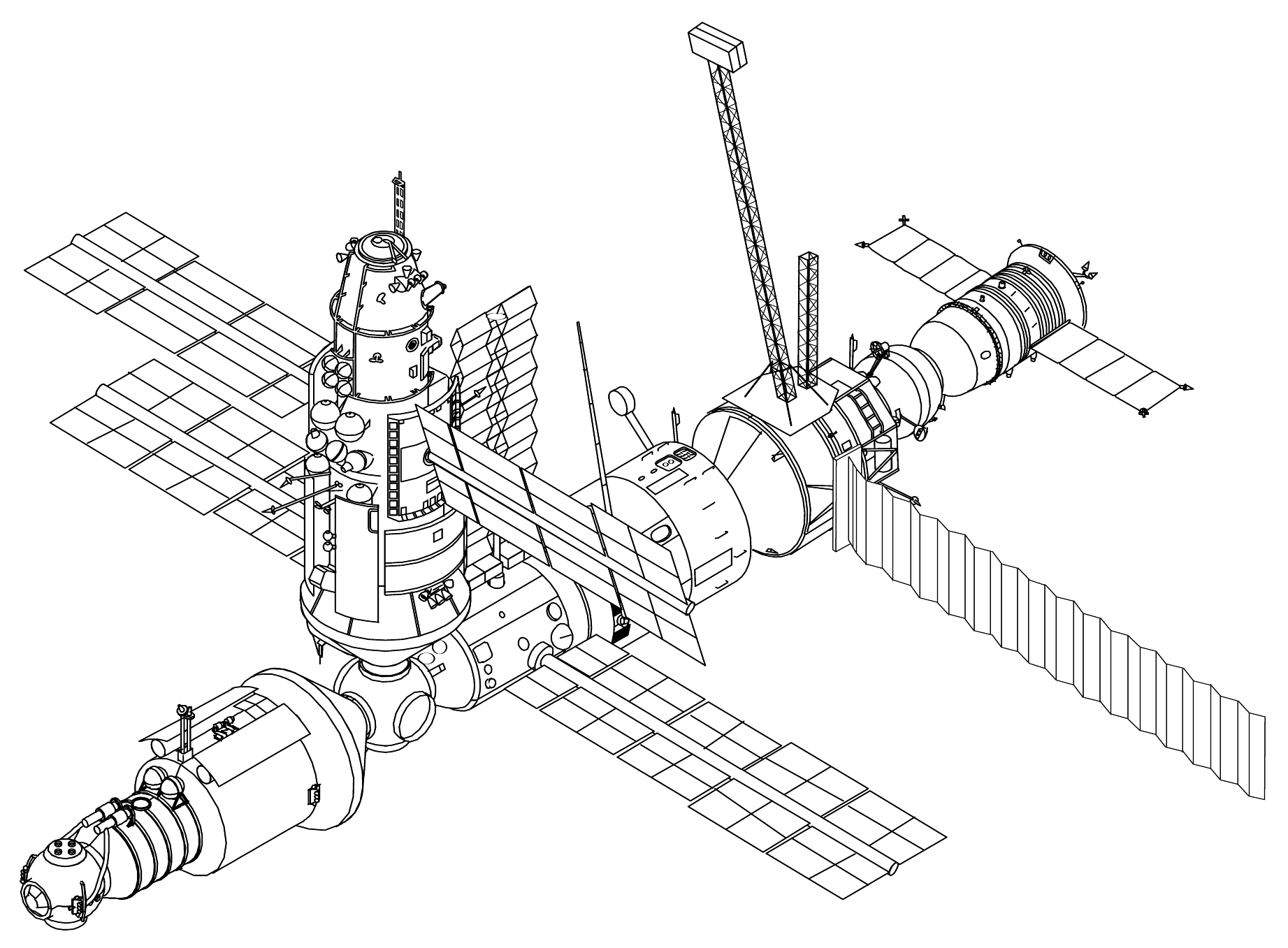
mai 1995 : déplacement du module Kristall.
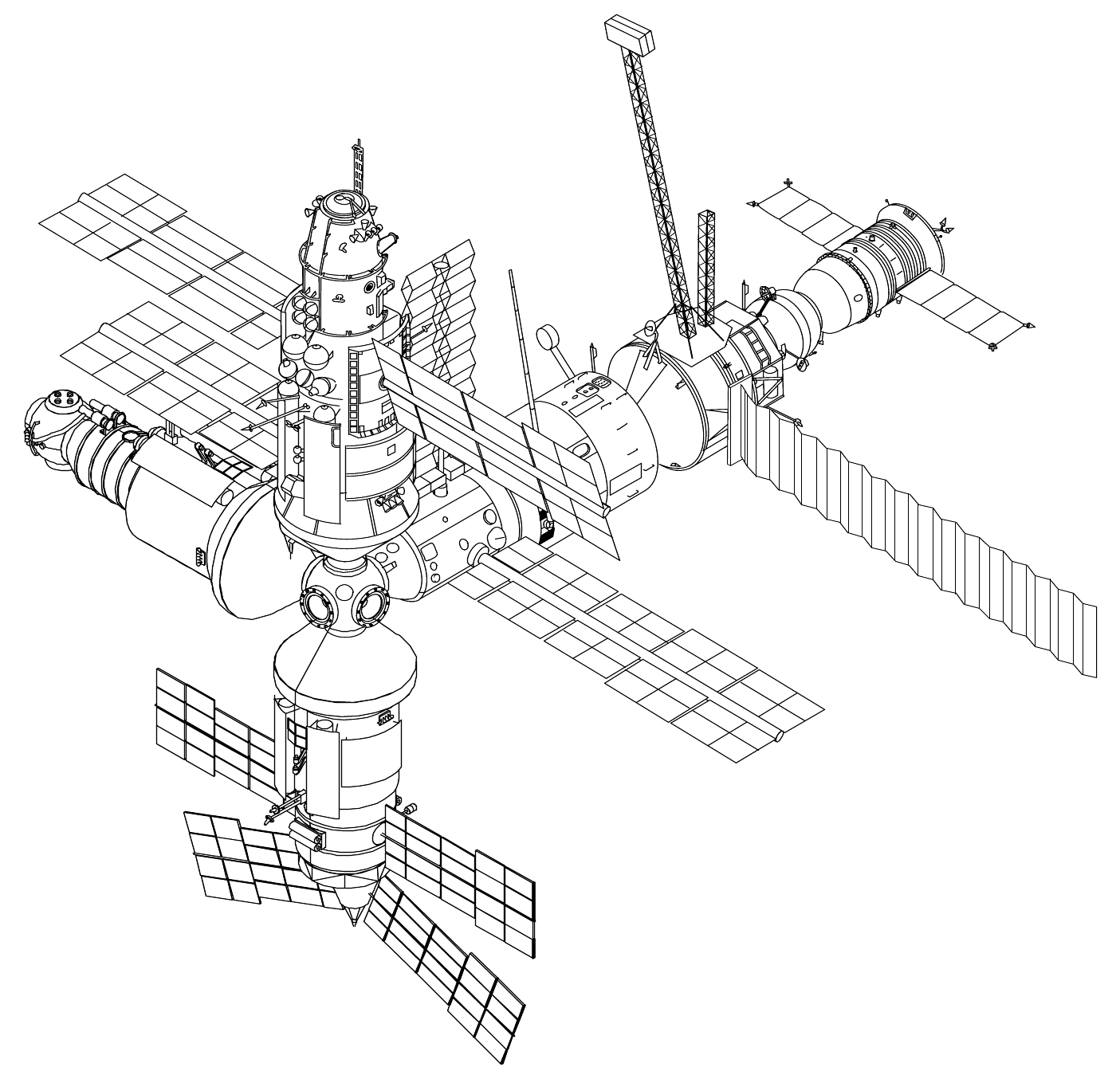
2 juin 1995 : ajout de Spektr.
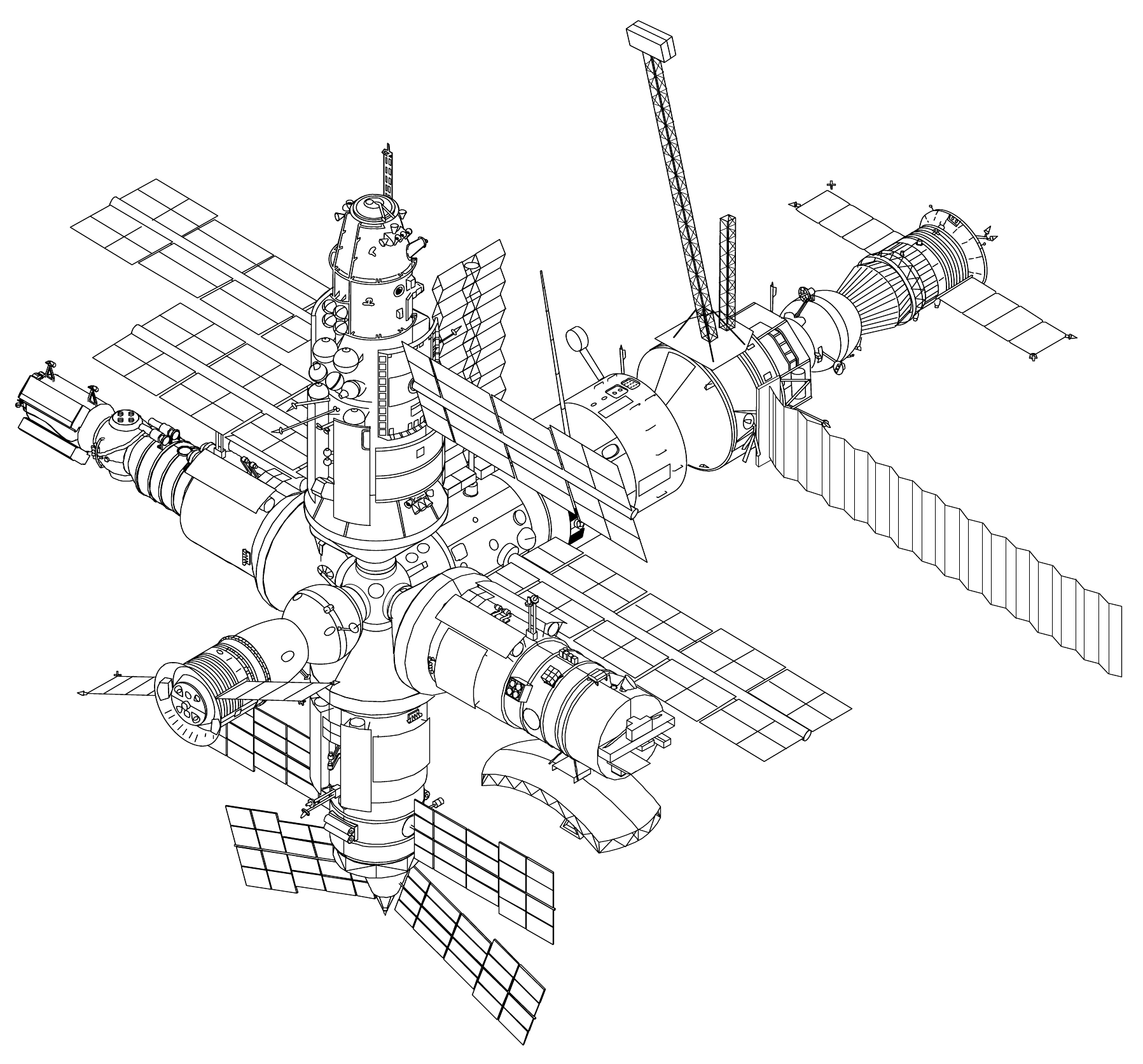
26 avril 1996 : Priroda et 7 mai 1996 : module d'amarrage.

## Structure de la station
Mir inaugure la troisième génération de stations spatiales :
- les stations de première génération (Saliout 1 à 5 et Skylab, au début des années 1970) ne comprenaient qu'un seul module, sans capacité de ravitaillement ;
- les stations de deuxième génération (Saliout 6 et Saliout 7, de 1979 à 1986) comprenaient elles aussi un seul module, mais celui-ci était doté de deux ports d'amarrage (un à chaque extrémité) ce qui permettait leur ravitaillement par un vaisseau cargo Progress, la visite d'un second équipage ou, plus rarement, l'adjonction d'un module supplémentaire, situé dans l'axe du premier ;
- l'originalité de Mir est d'assembler plusieurs modules autour d'un module central, chacun d'eux étant dédié à un type d'activité précis.

### Modules pressurisés
La station spatiale Mir comprend sept modules pressurisés qui ensemble fournissent le volume habitable mis à disposition de l'équipage. Chaque module, de forme cylindrique, a des dimensions et comporte des équipements spécifiques.

#### Le module central
Le module central est le premier des composants de la station spatiale lancé dans l'espace. Il est mis en orbite le 19 février 1986, Long de 13,13 mètres pour un diamètre maximum de 4,15 mètres, il a une masse de 20,4 tonnes. Sa masse au lancement est de 20,4 tonnes. Il est composé de quatre sous-ensembles, :
- le compartiment de travail est constitué par un assemblage de deux cylindres de diamètre différent reliés par une section conique. On y trouve les quartiers d'habitation avec une petite cuisine dotée d'une table et d'un système pour réchauffer les plats, un emplacement de stockage des déchets, un vélo d'appartement et un tapis roulant pour l'entretien physique ainsi qu'un poste pour permettre les examens médicaux. Le module comporte trois mini-cabines individuelles comportant un petit hublot, un sac de couchage et un siège pliant ;
- le compartiment de transfert est une structure sphérique située à une des extrémités du module qui dispose d'un port d'amarrage dans le prolongement de la station pour permettre à un vaisseau visiteur de s'amarrer et de quatre ports d'amarrage radiaux écartés de 90° utilisés pour fixer les autres modules de la station spatiale ;
- à l'autre extrémité de la station se trouve le compartiment non pressurisé de forme annulaire contenant les moteurs principaux de la station ainsi que les réservoirs pour les ergols. Des antennes, projecteurs et capteurs optiques sont fixés à l'extérieur ;
- au centre du compartiment annulaire des moteurs se trouve un compartiment pressurisé intermédiaire qui relie le compartiment de travail au port d'amarrage arrière utilisé par le module Kvant-1.

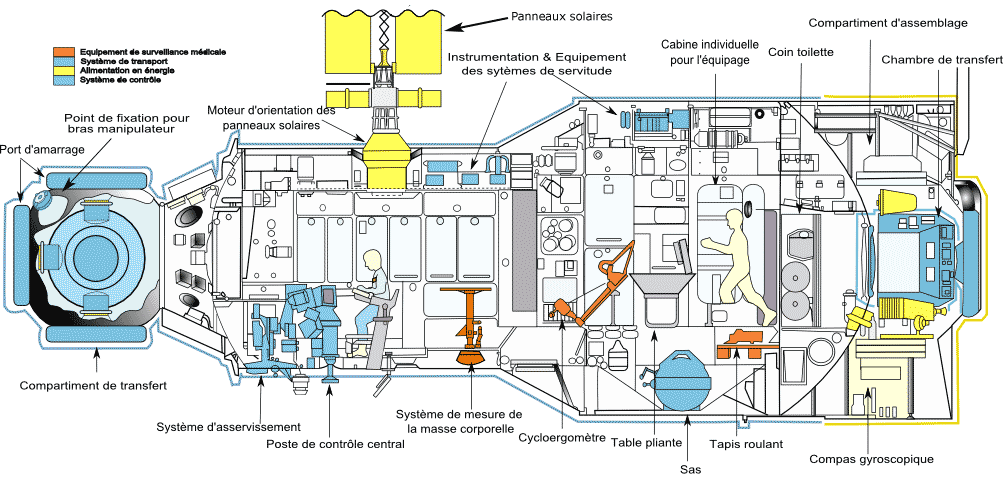
Schéma du module central de la station Mir. Celui-ci reprend la structure de base des stations spatiales Saliout. La principale différence est l'ajout à l'extrémité avant (à gauche en bleu sur le schéma) d'un « nœud » permettant d'amarrer cinq modules.

#### Le module Kvant I
Le module Kvant-1 est le premier composant amarré au module central (31 mars 1987). Long de 5,3 mètres pour un diamètre de 4,35 mètres ce module cylindrique a une masse à vide de 11 tonnes et un volume pressurisé de 40 m3. Ne disposant d'aucune propulsion il est placé en orbite par un module propulsif FSM (Module de service fonctionnel) dérivé du système propulsif du vaisseau ravitailleur TKS qui porte sa masse au lancement à 20,6 tonnes et qui est largué une fois l'assemblage effectué. Il comprend deux compartiments de travail pressurisés et un compartiment destiné à recevoir des expériences scientifiques non pressurisé. Les instruments scientifiques comprennent un télescope à rayons X, un télescope ultraviolet, une caméra grand angle, des expériences portant le rayonnement X et gamma et un équipement d'électrophorèse Svletana. Le module comporte également des équipements permettant à la station spatiale de fonctionner : six gyroscopes pour le contrôle d'orientation, un générateur d'oxygène Elektron et un épurateur de dioxyde de carbone Vozdukh. 

#### Le module Kvant II
Le module Kvant-2 est placé en orbite en 1989. Ce composant dérive de la soute pressurisée FGB du vaisseau ravitailleur TKS. Long de 12 mètres pour un diamètre de 4,3 mètres ce module cylindrique a une masse à vide de 19,6 tonnes et un volume pressurisé de 61,9 m3. Le module comprend trois sections qui s'étagent dans le sens de sa plus grande longueur et qui peuvent être isolées les unes des autres par des écoutilles étanches. Le module est fixé à une extrémité au nœud central de la station et comprend à l'autre extrémité une écoutille qui est utilisée pour les sorties extravéhiculaires. Le compartiment le plus éloigné du centre de la station spatiale est le sas qui permet aux astronautes de s'isoler avant d'ouvrir l'écoutille vers l'extérieur et de réaliser une sortie dans l'espace. Les combinaisons spatiales Orlan y sont rangées. Le compartiment médian est consacré aux expériences scientifiques. On y trouve des spectromètres, caméras, etc. dont certains montés à l'extérieur et contrôlables directement depuis la Terre. Six gyroscopes fixés sur le module viennent assister les gyroscopes de Kvant-1 pour contrôler l'orientation de la station. Enfin le troisième compartiment, d'un diamètre plus important, comprend différents équipements : un système de régénération d'eau à partir de l'urine, un bloc toilette comprenant une douche, un ordinateur de type Saliout 5B plus performant que l'Argon 16B équipant le module central. Ce compartiment sert également d'espace de stockage.

#### Le module Kristall
Le module Kristall, ajouté le 10 juin 1990, est le quatrième module ajouté à la station. Ce module dérive, comme Kvant-1 et Kvant-2, de la soute pressurisée FGB du vaisseau ravitailleur TKS. Il était initialement appelé Kvant-3. Long de 11,9 mètres pour un diamètre 4,35 mètres ce module cylindrique a une masse à vide de 19,6 tonnes et un volume pressurisé de 60,8 m3. 

#### Le module Spektr

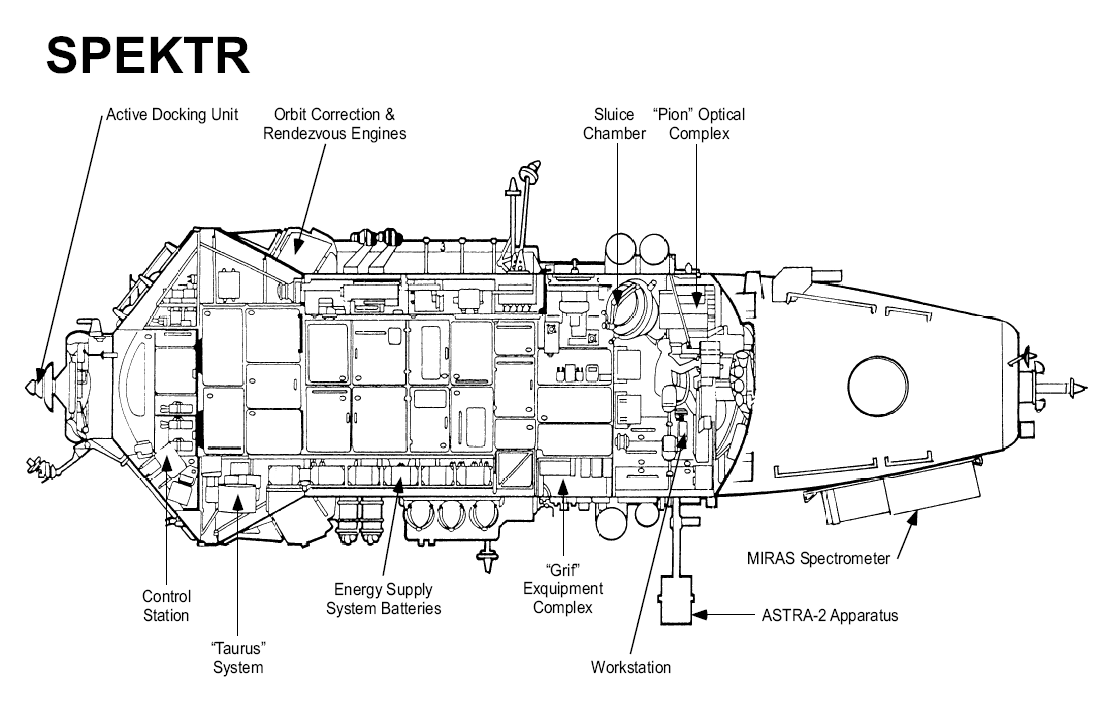
Configuration du module Spektr.

Le module Spektr est placé en orbite en 1995. Ce module dérive, comme Kvant-1 et Kvant-2, de la soute pressurisée FGB du vaisseau ravitailleur TKS. Long de 9,1 mètres pour un diamètre de 4,35 mètres ce module cylindrique a une masse à vide de 19,6 tonnes et un volume pressurisé de 62 m3.

#### Module d'amarrage
Le module d'amarrage est placé en orbite par la navette Atlantis et amarré au module Kristall le 15 novembre 1995. Il est spécialement conçu pour faciliter l'amarrage de la navette spatiale à la station Mir grâce au système d'accouplement androgyne APAS-89.
Le 7 mai 1996, le module d'amarrage est déplacé et installé sur module Kvant-1. Il a une longueur de 4,7 mètres, un diamètre de 2,9 mètres et une masse à vide de 4,3 tonnes. Il a également servi comme module de stockage (lorsqu'il n'a pas été utilisé pour les amarrages) et à transporter deux nouveaux panneaux solaires (montés sur le module dans des boîtiers), qui ont ensuite été déployés sur Kvant-1.

#### Le module Piroda
Le module Priroda est placé en orbite en 1996. Long de 9,7 mètres pour un diamètre de 4,35 mètres ce module cylindrique a une masse à vide de 19,6 tonnes et un volume pressurisé de 62 m3. CE laboratoire spatial comprend deux sections : une section non pressurisée contenant le système propulsif et une section pressurisée. Cette dernière est elle-même divisée en deux sous-ensembles : une partie consacrée aux instruments installés à l'extérieur et une section de travail et d'habitation.  
Une partie de la construction du module Piroda comme celle du module Spektr ainsi que 600 à 700 kg ont été financés et fournis par les États-Unis dans le cadre du programme Shuttle-Mir. 12 pays ont participé ont contribué au développement d'expériences installées à bord de ce module. Des techniques d'observation très différentes étaient mises en œuvre simultanément avec l'objectif d'obtenir une synergie au niveau des résultats. Un exemple était la combinaison des données produites par le radar à synthèse d'ouverture, le radar altimètre et un radiomètre à micro-ondes pour l'observation des océans. Les panneaux solaires prévus à l'origine n'ont pas pu être installés avant le lancement et Piroda dépend des autres modules pour son alimentation électrique.

### Éléments non-pressurisés

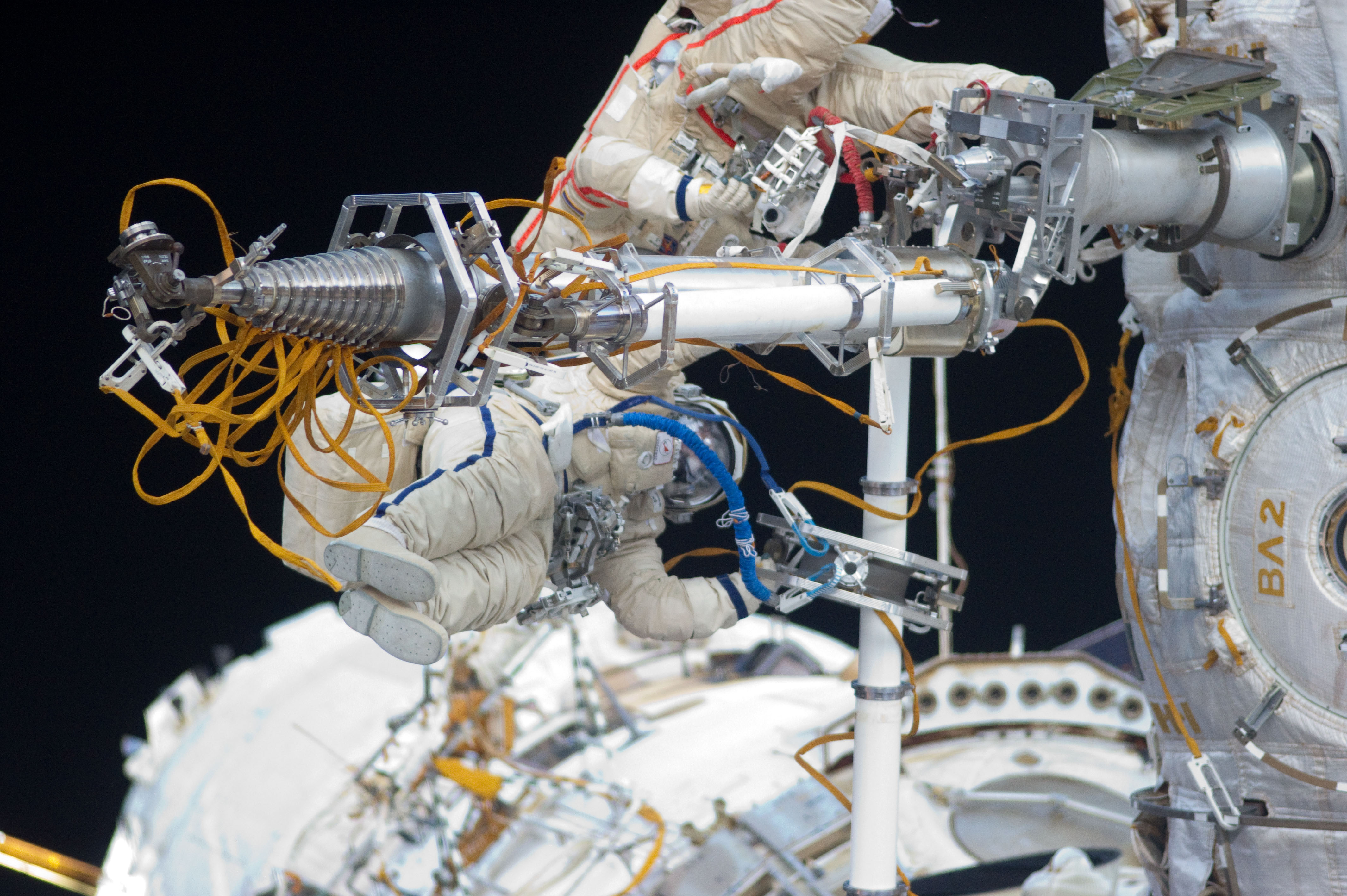
Bras Strela en configuration repliée de la station spatiale internationale identique à celui installé sur Mir.

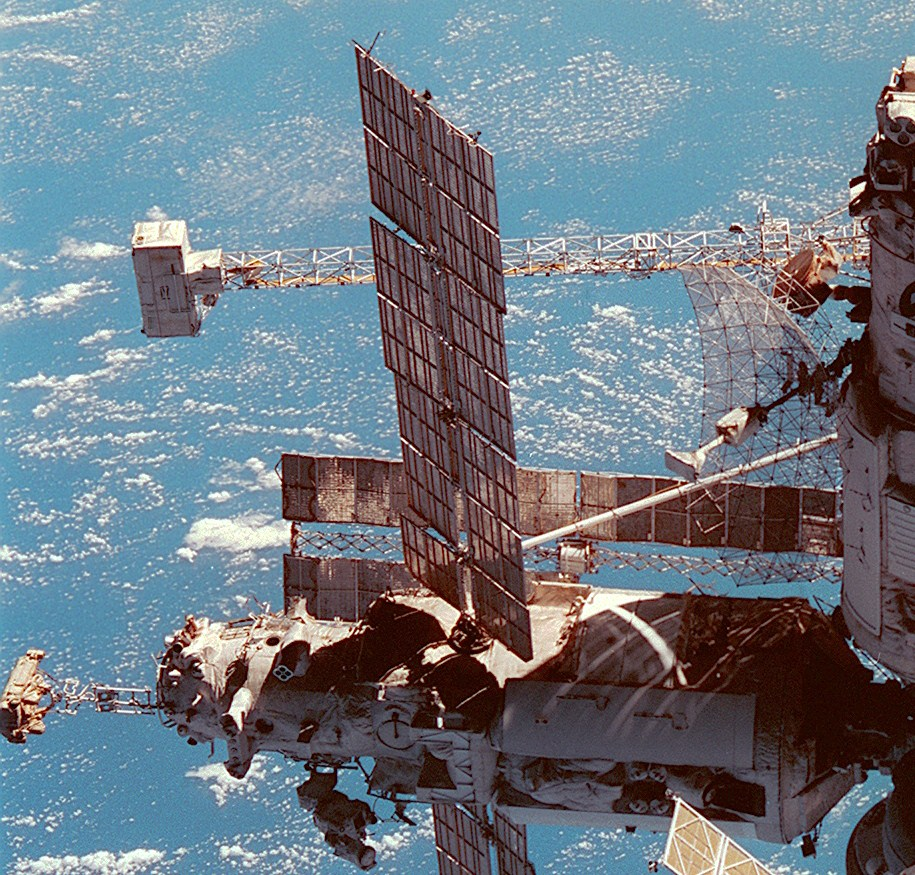
L'antenne radar Travers, la poutre Sofora, le bloc propulsif VDU, la grue Strela, le long du module Kvant-2 et Priroda. Le système SDK est situé à l’extrême-droite, au bout du module Kvant-2.

En plus des modules pressurisés, Mir inclut un grand nombre de composants externes, acheminés à la station les uns après les autres par des vaisseaux-cargos Progress et fixés à l'extérieur de la station par les cosmonautes au cours de sorties extra-véhiculaires.
Le plus important de ces éléments, par sa taille, est Sofora, une structure constituée de 20 segments formant une poutre de 14 mètres de long qui est fixée sur le module Kvant-1. Un système de propulsion autonome, baptisé VDU, est fixé à l'extrémité de Sofora afin de contrôler plus efficacement l'orientation du module central. La distance importante du VDU par rapport au module central permet de diminuer de 85 % la consommation des ergols nécessaires pour maintenir l'orientation de la station.
Une seconde poutre plus petite, baptisée Rapana, est fixée également sur Kvant-1 à l'arrière de Sofora. Cette poutre, un prototype à échelle réduite d'une structure destinée à être utilisée sur Mir-2 pour tenir les grandes antennes paraboliques éloignées de la structure de la station principale, mesure 5 mètres de long et sert de point d'ancrage pour des expériences qui doivent être exposées dans l'espace.
Pour faciliter le déplacement des composants à l'extérieur de la station durant les sorties extravéhiculaires, Mir comprend deux bras de manutention Strela montés sur les flancs bâbord et tribord du module de base. Ils sont utilisés pour déplacer les équipements et les cosmonautes lors des sorties de ces derniers dans l'espace. Ce sont des mâts articulés et télescopiques mesurant environ 1,8 m en position repliée mais qui atteignent 14 m une fois étendus à l'aide d'une manivelle. Ces bras permettent de rendre accessibles l'ensemble des modules de la station durant les sorties extra véhiculaires.
Chaque module est également équipé d'un certain nombre de composants externes associés à des expériences menées à l'intérieur de la station. Le plus visible est l'antenne Travers monté sur Priroda. Ce radar à synthèse d'ouverture en forme de grande parabole rectangulaire permet d'obtenir des images de la Terre, comme la plupart des autres instruments installés dans le module Priroda : radiomètres et plates-formes de balayage. Le module Kvant-2 comporte un support de fixation pour le système de propulsion Ikar ou SDK, une sorte de sac à dos doté de propulseurs permettant aux cosmonautes de se déplacer de manière autonome autour de la station. Il s'agit de l'équivalent russe du MMU américain. Il n'a été utilisé que durant la mission EO-5.

### Alimentation électrique
La station est alimentée par des panneaux solaires et utilise une alimentation de 28 volts CC. Lorsque la station est dans la partie éclairée de son orbite, les panneaux solaires montés sur les différents modules fournissent la puissance nécessaire aux différents systèmes et chargent des accumulateurs au nickel-cadmium répartis dans la station spatiale. Les panneaux pouvaient pivoter sur 180° sur un seul degré de liberté grâce à des moteurs installés sur leurs supports et pouvaient ainsi s'orienter suivant la position du soleil. La station elle-même pouvait également être orientée pour garantir un éclairement optimal des panneaux. Lorsque les capteurs de la station détectaient que Mir était dans l'ombre de la Terre, les tableaux étaient orientés à l'angle optimal prévu pour réacquérir la lumière du soleil une fois la station sortie de l'ombre. Les batteries, qui disposaient chacune d'une capacité de 60 Ah, étaient ensuite utilisées pour alimenter la station jusqu'à ce qu'elle sorte de la zone d'ombre.
Les panneaux solaires furent installés sur une période de onze ans, plus lentement que prévu à l'origine. La station fut donc sans cesse confrontée à une pénurie d'énergie. Les deux premiers panneaux de 38 m2 chacun, ont été lancés sur le module de base et fournissaient à eux deux un total de 9 kW. Un troisième panneau dorsal de 22 m2 a été lancé avec le module Kvant-1 et monté sur le module de base en 1987, fournissant un supplément de puissance de 2 kW. Kvant-2, lancé en 1989, a été lancé avec deux panneaux solaires de 10 m de long qui fournissaient 3,5 kW chacun, tandis que Kristall a été lancé avec deux panneaux pliables de 15 m de long fournissant 4 kW qui étaient destinées à être déplacés et installés sur le module Kvant-1 au cours d'une sortie extra-véhiculaire effectuée par l'équipage de la mission EO-8 (en) en 1991,.

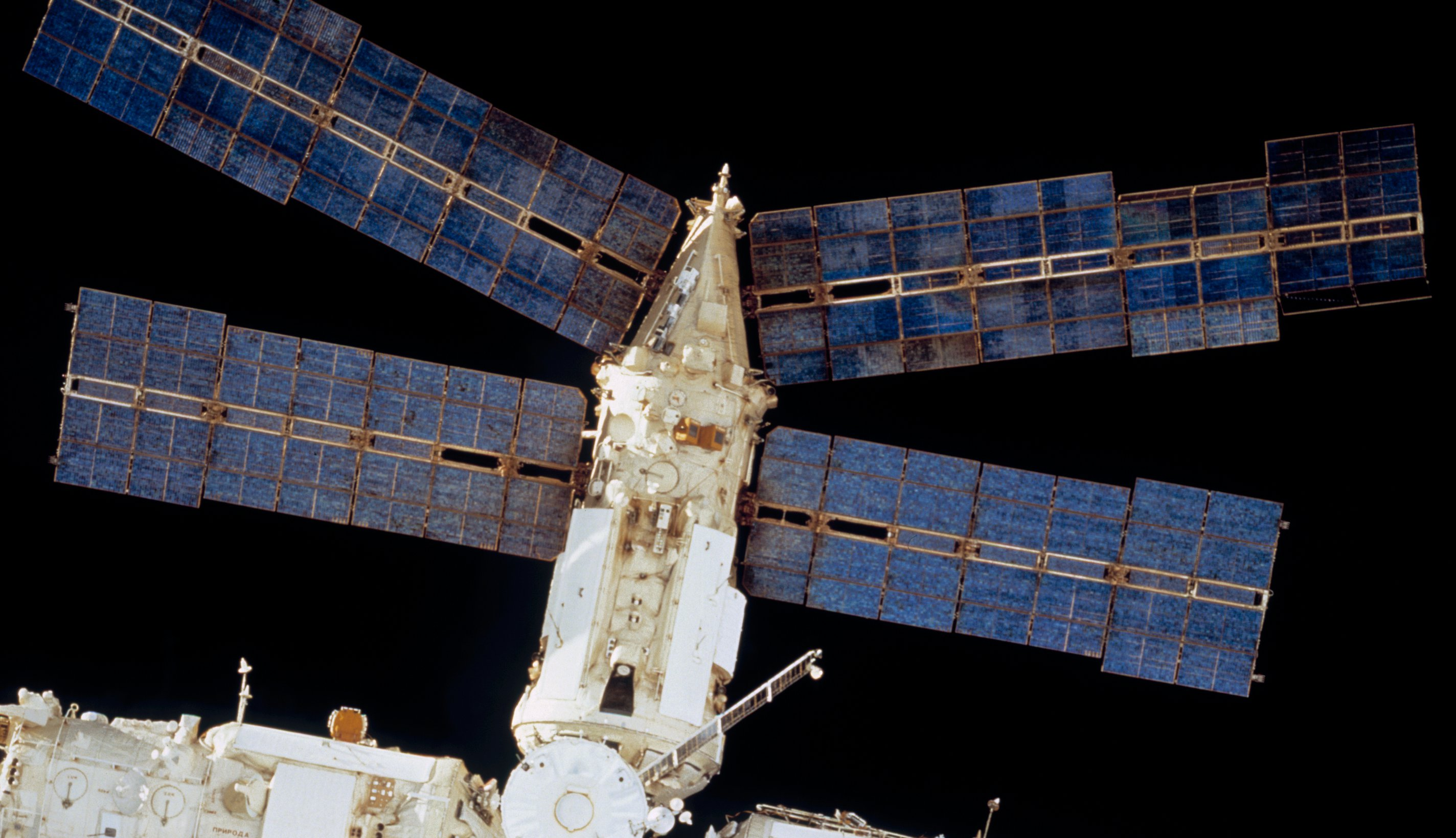
Vue des 4 panneaux solaires de Spektr.

En réalité ce déplacement ne débuta pas avant 1995, quand les panneaux furent rétractés et le panneau gauche installé sur Kvant-1. À ce moment, tous les panneaux étaient dégradés et ne fournissaient qu'une partie de leur capacité initiale. Pour rectifier ce problème, le module Spektr (lancé en 1995), qui devait être doté de deux panneaux, fut modifié afin d'en transporter quatre, portant la surface de panneaux solaires du module à 126 m2 et fournissant une puissance totale de 16 kW. Deux panneaux supplémentaires furent transportés, accrochés au Mir Docking Module, par la navette spatiale Atlantis lors de la mission STS-74. En plus de permettre l'amarrage, le module transportait deux panneaux solaires. L'un des deux était nommé « Mir Cooperative Solar Array » (MCSA) et développait une puissance de 6 kW. Ce panneau faisait partie de la Phase 1 du programme Shuttle-Mir destiné à tester des modèles pour la future Station spatiale internationale. Les cellules photovoltaïques étaient conçues par la NASA et le châssis du panneau était conçu par la Russie. Il a été déployé sur le module Kvant-1 en mai 1996, remplaçant l'ancien panneau dorsal du module central, qui ne fournissait plus que 1 kW. L'autre panneau solaire était entièrement russe et remplaça le panneau attaché sur Kvant-1 (celui lancé avec Kristall) en novembre 1997, complétant le système électrique de la station.

### Contrôle d'orbite

Graphique montrant les variations d'altitude de Mir entre le 19 février 1986 et le 21 mars 2001.

Mir était maintenue en orbite circulaire basse, de périapside moyen de 354 km et d'apoapside moyen de 374 km, se déplaçant à une vitesse moyenne de 27 700 km/h et complétant 15.7 orbites par jour,,. Comme la station perdait constamment de l'altitude en raison d'une légère traînée atmosphérique, il était nécessaire de rétablir son orbite à une altitude suffisante plusieurs fois par an. Cette tâche était généralement effectuée par les vaisseaux de ravitaillement Progress et, durant le programme Shuttle-Mir, par les navettes spatiales américaines. Avant l'arrivée du module Kvant-1, des moteurs placés sur le module central pouvaient aussi réaliser cette tâche.
L'attitude de la station était déterminée par un ensemble de divers capteurs solaires, stellaires et d'horizon montés à l’extérieur des modules. Afin de maintenir une orientation fixe la station était équipée d'un système de douze roues de réaction de commande inertiels tournant à 10 000 tr/min. Les modules Kvant-1 et Kvant-2 étaient chacun équipés de six de ces roues,. Lorsque l'attitude de la station devait être modifiée, les roues étaient désactivées. Une fois la bonne altitude atteinte grâce à des propulseurs (y compris ceux situés sur les modules et le propulseur VDU utilisé pour le contrôle de roulis monté sur la poutre Sofora), les roues de réaction étaient réactivées. Ces changements d'orientations ont régulièrement eu lieu en fonction des besoins expérimentaux, par exemple, pour réaliser des observations de la Terre ou astronomiques, la cible devait être constamment visible par les instruments. À l'inverse, pour réaliser des expériences nécessitant un mouvement minimal de la station, la station pouvait être orientée de façon à être le plus stable possible. Avant l'arrivée des modules équipés de ces roues, l'attitude de la station était contrôlée à l'aide des propulseurs situés sur le module de base, et, en cas d'urgence, les propulseurs du vaisseau Soyouz amarré pouvaient aussi être utilisés,.

### Support de vie
Le système de support de vie de Mir fournissait et contrôlait tous les éléments nécessaires à la vie à bord de la station : pression atmosphérique, niveau d'oxygène, détection d'incendie, gestion des déchets et approvisionnement en eau. La plus haute priorité de ce système était la gestion de l'atmosphère de la station mais il se chargeait aussi de traiter les déchets et de recycler l'eau des éviers, des toilettes et de la condensation de l'air afin de la rendre potable. Le système Elektron générait l'oxygène à bord de la station en utilisant l'électrolyse. L'équipage disposait d'un second système de production d'oxygène, nommé Vika (en). Le dioxyde de carbone, quant à lui, était retiré de l'air grâce au système Vozdukh . Les autres sous-produits du métabolisme humain, comme le méthane venant des intestins ou l'ammoniac de la transpiration étaient pris en charge par des filtres au charbon actif. Ces systèmes sont tous aujourd'hui utilisés à bord de la Station spatiale internationale. L'atmosphère à bord de Mir était similaire à celle de la Terre. La pression de l'air normale à bord était de 1 013 hPa, soit la même qu'au niveau de la mer. Une atmosphère similaire à celle de la Terre offrait un meilleur confort à l'équipage et était bien plus sûre que son alternative, l'atmosphère à oxygène pur, car sur ce dernier type d'atmosphère, le risque d'incendie était accru. C'est un accident de ce type qui coûta la vie à l'équipage de la mission Apollo 1.

### Communications
Mir était constamment en liaison radio avec le Centre de Contrôle de Mission RKA (TsUP) sur Terre. Les liaisons radios étaient utilisées afin de transmettre des données scientifiques (télémesure). Elles étaient aussi employées au cours des procédures de rendez-vous, d'amarrage et de communication audio et vidéo entre les membres de l'équipage, les contrôleurs de vol et les membres de la famille. En conséquence, la station a été équipée d'un certain nombre de systèmes de communication utilisés à des fins différentes. La communication directe avec le sol était assurée par l'intermédiaire de l'antenne Lira montée sur le module central. L'antenne Lira pouvait utiliser le système de relais de données par satellite Loutch et le réseau de suivi des navires soviétiques déployés dans divers endroits à travers le monde. Les fréquences UHF furent utilisées pour communiquer avec les véhicules spatiaux en approche, comme Soyouz, Progress, et la navette spatiale, dans le but de recevoir des commandes lancées par le TsUP et par les membres d'équipage de Mir via le système d'amarrage manuel TORU.

### Micropesanteur
À l'altitude orbitale de Mir, la force de gravité Terrestre était de 88 % de celle au niveau de la mer. La chute libre constante de la station donnait aux cosmonautes une sensation d'apesanteur, mais l'environnement à bord de la station n'était pas en réalité un environnement de gravité zéro parfaite mais de micropesanteur. Cet état d'apesanteur ressenti n'était donc pas parfait et pouvait être perturbé par cinq effets distincts:
- la traînée résultant de l'atmosphère résiduelle,
- l’accélération vibratoire causée par les systèmes mécaniques et l'équipage à bord,
- les corrections orbitales effectuées par les roues de réaction (tournant à 10 000 tr/min et produisant des vibrations de 166,67 Hz[15]) et les propulseurs,
- les forces de marée. Chaque partie de Mir n'étant pas à la même distance de la Terre, elles devaient chacune suivre une orbite différente. Mais comme ces parties faisaient physiquement partie de la même station, cela était impossible et subissaient donc des petites accélérations dues aux forces de marée,
- les différences de plan orbital entre les différents points à bord de la station.

## Vie à bord
De l'intérieur, la station Mir ressemblait à un labyrinthe où s'entrecroisaient tuyaux et câbles et où les instruments scientifiques côtoyaient des articles de la vie quotidienne comme des photos, des dessins d'enfants, des livres ou une guitare. La station était communément habitée par trois membres d'équipage mais était capable d'en accueillir jusqu'à six pour une durée maximale d'un mois. La station était conçue à l'origine pour rester en orbite environ cinq ans, mais a été utilisée finalement durant quinze ans. L'astronaute de la NASA John Blaha a dit à ce propos qu'à part les modules Priroda et Spektr, des modules ajoutés tard dans la vie de la station, toute la station avait l'air usée, ce qui n'est guère étonnant pour un lieu occupé de manière quasi continue depuis une dizaine d'années et n'ayant jamais été rénové.

### Déroulement du séjour

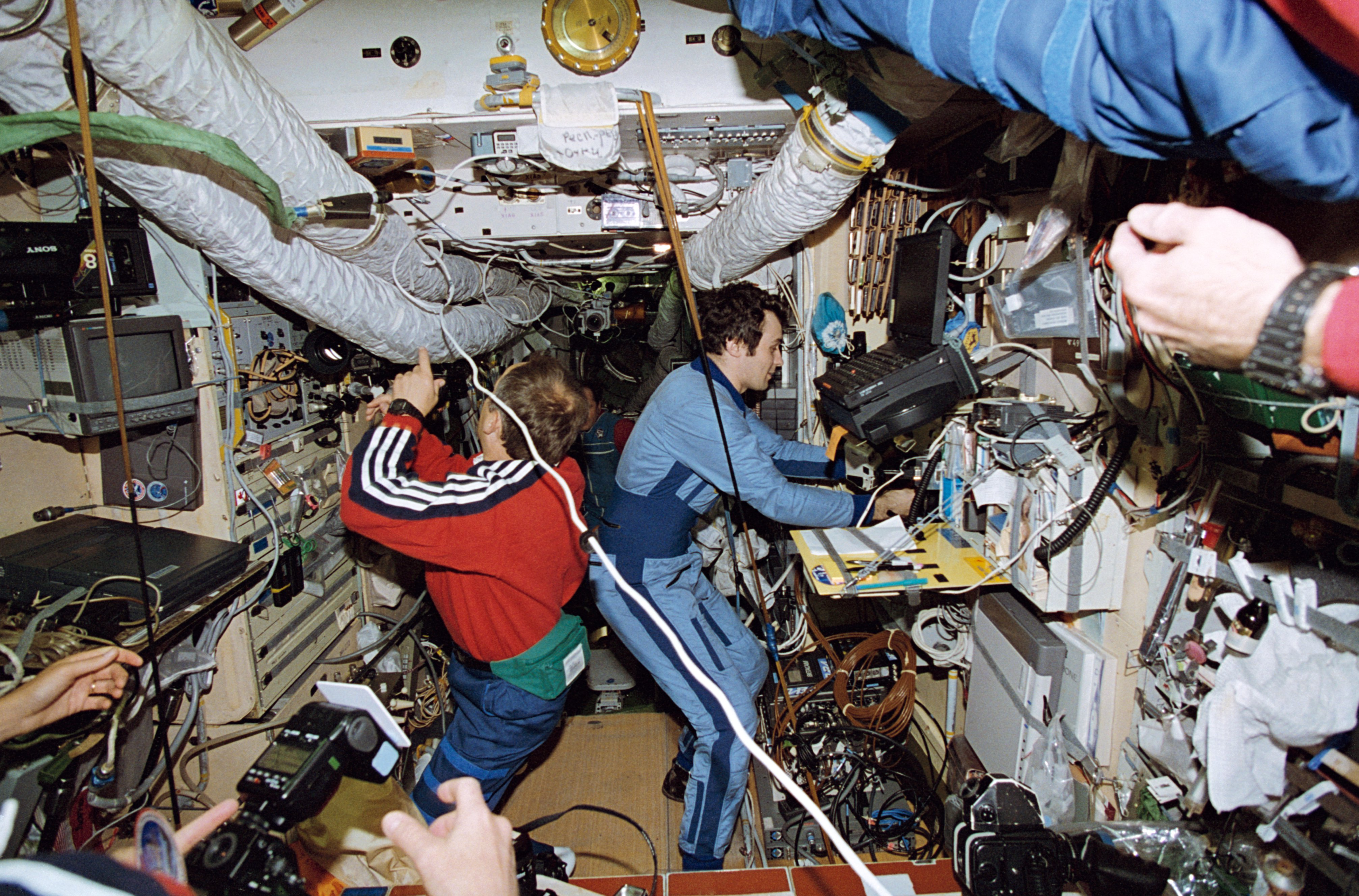
Photo du module central montrant bien la nature encombrée de la station, durant la mission STS-71.

Le fuseau horaire utilisé à bord de Mir était l'heure de Moscou (UTC+03:00). Comme la station connaissait 16 levers et couchers de soleil par jour, les fenêtres étaient couvertes pendant la nuit pour donner une impression d'obscurité. Un jour typique d'un membre d’équipage débute par le réveil à 08:00, suivie de deux heures d’hygiène personnelle et de déjeuner. Le travail était effectué entre 10:00 et 13:00, suivie par une heure d'exercice puis d'une heure de repas. Ce repas était suivi de trois autres heures de travail et d'une heure d'exercice puis les cosmonautes se préparaient pour le dernier repas de la « journée » à 19:00. Les cosmonautes étaient ensuite libres de faire ce qu'ils voulaient dans la soirée, et travaillaient à leur propre rythme pendant la journée.
Durant leur temps libre, les membres d'équipage rattrapaient les travaux non achevés, observaient la Terre qui défilait sous la station, répondaient aux lettres, dessins et autres objets envoyés depuis la Terre (et leur donnaient un cachet officiel prouvant qu'ils avaient bien été à bord de Mir), ou utilisaient la radio amateur de la station. Deux indicatifs radio amateurs, U1MIR et U2MIR furent assignés à la station à la fin des années 1980 afin de permettre aux opérateurs radio amateurs de communiquer avec les cosmonautes. La station était également équipée d'un large choix de livres et de films à disposition de l'équipage.
L'astronaute américain Jerry Linenger a raconté comment la vie à bord de Mir a été structurée et a vécu selon les indications détaillées fournies par le contrôle au sol. Chaque seconde à bord était prise en compte et chaque activité était planifiée. Après avoir travaillé quelque temps à bord de Mir, Linenger vint à penser que l'ordre dans lequel ses activités ont été attribuées ne représentaient pas l'ordre le plus logique ou le plus efficace possible pour ces activités. Il décida donc d'effectuer ses tâches dans un ordre choisi par lui-même ce qui lui a permis de travailler plus efficacement, être moins fatigué, et être moins stressé. Linenger, en tant que docteur en médecine, a observé et a étudié l'effet du stress sur ses camarades qui n'effectuaient pas de modifications de leur emploi du temps. Il fit cependant remarquer que tous ses camarades effectuaient toutes leurs tâches de manière extrêmement professionnelle.

### Entretien physique

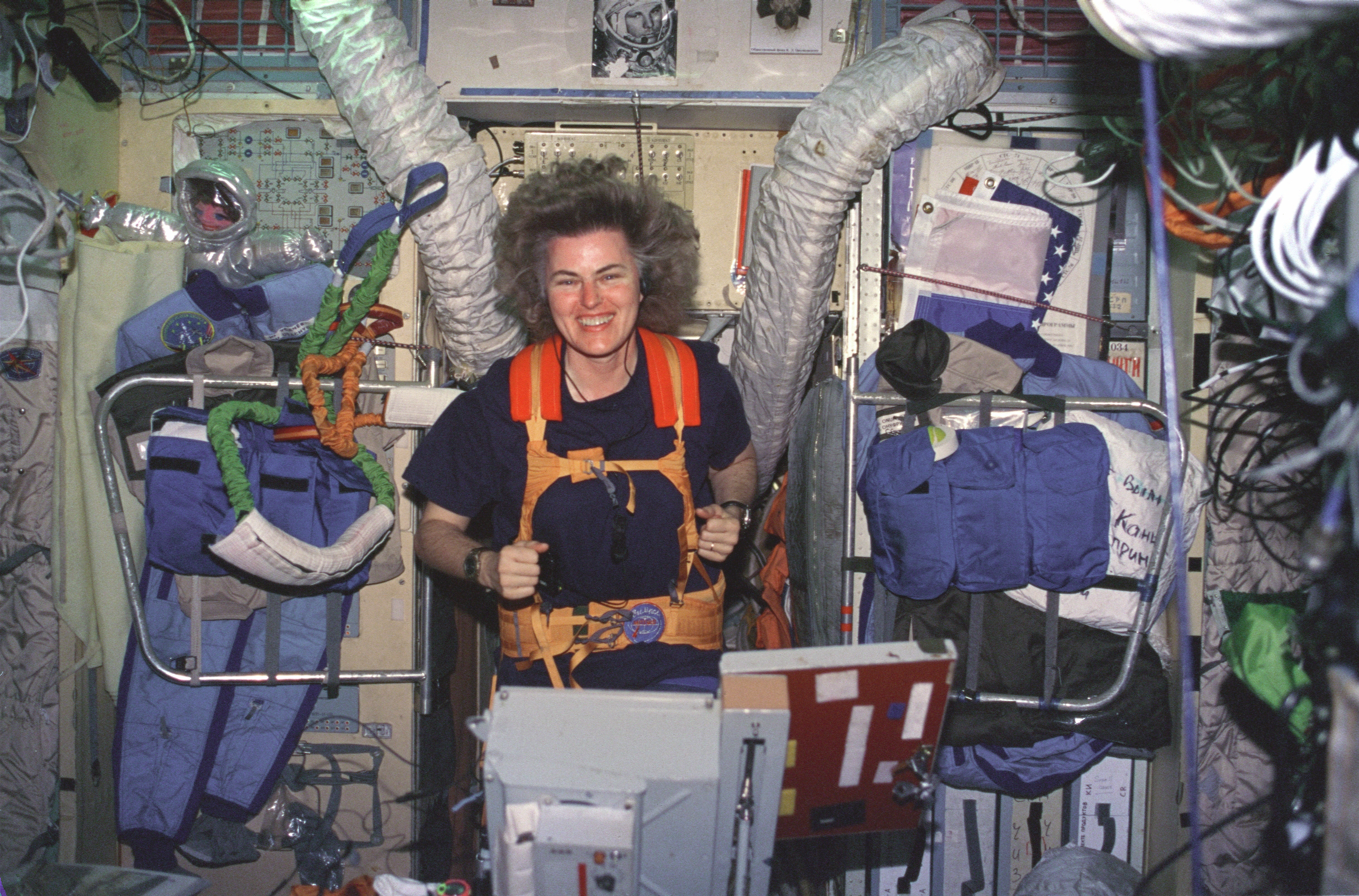
Shannon Lucid effectuant un exercice sur un tapis roulant.

Les risques les plus significatifs d'un séjour de longue-durée en apesanteur est la fonte musculaire et la détérioration du squelette (ostéopénie). La redistribution des fluides est aussi affectée : ralentissement de la circulation sanguine, chute de la production des globules rouges, trouble de l'équilibre et faiblesse du système immunitaire. Les symptômes mineurs incluent la perte de masse corporelle, congestions nasales, troubles du sommeil, flatulences excessives et gonflement du visage. Ces effets disparaissent rapidement après le retour sur Terre.
Pour lutter contre ces désagréments physiologiques, la station Mir était équipée de deux tapis roulants d'exercice (un dans le module central et l'autre dans le module Kvant-2) et d'un vélo intérieur installé dans le module central. Les cosmonautes étaient attachés au tapis par des sangles pour se maintenir dessus. Tous les jours, chaque cosmonaute roulait l'équivalent de 10 km et en courait 5. Les chercheurs pensent que l'exercice physique tel que celui pratiqué à bord de Mir est efficace pour lutter contre la perte de densité osseuse et musculaire qui survient lors des longs séjours dans un lieu sans gravité.

### Hygiène
La station possédait deux toilettes, une située dans le module central et l'autre dans le module Kvant-2. Ces toilettes étaient équipées d'un système de succion généré par un ventilateur semblable à celui mis en œuvre dans la navette spatiale américaine. Les cosmonautes se fixaient sur la cuvette des toilettes, qui était munie d'un système garantissant l'étanchéité durant l'opération. Un levier actionnait un puissant ventilateur et ouvrait une trappe permettant l'évacuation des déchets. Les déchets solides étaient collectés dans des sacs individuels qui étaient ensuite stockés dans un container en aluminium. Les containers pleins étaient ensuite transférés dans le cargo Progress pour l'élimination. Les urines étaient collectées à l'aide d'un tuyau, au bout duquel se trouve connecté un embout personnalisé adapté à l'anatomie de l'utilisateur, ce qui permet aux hommes comme aux femmes d'utiliser le même système. Elles étaient ensuite transférées au WRS (Water Recovery System), qui les transformait en eau potable et dans le système Elektron qui les utilisait pour produire de l'oxygène.
Mir comportait une douche, dénommée Bania, placée dans Kvant-2. Il s'agissait d'une version grandement améliorée des modèles installés à bord des stations Saliout, mais elle restait difficile à utiliser en raison du temps nécessaire pour la déployer, l'utiliser et la ranger. Elle était composée d'un rideau en plastique et d'un ventilateur, afin de récupérer l'eau grâce à un flux d'air. Bania fut ensuite convertie en hammam puis finalement démontée. L'espace libre étant réutilisé. Quand la douche était indisponible, les membres d'équipage se lavaient en utilisant des lingettes humides stockées dans un container ou utilisaient un lavabo équipé d'un capot en plastique. L'équipage était aussi fourni en shampoing sans rinçage et en dentifrice comestible afin d'économiser l'eau.

### Les phases de repos

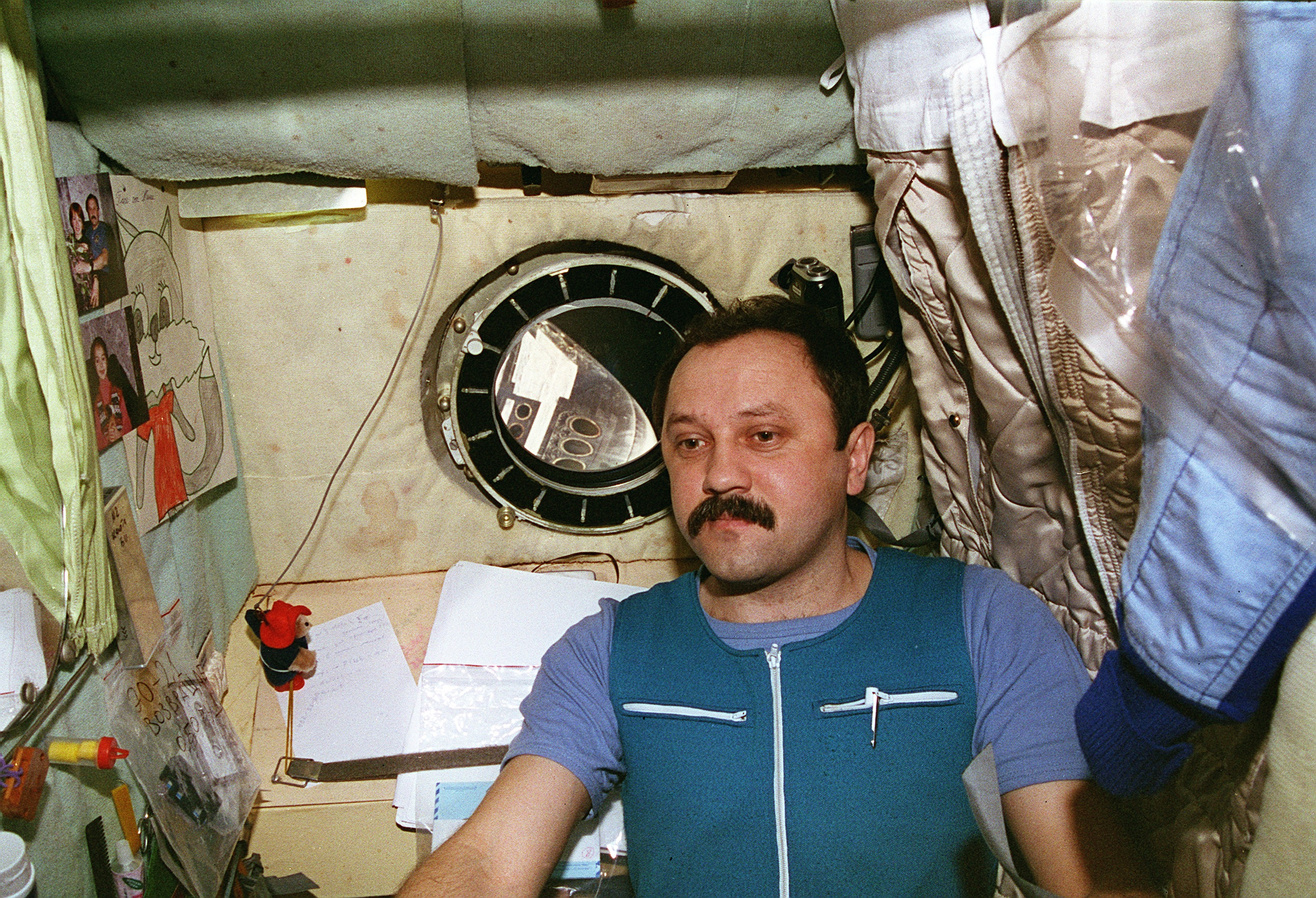
Le cosmonaute Iouri Oussatchev à l'intérieur de sa Kayutka.

L'équipage disposait de deux quartiers d'habitations permanents, appelés « Kayutkas ». Ces quartiers avaient la taille d'une cabine téléphonique et étaient situées à l'arrière du module central, ils étaient pourvus d'un sac de couchage, d'une table dépliante, d'un hublot ainsi que d'emplacements pour stocker les effets personnels des cosmonautes. Les équipages de visite ne possédaient pas de lieu de sommeil particulier, ils accrochaient donc leur sac de couchage au mur, là où il y avait de la place. Les astronautes américains s'installaient à l'intérieur du module Spektr, jusqu'à la dépressurisation de ce dernier, lors de la collision avec un vaisseau de ravitaillement Progress. La ventilation des logements des cosmonautes était primordiale afin d'éviter qu'une bulle de leur propre dioxyde de carbone se forme autour de leur tête lors de leur sommeil.

### Les repas
La majorité de la nourriture destinée aux cosmonautes était surgelée, réfrigérée ou en conserve. Les menus étaient préparés par le cosmonaute avec l'aide d'un diététicien avant le départ pour la station. Le régime était conçu pour fournir environ 100 g de protéines, 130 g de lipides et 330 g de glucides par jour, en plus des suppléments de minéraux et de vitamines. Les repas étaient étalés tout au long de la journée afin d'aider l'assimilation . Les aliments en conserve, comme la langue de bœuf en gelée étaient placés à l'intérieur des nombreuses niches de la table du module central, où ils pouvaient être réchauffés en moins de 10 minutes. Habituellement, l'équipage buvait du café, du thé et des jus de fruits, mais, à la différence de l'ISS, l'équipage pouvait aussi profiter d'un petit stock de cognac et de vodka pour les occasions spéciales.

## Déroulement d'une mission

### Relève des équipages et ravitaillement
La relève d'équipage et le ravitaillement de la station spatiale Mir sont initialement réalisés entièrement par le vaisseau cargo Progress et par le vaisseau Soyouz. Deux ports d'amarrage sont utilisés : il s'agit initialement des ports avant et arrière du module central. Lorsque le module Kvant-1 est amarré de manière permanente à la station en utilisant le port d'amarrage arrière du module central c'est son propre port d'amarrage arrière qui le remplace. Chaque port d'amarrage est équipé des conduits permettant aux vaisseaux Progress de ravitailler en fluides (ergols, air et eau) la station spatiale et dispose de système de guidage pour permettre le guidage des vaisseaux lorsqu'ils s'amarrent. Les ports arrière de Kvant-1 et du module central sont équipés à la fois des systèmes de rendez-vous automatique Igla et Kours tandis que le port avant du module central n'est équipé que du système Kours.
Le vaisseau Soyouz était utilisé par les équipages pour gagner la station spatiale Mir et en repartir ainsi que pour renvoyer du fret sur Terre. Il est également prévu que l'équipage l'utilise pour évacuer la station spatiale et revienne rapidement sur Terre si un événement grave survenait,. Deux modèles de vaisseau Soyouz ont été utilisés pour desservir Mir : Soyouz T-15, équipé que d'un système Igla, est le seul vaisseau de type Soyouz-T à avoir été utilisé, tous les autres sont de type Soyouz-TM équipé du système Kours. Au total 31 vaisseaux Soyouz (30 avec équipage et le seul Soyouz TM-1 sans équipage) ont été utilisés sur une période de 14 ans.
Les vaisseaux cargo Progress étaient utilisés uniquement pour ravitailler la station spatiale. Ils transportaient différents types de fret dont des ergols, de la nourriture, de l'eau et des équipements scientifiques. Ces vaisseaux ne disposent pas de bouclier thermique et, par conséquent, contrairement aux vaisseaux Soyouz, ne survivent pas à la rentrée atmosphérique. Aussi, lorsque le fret qu'ils transportent a été déchargé, chaque vaisseau Progress est rempli avec des déchets et des équipements qui ne sont plus utilisés et ceux-ci sont détruits lors de la rentrée atmosphérique avec le vaisseau lui-même. Toutefois, pour accroitre les charges pouvant être ramenées sur Terre, dix cargos Progress ont été équipés d'une capsule Radouga qui pouvait contenir 140 kg de résultats d'expérience et pouvait revenir sur Terre de manière automatique/ Trois modèles de vaisseau cargo Progress ont desservi la station Mir : la version originale 7K-TG équipée du système Igla (18 vols), la version Progress-M équipée d'un système Kours (43 vols), et la version améliorée Progress-M1 (3 vols). Bien que la majorité des vaisseaux Progress se soit amarrée automatiquement sans incident, la station spatiale était équipée d'un système de contrôle à distance TORU pour pallier un problème. Avec le système TORU les cosmonautes pouvaient guider le vaisseau jusqu'au port d'amarrage (à l'exception de l'amarrage catastrophique de Progress M-34 lorsque l'utilisation à grande distance du système a abouti à une collision entre le vaisseau et la station endommageant le module Spektr et provoquant une décompression incontrôlée à l'intérieur de la station).
En plus des vols réguliers de Soyouz et Progress, il était prévu que Mir soit desservie par la navette spatiale russe Bourane. Celle-ci devait amener des modules supplémentaires de type 37K (comme Kvant-1) et ramener sur Terre une grande quantité de fret. Le module Kristall de la station spatiale était équipé avec deux ports d'amarrage de type APAS-89 compatibles avec les systèmes de la navette. Un des ports devait être utilisé par la navette tandis que l'autre devait servir à fixer le télescope spatial Pulsar X-2,. À la suite de l'arrêt du programme Bourane ces capacités d'amarrage restèrent inemployées jusqu'aux premières missions de la navette spatiale américaine lancées dans le cadre du programme Shuttle-Mir. Après un test réalisé avec le Soyouz TM-16 modifié en 1993, celles-ci s'amarrent à la station Mir en utilisant d'abord le port de Kristall. Pour qu'il ait suffisamment de distance entre les panneaux solaires de Mir et la navette solaire, il aurait fallu déplacer le module Kristall. Pour éviter cette reconfiguration de la station spatiale, un module d'amarrage fut ajouté par la suite à l'extrémité de Kristall. La navette spatiale américaine était utilisée pour effectuer la relève des astronautes de la NASA séjournant à bord de Mir et pour apporter et enlever des quantités de fret importantes. Avec la navette spatiale amarrée, l'ensemble formé par celle-ci et Mir constituait à l'époque le plus grand ensemble placé en orbite avec une masse combinée de 250 tonnes.

### Les installations au sol

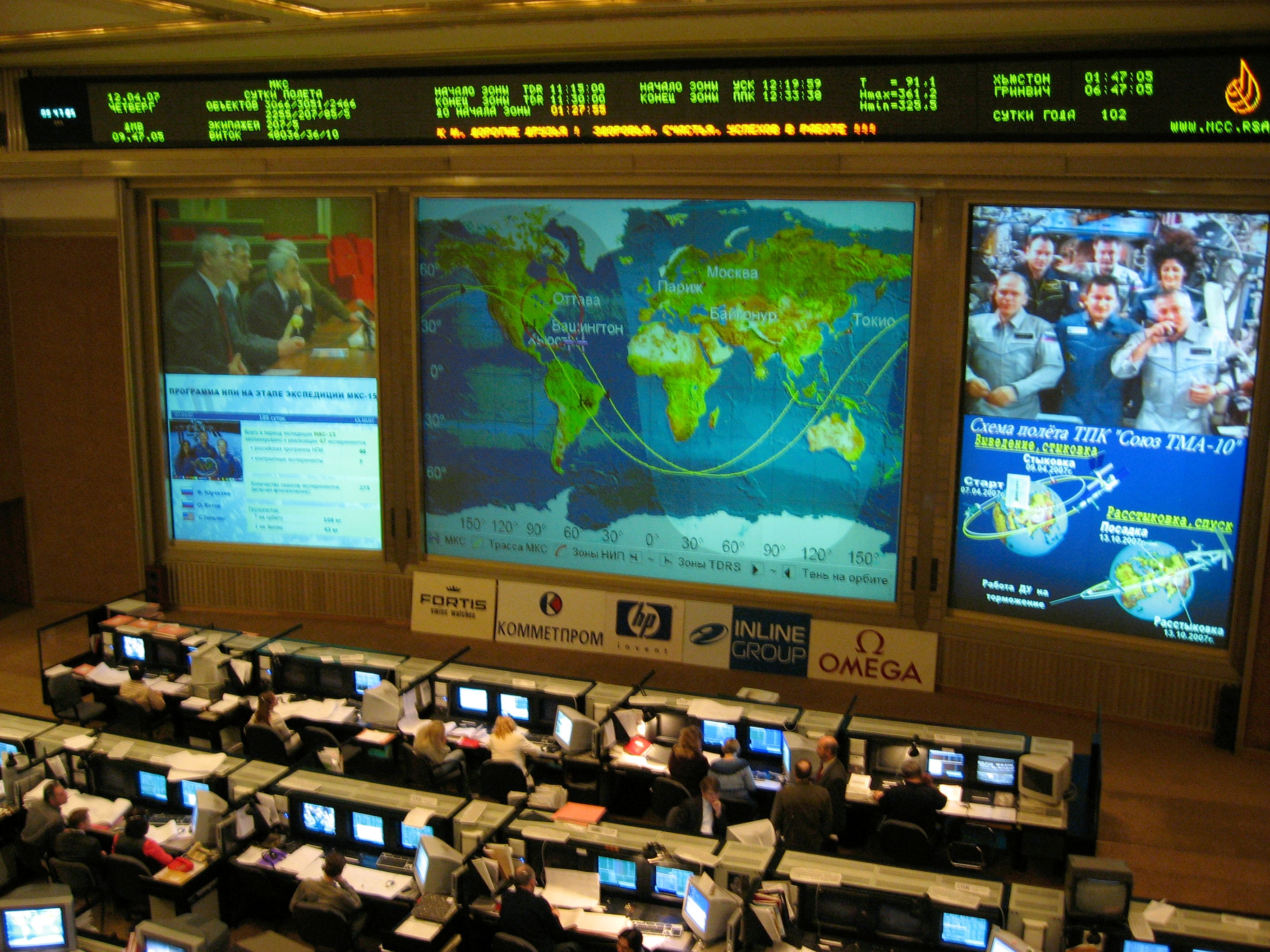
Une des salles du centre de contrôle russe de Korolev en 2007.

Mir et les vaisseaux visiteurs étaient contrôlés depuis le centre de contrôle de mission (russe : Центр управления полётами) situé à Korolev dans la banlieue de Moscou à proximité d'un établissement de RKK Energia le constructeur de la station spatiale mais également des vaisseaux. Le centre, désigné par son acronyme ("TsUP") ou tout simplement Moscou, pouvait contrôler jusqu'à 10 véhicules spatiaux séparément depuis trois salles distinctes. Chacune de ces salles était dédiée à un programme donné : Mir, Soyouz et la navette spatiale Bourane. La salle prévue pour cette dernière a été utilisée par la suite pour la Station spatiale internationale,. La division des tâches au sein de l'équipe était similaire à celle qui existe à la NASA à Houston :
- le directeur de vol qui fournit les directives et communique avec l'équipe responsable de la mission,
- le responsable de l'équipe de mission qui prend les décisions en temps réel en s'insérant dans un ensemble de règles,
- le responsable adjoint chargé des consoles, ordinateurs et périphériques,
- le responsable adjoint chargé du contrôle au sol s'occupe des télécommunications,
- le responsable adjoint chargé de l'entraînement de l'équipage qui joue un rôle identique au capcom de la NASA. Cette personne a généralement été responsable de l'entraînement de l'équipage de Mir.

### Débris orbitaux
De 1986 à 2001, le nombre de débris spatiaux de plus de 10 cm en orbite basse et de plus d'1 m sur les autres orbites a varié entre 7 000 et 11 000, contre 17 000 présents en 2017. De plus, ses dimensions (19 × 31 × 27,5 m) sont très réduites par rapport à celles de l'ISS (73 × 109 m). Enfin, l'orbite choisie étant basse, on y diminue significativement le nombre de débris, étant donné que ceux-ci sont freinés par les traces restantes d'atmosphère et retombent dans les couches plus denses de celle-ci en se désintégrant au bout de quelques années. Les risques d'une collision étaient donc relativement faibles.

### Radiations
Une station spatiale en orbite basse n'est pas protégée des radiations (surtout solaires) par l'atmosphère, mais reste essentiellement dans le magnétosphère terrestre. Elle recevra donc bien moins de radiations qu'un vaisseau lunaire par exemple. Néanmoins, malgré les blindages, les astronautes à bord reçoivent des quantités significatives de radiations, augmentant les risques (en) de développer de nombreuses pathologies telles que le cancer.  
En moyenne, à l'intérieur de Mir, les doses mesurées sont de 1133 μSv/jour. A titre de comparaison, dans l'ISS, à la même altitude, les doses reçues vont de 440 à 876 μSv/jour, selon l'activité solaire. Pour Skylab, orbitant à 100km d'altitude supplémentaires, la dose est de 2046 μSv/jour (moyenne durant une mission de 87 jours).
Il apparaît cependant qu'à l'intérieur de la station Mir, les doses de radiation reçues variaient d'un facteur 32 entre les parties les moins et les plus protégées.

## Coopération internationale

### Intercosmos
Intercosmos était un programme spatial lancé par l'Union soviétique en 1969 visant à permettre l'accès à l'espace aux pays du pacte de Varsovie et de leurs alliés (et de certains pays non-alignés comme la France et l'Inde). Ce programme comprenait des missions habitées et non-habitées et 3 de ces missions étaient des expéditions vers la station Mir. Cependant, aucun des 3 cosmonautes étrangers envoyés par ces missions ne séjourna plus de 10 jours dans la station.
- Muhammed Faris - Soyouz TM-3 (1987)  Syrie[39]
- Aleksandr Aleksandrov - Soyouz TM-5 (1988)  Bulgarie[40]
- Abdul Ahad Mohmand - Soyouz TM-6 (1988)  Afghanistan[41]

### Participation européenne
Tout au long de la durée du programme Mir, douze Européens, essentiellement des Français et des Allemands, ont visité la station à l'occasion de divers programmes de coopération spatiale. 
C'est alors que le Royaume-Uni, l'Autriche et la Slovaquie ont envoyé leurs premiers ressortissants dans l'espace.

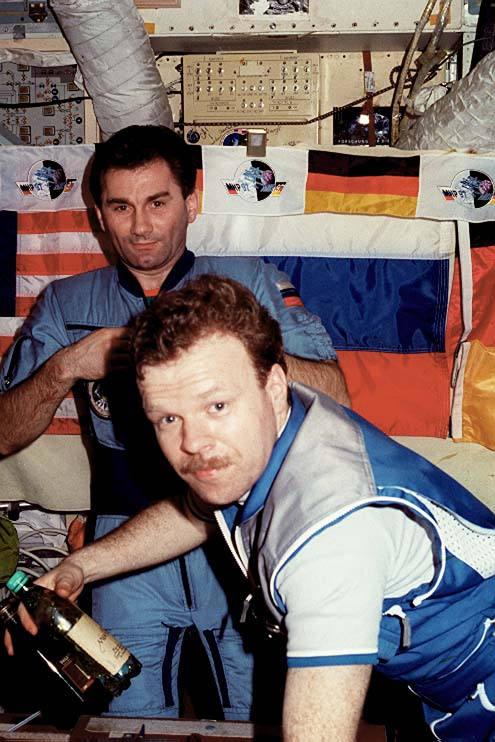
L'Allemand Reinhold Ewald (premier plan) et le Russe Vassili Tsibliev, en 1997.

- Jean-Loup Chrétien - Aragatz (1988)  France
- Helen Sharman - Project Juno (1991)  Royaume-Uni
- Franz Viehböck - Austromir '91 (1991)  Autriche
- Klaus-Dietrich Flade - Mir '92 (1992)  Allemagne
- Michel Tognini - Antarès (1992)  France
- Jean-Pierre Haigneré - Altair (1993)  France
- Ulf Merbold - Euromir '94 (1994)  Allemagne
- Thomas Reiter - Euromir '95 (1995)  Allemagne
- Claudie Haigneré - Cassiopée (1996)  France
- Reinhold Ewald - Mir '97 (1997)  Allemagne
- Léopold Eyharts - Pégase (1998)  France
- Ivan Bella - Stefanik (1999)  Slovaquie

### Autres visiteurs
Deux autres étrangers ont été amenés à passer quelques jours dans la station.
- Toyohiro Akiyama - Kosmoreporter (1990)  Japon
- Chris Hadfield - STS-74 (1995)  Canada

## Historique des missions à bord de Mir

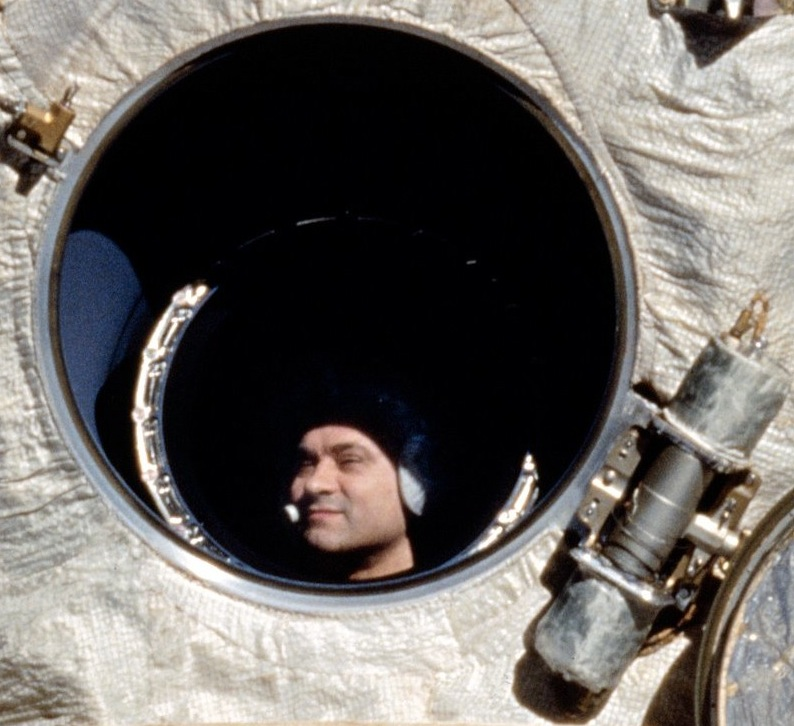
Valeri Poliakov est resté 437 jours à bord de Mir.

Au cours des 15 années de son existence, Mir a été occupée par 28 équipages (chacune de ces missions est identifiée par un code de type EO-X avec X numéro d'ordre). La durée des séjours est comprise entre 72 jours pour l'équipage de EO-28 et 437 jours (Valeri Poliakov), mais généralement leur durée était de 6 mois. L'équipage était composé de deux à trois cosmonautes. Tous les membres ne redescendaient pas toujours sur Terre en même temps et un cosmonaute pouvait faire partie successivement de deux équipages : ainsi Poliakov a fait partie initialement de l'équipage EO-14 mais il a poursuivi sa mission en tant que membre de l'équipage EO-17. Les équipages en séjour long dans la station spatiale pouvaient recevoir la visite d'un deuxième équipage qui séjournait à bord de la station seulement quelques jours. Pour permettre le séjour de ces visiteurs, les systèmes de support de vie de la station étaient capables de faire face à la présence de six passagers sur une courte période. 104 personnes différentes de 20 pays différents y ont séjourné, faisant d'elle l'engin spatial le plus visité de l'histoire spatiale avant que ce record soit battu par la Station spatiale internationale. La station spatiale Mir n'a pas été occupée de manière permanente. Il pouvait s'écouler plusieurs mois sans que personne séjourne à bord. Les quatre périodes d'occupation permanente sont les suivantes :
- du 12 mars au 16 juillet 1986 : l'équipage EO-1 effectue le premier séjour à bord de la station.
- du 5 février 1987 au 27 avril 1989 : les équipages EO-2 à EO-4 réalisent la première occupation continue durant 2 ans et 3 mois au cours de laquelle six vaisseaux Soyouz s'amarrent à la station spatiale (TM-2 à TM-7).
- du 5 septembre 1989 au 28 août 1999 : au cours de cette occupation continue d'une durée de dix ans, les équipages (EO-5 à EO-27) occupent successivement la station. 22 vaisseaux Soyouz (TM-8 à TM-29) et, à partir de 1995, 9 navettes américaines (STS-71, 74, 76, 79, 81, 84, 86, 89 et 91).
- du 4 avril 2000 au 16 juin 2000 le dernier équipage EO-28 y séjourne durant deux mois pour préparer le désorbitage de la station spatiale. Ils utilisent le vaisseau TM-30.

### Mise en service de la station spatiale (mars-juillet 1986)
Lorsque le premier module de Mir est lancé, la construction des autres composants de la station spatiale est loin d'être achevée. Par ailleurs, les Soviétiques ne disposent pas d'un nombre suffisant de vaisseaux Soyouz pour occuper de manière permanente la station en assurant la relève des équipages. L'équipage de la première mission lancée à destination de Mir, Soyouz T-15, doit non seulement mettre Mir en service mais également séjourner à bord de Saliout 7, l'ancienne station, pour rapatrier du matériel à bord de Mir. Cette mission est particulièrement originale car elle est la seule de toute l'histoire de l'astronautique au cours de laquelle un équipage séjourne dans deux stations spatiales différentes, qui plus est à deux reprises concernant la seconde.
Le 15 mars 1986, Leonid Kizim et Vladimir Soloviov sont les tout premiers à s'amarrer à Mir et ils y demeurent une cinquantaine de jours. Ils mettent les différents systèmes en marche et prennent un soin particulier à les vérifier. Ils déchargent également deux vaisseaux cargos, venus ravitailler la station : tout d'abord Progress 25, qui s'est amarré peu après leur arrivée, puis Progress 26, fin avril . Le 5 mai, ils quittent Mir pour rallier Saliout 7 après un transit d'une journée. Pendant 51 jours, ils collectent 400 kg d'équipements scientifiques qui doivent être rapatriés à bord de Mir. Pendant leur absence, Mir est visitée par un vaisseau Soyouz d'un nouveau type : le Soyouz TM. Envoyé sans équipage, il y reste amarré pendant 6 jours, du 23 au 29 mai, l'objectif étant tout simplement de tester son fonctionnement.  Le 26 juin, Kizim et Soloviov viennent s'amarrer à Mir pour y débarquer vingt instruments venus de Saliout, dont un spectromètre multi-canaux. Ce deuxième séjour est plus bref que le précédent (seulement 20 jours) et également plus calme car les deux hommes consacrent alors essentiellement leur temps à observer la Terre. Le 16 juillet, ils quittent la station, la laissant alors inoccupée pour une période qui va durer plus de six mois.

### La première occupation permanente (février 1987 - avril 1989)

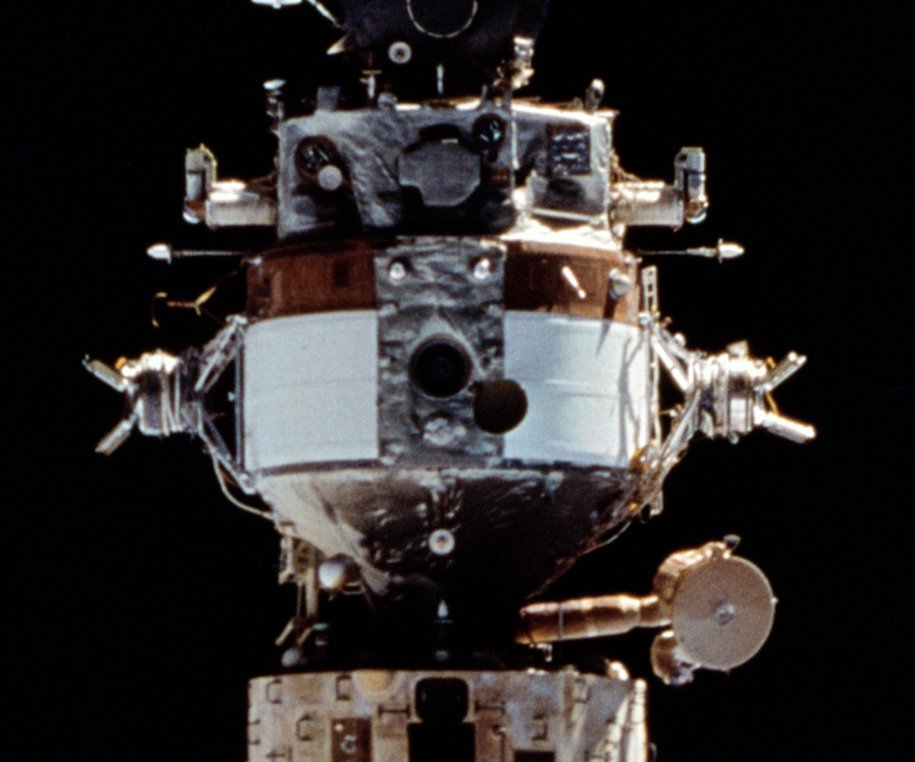
Le module Kvant-1 (vu ici en 1995).

Le lancement de Soyouz TM-2, le 5 février 1987, inaugure une période d'occupation permanente de la station qui va durer un peu plus de deux ans et durant laquelle six vaisseaux Soyouz seront lancés, trois équipages effectuant des séjours de longue durée jusqu'au 27 avril 1989. Quinze cargos Progress assureront alors leur approvisionnement en nourriture et en matériel. Soyouz TM-2 emporte Iouri Romanenko et Aleksandr Laveïkine. Dès le mois suivant, le 30 mars 1987, le module Kvant-1 est lancé et vient s'amarrer à Mir, non pas à l'avant, sur le nœud qui comprend cinq ports d'amarrage, mais sur l'unique port qui se trouve à l'arrière. Il s'agit du premier des modules de la série 37K qui doivent être placés en orbite par la navette spatiale soviétique Bourane. À l'origine, Kvant-1 devait s'amarrer à la station Saliout 7 mais, suite de problèmes rencontrés au cours de sa mise au point, sa livraison a été différée et il a été réassigné à Mir. Il transporte le premier des gyroscopes qui doivent permettre de contrôler l'orientation de la station ainsi que des instruments destinés à des observations astrophysiques dans le domaine des rayons X et de l'ultraviolet.
Son amarrage ne se fait pas sans difficultés. Le 5 avril, une première tentative est un échec. Après une deuxième tentative, également infructueuse, Romanenko et Laveïkine effectuent une sortie extra-véhiculaire pour tenter de résoudre le problème. Ils découvrent alors qu'un sac de déchets s'est coincé dans le dispositif d'amarrage de Mir. Il s'agit d'un sac laissé là le 28 février après le chargement du cargo Progress 28 utilisé (comme d'habitude) pour évacuer les déchets. Après que ce sac ait été retiré, Kvant-1 s'accouple à la station le 12 avril,
Le 24 juillet, Alexandre Viktorenko, Alexandre Alexandrov et le Syrien Mohamed Faris arrivent à bord de Soyouz TM-3. Des problèmes cardiaques ayant été décelés chez Laveikine, celui-ci rentre sur Terre le 3 avec Viktorenko et Faris, après 174 jours passés dans l'espace, tandis que Romanenko poursuit son séjour avec Alexandrov (expédition Mir-2). Les deux hommes réceptionnent trois Progress entre le 3 août et le 19 décembre.
Le 23 décembre, un nouvel équipage débarque sur Soyouz TM-4 : Vladimir Titov et Moussa Manarov, qui constituent l'équipage de la mission Mir-3, sont accompagnés d'Anatoly Levtchenko. Le 30, celui-ci redescend sur Terre avec Soyouz TM-3 en compagnie d'Alexandrov et Romanenko, lesquels ont séjourné respectivement 160 et 326 jours, record absolu. Mais Titov et Manarov s'apprêtent alors à battre ce record car ils entreprennent un voyage de 365 jours, durant lesquels ils ne recevront la visite que de trois équipages.
- Soyouz TM-5 s'envole le 7 juin 1988, Anatoli Soloviov, Viktor Savynykh et le Bulgare Alexandre Alexandrov (à ne pas confondre avec son homonyme soviétique) et rentre sur Terre dix jours plus tard sur Soyouz TM-4.
- Soyouz TM-6 décolle le 29 août avec Vladimir Liakhov, Valery Polyakhov et l'Afghan Abdul Ahad Mohmand mais seuls Liakhov et Mohmand redescendent sur Terre le 6 septembre (leur retour sur Terre sera d'ailleurs très mouvementé) tandis que Polyakhov, qui est médecin, accompagne Titov et Manarov durant toute la fin de leur séjour[47].
- Soyouz TM-7, le 26 novembre, emporte à nouveau trois hommes : Alexandre Volkov, Serguei Krikalev et Jean-Loup Chrétien, qui effectue son deuxième vol. Au cours de son séjour dans Mir, qui dure trois semaines, il effectue une sortie extravéhiculaire. Il rentre le 21 décembre en compagnie de Titov et Manarov.

La fin de l'année 1988 est marquée par deux événements importants : le 29 septembre, lors de la mission STS-26, les Américains reprennent leurs vols à bord de la navette spatiale, qui étaient interrompus à cause de la destruction accidentelle de Challenger, en janvier 1986. Et le 15 novembre, les Soviétiques mettent sur orbite leur propre navette, Bourane, lors d'un bref vol inhabité. Or l'URSS traverse alors d'importantes difficultés économiques qui conduiront à la dissolution du pays, trois ans plus tard et qui, à court terme, réduisent le budget spatial de façon drastique : Bourane ni aucune autre navette ne décolleront jamais de Baïkonour.
Quand Soloviev, Savynykh et Poliakov reviennent sur Terre à bord du Soyouz TM-7, le 27 avril 1989, ils laissent la station Mir inoccupée pendant quatre mois et il faudra attendre la fin novembre avant qu'un nouveau module ne rejoigne Mir et qu'ainsi le volume habitable de celle-ci ne commence enfin à croître.

### La seconde occupation permanente (septembre 1989-août 1999)
La deuxième occupation permanente de Mir débute le 5 septembre 1989 et va durer dix ans. Elle correspond à l'agrandissement véritable de la station : les modules Kvant-2 et Kristall seront amarrés en 1989 et 1990 mais l'Union soviétique étant dissoute en 1991, il faudra attendre 1995 puis 1997 pour que soient ajoutés les modules Spektr et Priroda.

#### Les premières missions (1989-1991)

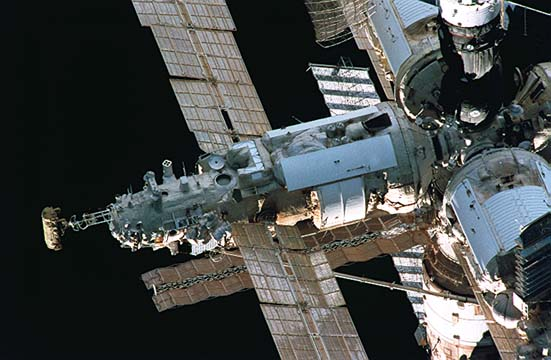
Le module Kvant-2
(vu ici en 1996).

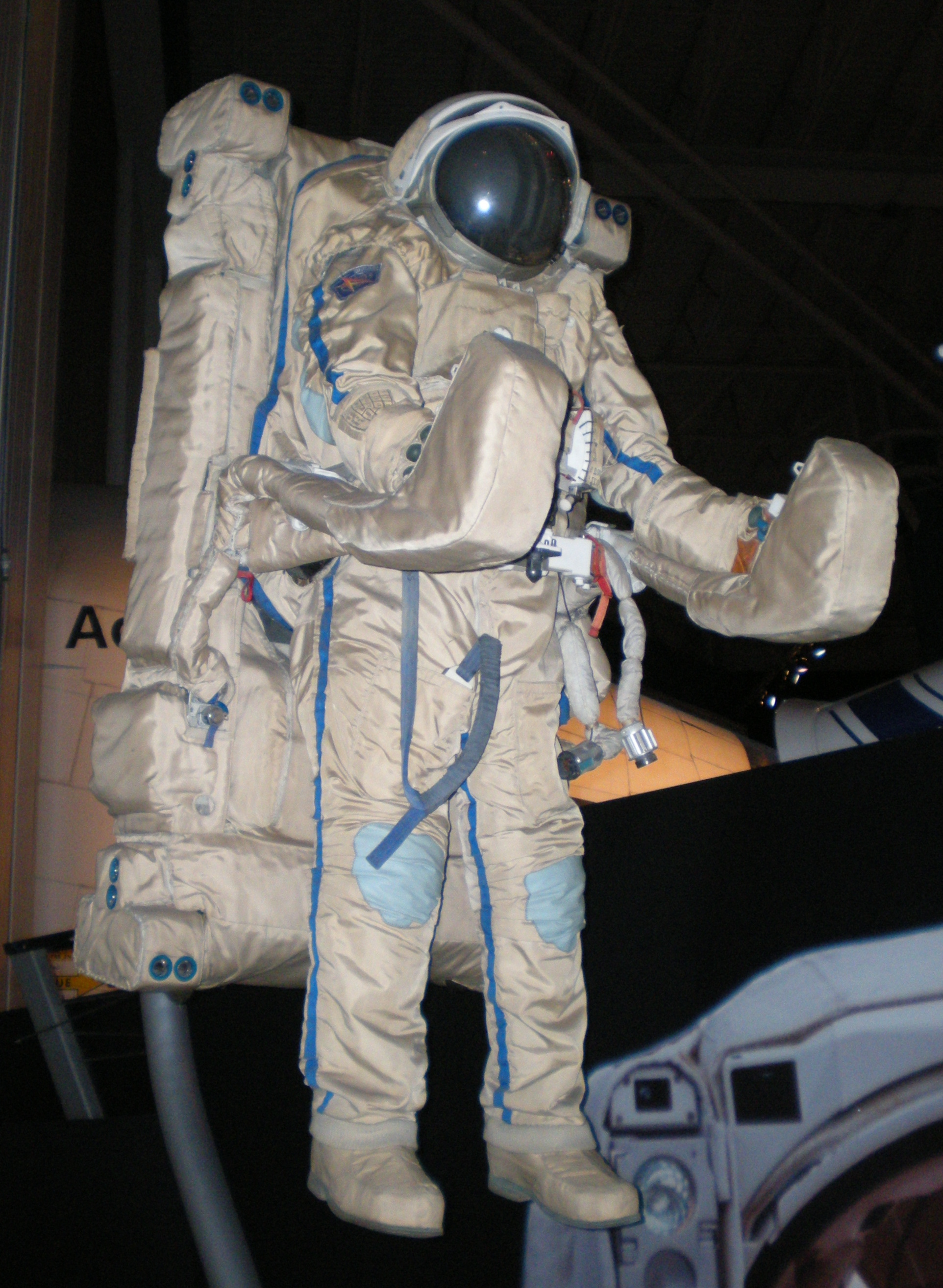
Le fauteuil spatial Icare.

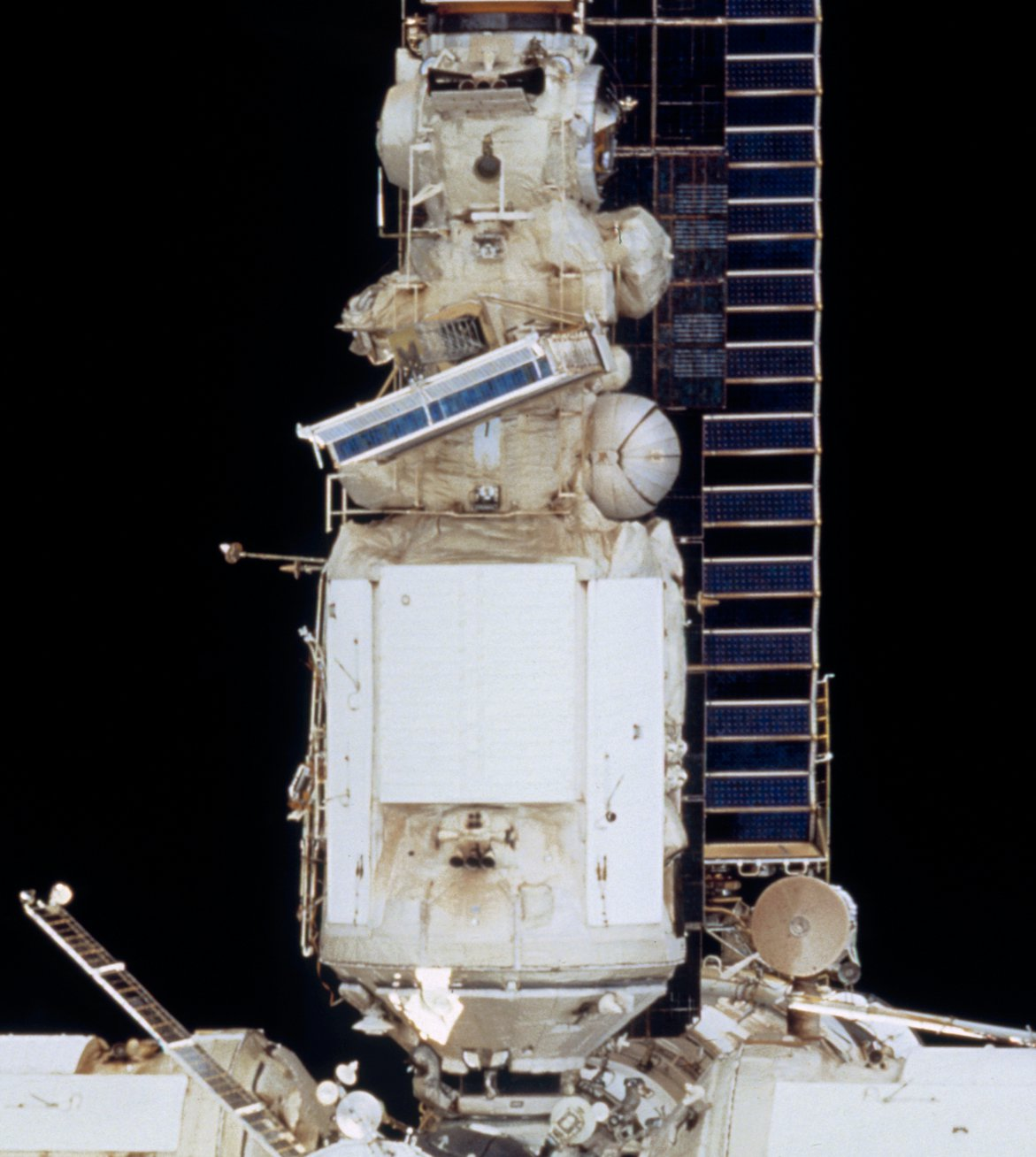
Le module Kristall (vu ici en 1997).

Précédés de deux semaines par un vaisseau-cargo, d'un nouveau type, le "Progress M", Aleksandr Viktorenko et Aleksandr Serebrov s'approchent de Mir à bord de Soyouz TM-8 le 7 septembre. À la suite d'une défaillance du système d'amarrage automatique Kours, Viktorenko doit prendre les commandes pour s'amarrer à la station. Une fois à bord, les deux hommes installent des équipements en préparation de l'arrivée de Kvant-2, le premier des modules de 20 tonnes dérivé du vaisseau TKS issu du programme Almaz . Celui-ci décolle le 29 novembre et s'amarre à la station le 6 décembre.
Les 8 et 11 février, Viktorenko et Serebbov effectuent deux sorties extravéhiculaires destinées à fixer des capteurs solaires à l'extérieur de Kvant-1. Entre le 26 janvier et le 5 février, ils en font trois autres, cette fois depuis le sas de Kvant-2 :
* l'objectif de la première est de fixer des expériences scientifiques à l'extérieur du module ;
* lors de la seconde, le 1er février, Serebrov effectue le premier essai du fauteuil spatial Icare, comparable au MMU utilisé par les Américains cinq ans plus ; il s'éloigna de 33 mètres de la station  ;
* Viktorenko expérimente Icare lors de la dernière sortie, s'éloignant cette fois de 45 m,. L'équipage EO-6 (en) constitué de Anatoli Soloviov et Aleksandr Balandine est lancé le 11 février 1990 à bord de Soyouz TM-9. Au cours de l'amarrage, les cosmonautes se rendent compte que trois des protections thermiques du vaisseau Soyouz sont mal attachées ce qui pourrait créer des problèmes au moment du retour sur Terre durant la rentrée atmosphérique mais ils décident sur le moment que cette configuration est acceptable.
Le module Kristall est lancé le 31 mai. Une première tentative d'amarrage échoue à la suite d'un problème avec les propulseurs assurant le contrôle d'attitude du module. Finalement le 11 juin Kristall parvient à s'amarrer sur le port d'amarrage latéral situé à l'opposé du module Kvant-2. Le retard pris dans le planning entraîne une prolongation de 10 jours du séjour de l'équipage à bord de Mir afin d'activer les différents systèmes du nouveau module. Le 17 juillet, les cosmonautes réalisent une sortie extra-véhiculaire pour fixer les protections thermiques du vaisseau Soyouz, qui ont été endommagées lors du décollage. Au moment du retour, la porte du sas de Kvant-2 ne se referme pas. Les deux hommes rentrent alors par le compartiment scientifique du module. La sortie a duré plus de sept heures, ce qui est exceptionnellement long. Le 26 juillet, une nouvelle sortie se déroule dans l'optique de refermer l'écoutille, tentative à nouveau vaine. Il est convenu que l'équipage suivant devra s'en charger. Kristall contient des fours destinés à produire des cristaux dans des conditions de microgravité (expérience à l'origine du nom du module). Le module est également équipé avec des expériences de biotechnologie dont une petite serre dotée d'un système d'éclairage et d'alimentation en nutriments permettant la culture de plantes. Kristall comprend également des instruments d'observation astronomique.

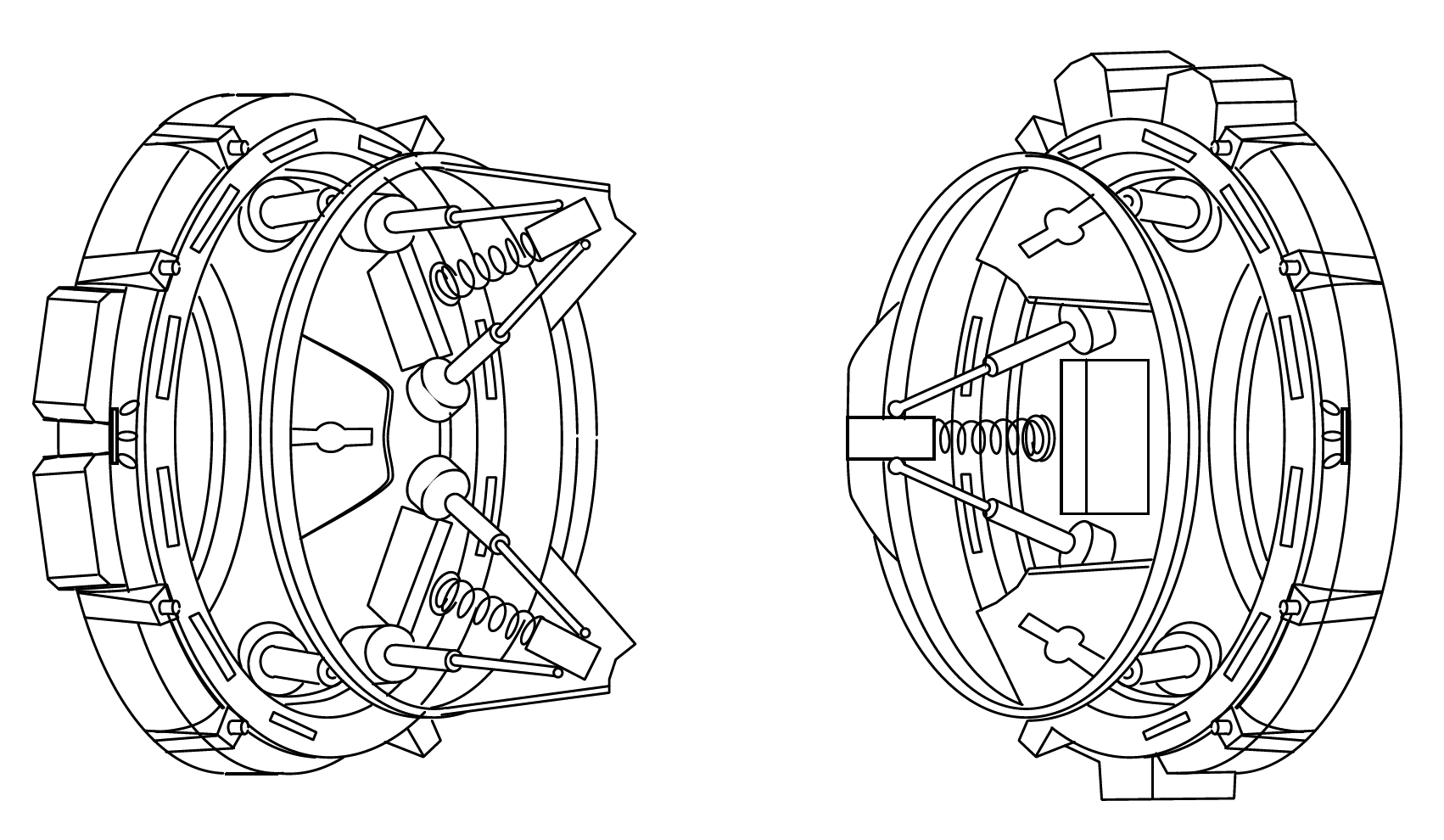
Diagramme de l'APAS-89.

Les équipements les plus remarquables du module sont les deux ports d'amarrage de type APS-89 qui aurait dû permettre à la navette Bourane de desservir la station mais le projet sera abandonné. En revanche, ce port sera utilisé cinq ans plus tard par la navette spatiale américaine dans le cadre du programme Shuttle-Mir
L'équipage suivant EO-7 (en), Guenady Manakov et Guenady Strekalov, arrive le 3 août 1990 à bord de Soyouz TM-10. Il emmène des cailles qui doivent être hébergées dans des cages du module Kvant-2. Elles reviendront sur Terre avec 130 kg de résultats d'expériences et des produits industriels à bord de Soyouz TM-9. Après 130 jours dans l'espace, les deux hommes rentrent sur Terre le 10 décembre, alors que l'Union soviétique connait une grave crise politique. Une semaine plus tôt, le 2 décembre, Viktor Afanassiev et Moussa Manarov ont décollé à bord de Soyouz TM-11 pour assurer la relève ; ils sont accompagnés du journaliste japonais Toyohiro Akiyama (lequel reviendra le 10 avec Manakov et Strekalov).
Un nouvel équipage est envoyé le 18 mai 1991 sur Soyouz TM-12, composé d'Anatoli Artsebarski et Sergueï Krikaliov. Ils sont accompagnés d'une femme, la toute première à séjourner à bord de Mir, également la toute première personne de nationalité britannique : Helen Sharman. Tous les trois reviendront sur des vaisseaux différents :  Sharman le 26 mai sur Soyouz TM-11 (avec Afanassiev et Manarov);  Artsebarski le 10 octobre sur Soyouz TM-12 et Krikalev le 25 mars 1992 sur Soyouz TM-13. À cette occasion, il deviendra la première personne au monde à changer de nationalité au cours d'un vol spatial.

#### La période post-soviétique (à partir de décembre 1991)
Les cosmonautes de EO-10, qui sont lancés à bord de Soyouz TM-13 le 2 octobre 1991, constituent le dernier équipage à quitter le territoire de l'Union soviétique qui va être dissoute durant leur séjour dans l'espace. Ayant quitté la Terre avec la citoyenneté soviétique, ils reviendront en étant russes.

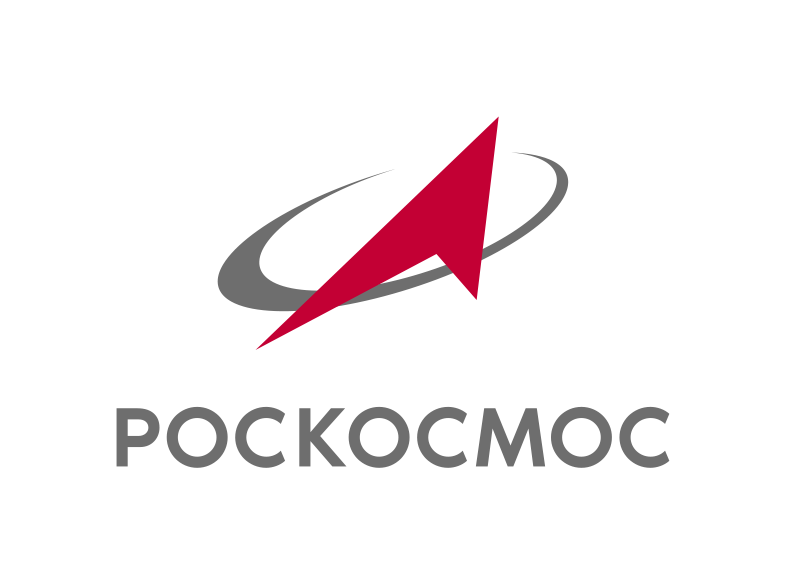
Logo de l'agence russe Roskosmos.

L'Agence spatiale fédérale russe (Roskosmos) fondée le 25 février 1992 à la suite de la dissolution de l'URSS ne dispose pas d'un budget suffisant pour achever et mettre en orbite les modules Spektr et Priroda. Ceux-ci sont stockés mettant fin à la deuxième phase d'extension de Mir,,.
La première mission est lancée le 15 mars 1992 depuis le Kazakhstan, désormais indépendant, est Soyouz TM-14 qui est tirée depuis Baïkonour. L'équipage EO-11 s'amarre à Mir le 19 mars peu avant le départ de Soyouz TM-13. Le 17 juin les présidents russe Boris Eltsine et américain George H. W. Bush annoncent la mise en place de ce qui deviendra le programme Shuttle-Mir un projet de coopération qui doit apporter des moyens financiers qui manquent à Roskosmos et va lui permettre d'achever le développement des modules Spektr et Priroda.
L'équipage EO-12 est lancé en juillet tandis que le spationaute français Michel Tognini effectue une brève visite. L'équipage suivant EO-13 rejoint Mir à bord d'une nouvelle version du vaisseau Soyouz, Soyouz TM-16, lancé le 26 juin 1993. Ils doivent préparer la station pour les missions du programme Shuttle-Mir : ils installent un système d'amarrage APS-89 à la place du traditionnel système d'amarrage sonde-cône. Ils préparent également l'amarrage du module Kristall et vérifient le fonctionnement du port sur lequel la navette spatiale américaine doit s'amarrer. Le vaisseau Soyouz est également utilisé pour tester la dynamique de la station spatiale lorsqu'un engin spatial s'amarre sur un port situé à l'extérieur de l'axe longitudinal de Mir. Dans le cadre d'un test baptisé Rezonans effectué le 28 janvier l'intégrité structurelle de la station est également testée. Le 1er février l'équipage EO-12 quitte la station à bord de Soyouz TM-15.
Durant la période qui suit immédiatement l'éclatement de l'Union soviétique, les équipages de Mir subissent les contrecoups du chaos qui règne en Russie. L'annulation du lancement des modules Spektr et Priroda constitue le premier signe de cette situation. Peu après les télécommunications sont touchées car la flotte de navires de poursuite habituellement déployée dans toutes les mers et qui jouent le rôle de relais entre la station et les opérateurs sur Terre, est rapatriée dans ses ports d'attache situés dorénavant en Ukraine car la Russie ne dispose plus des fonds pour financer son séjour en mer. Le gouvernement ukrainien décide d'augmenter fortement le prix du système de rendez-vous automatique Kours fabriqué à Kiev. Pour réduire leur dépendance vis-à-vis de l'Ukraine, les responsables russes décident de tenter de se passer de ce système en utilisant le système manuel TORU. Des tests réalisés en 1997 aboutissant à l'accident le plus grave ayant affecté la station. Plusieurs vaisseaux cargos Progress arrivent avec une partie du ravitaillement manquant soit parce que celui-ci n'était pas disponible soit à la suite d'un pillage par certains préparateurs à Baïkonour dont les revenus s'effondrent durant cette période.
Les problèmes deviennent patents en juillet lorsque le courant électrique est coupé une heure et demie avant le lancement de l'équipage EO-14 à bord de Soyouz TM-17. La situation revient à la normale au moment du lancement mais une heure après celui-ci la ville de Leninsk est de nouveau privée de courant,. Lorsque le vaisseau arrive en vue de Mir deux jours plus tard il doit se mettre en attente à 200 mètres de la station car tous les ports d'amarrage sont occupés. Le vaisseau cargo Progress M-18 est désamarré une demi-heure plus tard pour permettre au vaisseau Soyouz d'accoster.
L'équipage EO-13 quitte la station le 22 juillet 1993 et, peu après, Mir traverse la pluie de météores des Perséides qui coupe chaque année l'orbite de la Terre. Elle est frappée à plusieurs reprises par des micrométéorites mais un examen réalisé le 28 septembre dans le cadre d'une sortie extra-véhiculaire ne révèlera aucun dommage sérieux. 

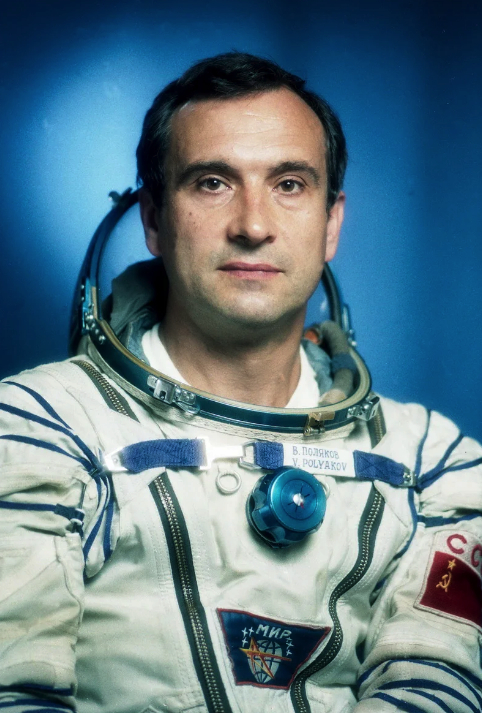
Le 22 mars 1995, Valeri Poliakov bat le record du plus long séjour passé dans l'espace : 437 jours et 18 heures (1 an et 2 mois 1/2).

Soyouz TM-18 arrive le 10 janvier 1994. L'équipage EO-15 comprend trois vétérans : Viktor Afanassiev, Iouri Oussatchiov et Valeri Poliakov, lequel va demeurer 14 mois dans la station. Soyouz TM-17 quitte la station le 14 janvier en longeant le module Kristall pour effectuer des photographies du système d'amarrage APAS afin de fournir du matériel pour l'entraînement des pilotes de la navette spatiale américaine. Au cours de cette manœuvre inhabituelle, à la suite d'une erreur dans les commandes passées au vaisseau Soyouz, celui-ci vient heurter la station en éraflant l'extérieur du module Kristall.
Le 3 février 1994, le vétéran Sergueï Krikaliov devient le premier Russe à voler dans un vaisseau américain. Il fait partie de l'équipage de la mission STS-60 de la navette Discovery.
Le lancement de Soyouz TM-19, qui devait amener l'équipage EO-16, doit être différé car aucune coiffe n'est disponible pour le lanceur Proton. Finalement la fusée est lancée le 1er juillet 1994 et le vaisseau s'amarre à Mir deux jours plus tard. Youri Malenchenko et le Kazakh Talgat Moussabaïev ne restent à bord que 4 mois afin que la relève des équipages du côté russe puisse coïncider avec le calendrier des vols de la navette américaine.
Le 5 octobre, Alexander Viktorenko, Elena Kondakova et Ulf Merbold gagnent la station à bord de Soyouz TM-20. Le 4 novembre, Merbold revient sur Terre avec Malenchenko et Musabayev à bord de Soyouz TM-19.
Le 3 février 1995, Vladimir Titov fait partie de l'équipage de la mission STS-63 de la navette Discovery. Celle-ci s'approche de la station Mir sans s'y amarrer.
Le 22 mars 1995, Poliakov revient sur Terre avec Viktorenko et Kondakova à bord de Soyouz TM-20, établissant alors son record d'endurance dans l'espace, 437 jours et 17 heures.

#### La collaboration avec les Américains (1994-1998): le programme Shuttle-Mir

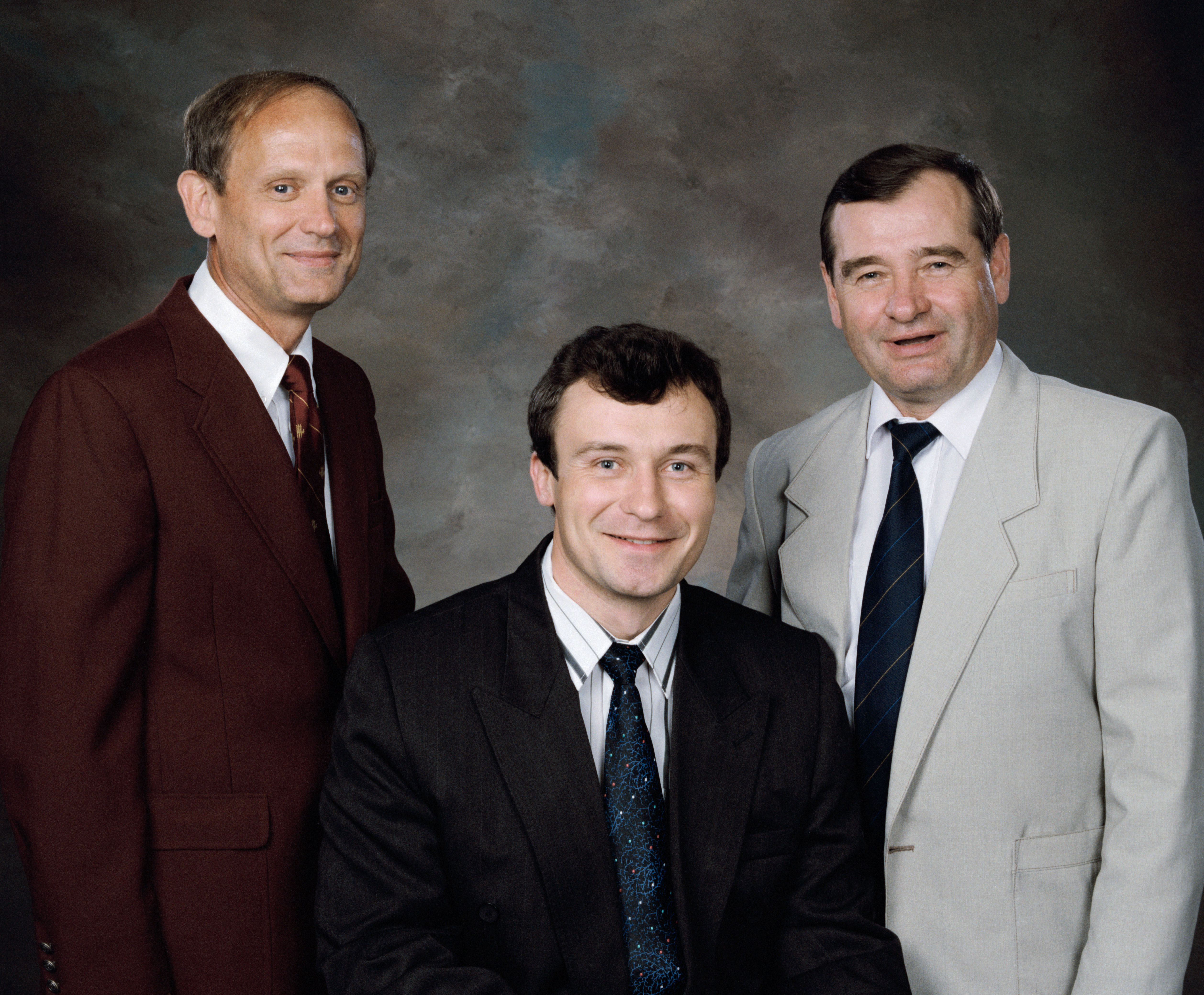
L'équipe de Soyouz TM-21 : Thagard, Dejourov et Strekalov.

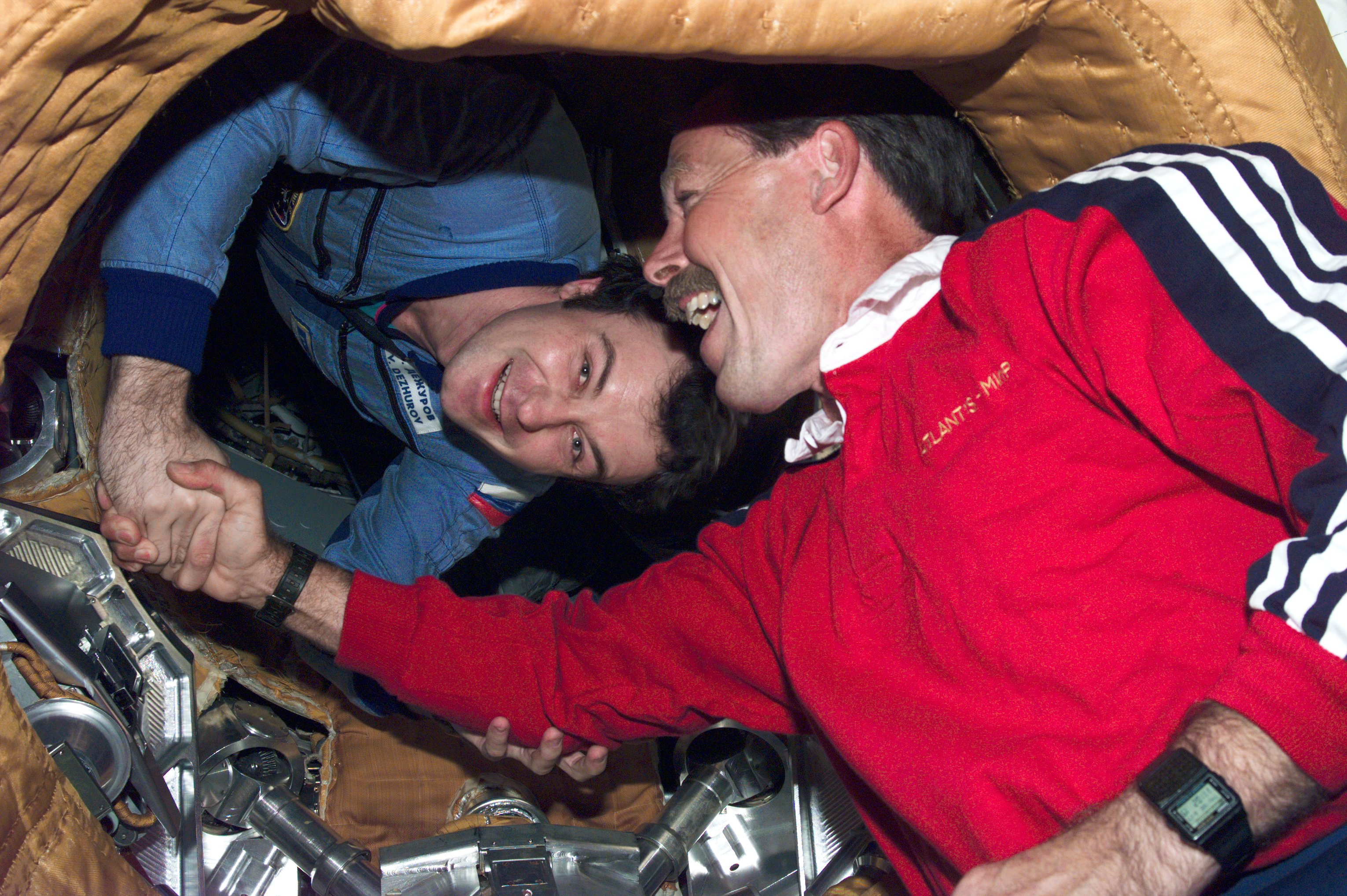
Vingt ans entre la poignée de mains entre Stafford et Leonov, celle de Bob Gibson et Vladimir Dejourov.

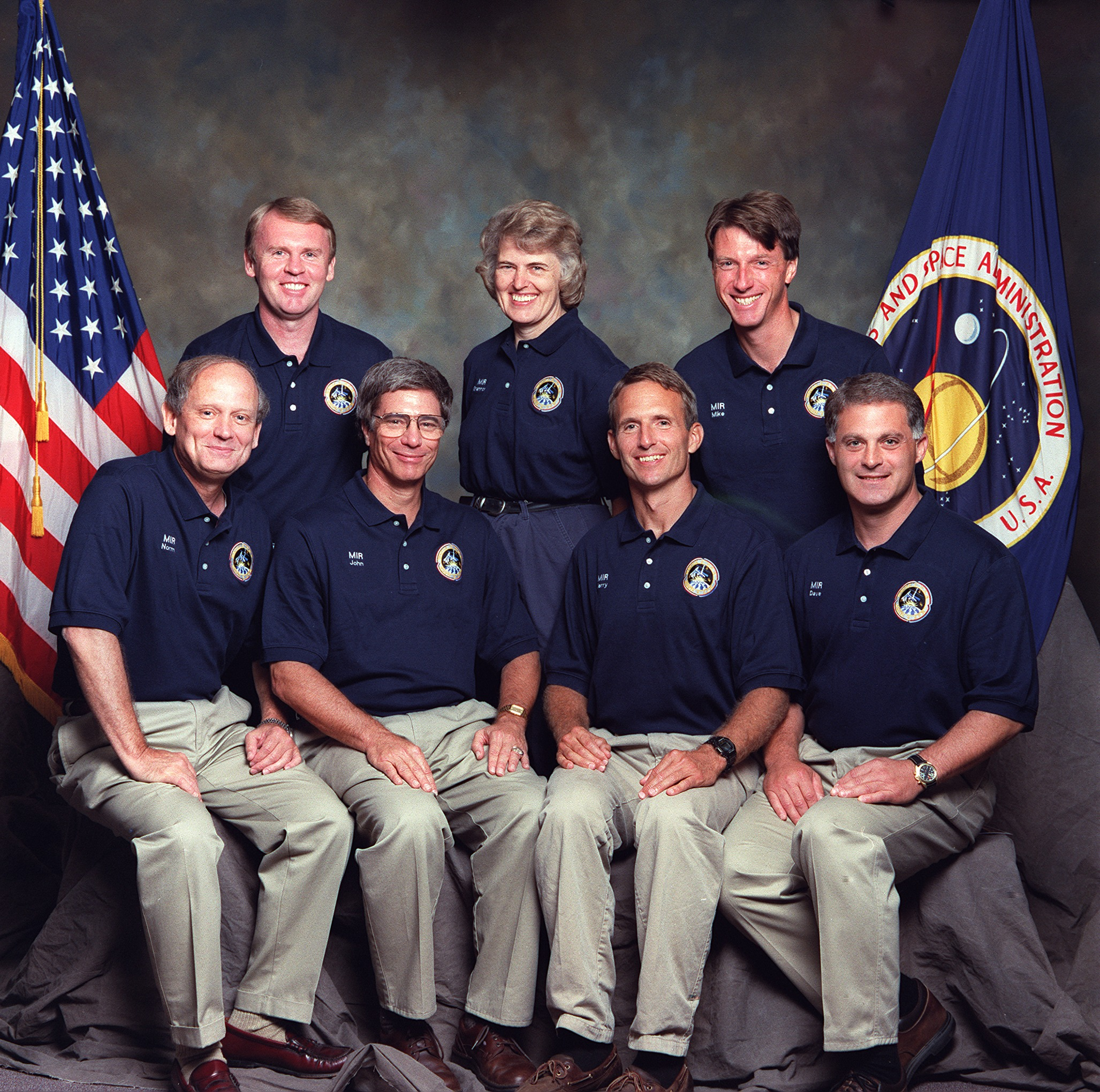
Les 7 astronautes américains ayant effectué des missions de longue durée à bord de la station Mir.
De gauche à droite, Norman Thagard, Andrew Thomas, John Blaha, Shannon Lucid, Jerry Linenger, Michael Foale et David Wolf.

Au début des années 1990, la dislocation de l'Union soviétique, puis l'effondrement économique de la Russie, qui a hérité de l'essentiel de l'astronautique soviétique, modifient le contexte qui avait vu naître le projet de station spatiale américaine Freedom en cours d'élaboration par la NASA. Les dirigeants américains craignent alors que les compétences des techniciens très qualifiés mais désormais désœuvrés de l'industrie spatiale des pays de la CEI — le budget spatial russe 1993 est égal à 10 % de celui de 1989 — contribuent à la prolifération de missiles balistiques nucléaires dans des pays hostiles.
Dans ce contexte un accord de coopération spatial entre les États-Unis et la Russie est signé fin 1992 par les présidents George Bush et Boris Eltsine : des astronautes américains pourraient effectuer des séjours de longue durée dans la station Mir.  Clinton successeur de Bush veut faire de la coopération dans le domaine spatial le symbole de la nouvelle relation qui s'est établie entre les États-Unis et une Russie pacifiée. En septembre 1993, les choses vont plus loin : le vice-président des États-Unis Al Gore et le premier Ministre russe Viktor Tchernomyrdine présentent les plans d'une nouvelle station spatiale qui deviendra plus tard la Station spatiale internationale. Afin de se préparer à ce projet, ils annoncent également que les États-Unis s'impliqueront dans la station Mir.  En contrepartie, les Américains verseront 400 millions US$ pour permettre aux Russes d'achever l'assemblage de la station Mir. Ainsi naît le programme Shuttle-Mir. Ce programme, parfois appelé « Phase I », devait permettre aux États-Unis d'acquérir l'expérience des vols de longue durée et d'amorcer la coopération entre les agences spatiales des deux pays, la NASA et Roscosmos, tout nouvellement créée. Il devait ainsi préparer le terrain pour un autre projet de coopération plus ambitieux : la construction d'une station internationale (« phase II »). 
Plusieurs missions se succèdent entre 1995 et 1998, au cours desquelles onze astronautes américains passent au total 975 jours à bord de la station Mir vieillissante. À neuf reprises, les navettes spatiales américaines ravitaillent la station Mir et assurent la relève des équipages. Ce programme donne lieu à plusieurs « premières » : premier astronaute américain à bord d'un vaisseau Soyouz, assemblage du plus grand véhicule spatial à cette date et première sortie dans l'espace d'un astronaute américain équipé d'une combinaison spatiale russe Orlan.
Les difficultés financières de l'agence spatiale russe ont conduit indirectement à plusieurs incidents menaçant la sécurité de l'équipage : en 1997, un feu s'est déclaré à bord de la station spatiale et, quelques mois plus tard, le vaisseau cargo Progress M34 a endommagé définitivement un des modules de Mir, Spektr.  Néanmoins le programme a permis aux Américains et aux Russes d'apprendre à travailler ensemble. La NASA a acquis un savoir-faire dans le domaine de l'assemblage d'une station spatiale qui a permis la construction de la Station spatiale internationale d'une manière beaucoup plus efficace qu'elle ne l'aurait probablement été.

#### Une station à bout de souffle
Au cours des dernières années d'opération de la station, en particulier durant le programme Shuttle-Mir, Mir est victime de plusieurs dysfonctionnements liés à son âge. La station avait été conçue initialement pour fonctionner durant 5 ans mais elle a été utilisée sur une période trois fois plus longue. Durant les années 1990, les pannes des ordinateurs embarqués, les problèmes d'alimentation électrique, les pertes du système de contrôle d'orientation et les fuites dans les conduits se multiplient. Le rapport de l'astronaute de la NASA John Blaha selon lequel la qualité de l'air est très bonne, ni trop sèche ni trop humide et sans odeurs, est contredit par un autre astronaute Jerry Linenger qui dans son livre raconte que du fait de l'âge de la station, de multiples fuites se sont développées dans le circuit de refroidissement de la station, à la fois trop nombreuses et trop infimes pour pouvoir être réparées, ce qui entraîne la libération en permanence de liquide de refroidissement qui rend l'air respiré très déplaisant. Il rapporte que ce phénomène était en particulier notable après une sortie extra-véhiculaire, lorsqu'il réintégrait la station et qu'il commençait à respirer à nouveau l'air de la station. Il était alors fortement indisposé par les odeurs chimiques et très préoccupé par les effets potentiellement négatifs sur sa santé d'un air aussi fortement contaminé. La station est victime à plusieurs reprises de pannes dans le système Elektron de régénération de l'oxygène. Ces incidents conduisent l'équipage à être de plus en plus dépendant du système de secours Vika, un système de production d'oxygène à partir de bloc de poudre solide, qui sera à l'origine d'un début d'incendie durant le passage de témoin entre les équipages EO-22 et EO-23.

#### Accidents

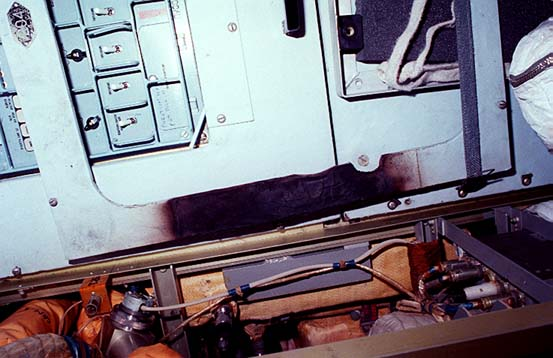
Un panneau calciné dans le module Kvant-1 après l'incendie du Vika.

De nombreux incidents mineurs ont émaillé les séjours à bord de la station Mir, comme la collision entre le module Kristall et le vaisseau Soyouz TM-17 durant des manœuvres en janvier 1994. Trois accidents majeurs ont toutefois eu lieu durant le séjour de l'équipage EO-23. Le premier est survenu le 23 février 1997 durant la relève entre les équipages EO-22 et EO-23 : à la suite d'une défaillance du générateur d'oxygène Vika (en), un incendie s'est déclaré et a duré, selon les sources officielles, environ 90 secondes (cependant l'astronaute Jerry M. Linenger a avancé une durée d'environ 14 minutes). Celui-ci produisit une grande quantité de fumées toxiques, remplissant la station pendant 45 minutes. L'équipage fut forcé de porter des masques respiratoires dont certains s'avérèrent défectueux. Certains des extincteurs fixés aux parois des modules récents ne purent être libérés de leur support,,.
Les deux autres accidents ont lieu au cours de manœuvres d’amarrage manuel destinés à tester le système manuel TORU impliquant les vaisseaux Progress M-33 et Progress M-34. L'objectif de ces tests était d'évaluer le remplacement du système d'amarrage automatique Kours, coûteux et désormais produit par l'Ukraine, installés sur les vaisseaux Progress. Les deux tests échouèrent en provoquant des avaries matérielles. Progress M-33 frôla la station tandis que Progress M-34 entra en collision avec le module Spektr, perforant celui-ci et causant une dépressurisation de la station spatiale. Le module Spektr devint inutilisable. L'accident entraîna une coupure électrique car les panneaux solaires installés sur le module fournissaient une grande partie de la station en électricité. La station spatiale privée d'électricité se mit à dériver et il fallut plusieurs semaines de travail avant un retour à la normale,,.

#### Les dernières missions (1998-1999)

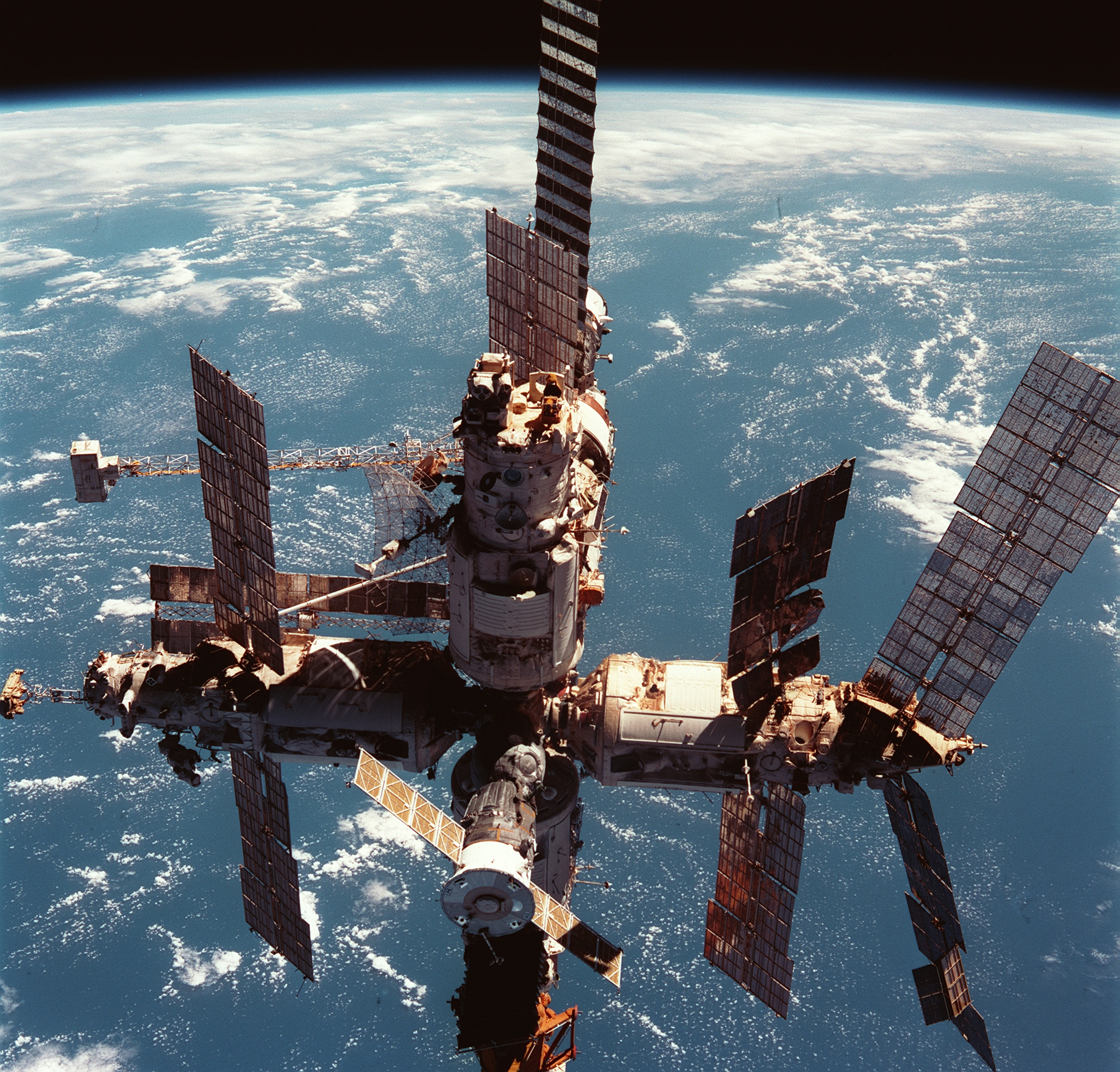
Dernier regard des Américains sur la station, le 12 juin 1998.

La navette Discovery (vol STS-91) quitte Mir le 12 juin 1998, y laissant l'équipage EO-25, constitué de Nikolaï Boudarine et Talgat Moussabaïev. Ceux-ci doivent réaliser des expériences sur les matériaux et faire un inventaire de la station. Sur Terre, Youri Koptev, le directeur de l'agence Roskosmos, annonce le 2 juillet que la Mir sera désorbitée en juin 1999, faute de disposer de moyens financiers pour la maintenir en service. L'équipage EO-26, formé de Guennadi Padalka et Sergueï Avdeïev, arrive à la station le 15 août à bord de Soyouz TM-28, avec le médecin Iouri Batourine, qui repartira le 25 août avec l'équipage EO25 en utilisant le vaisseau Soyouz TM-27. Vêtus de leurs scaphandres, Padalka et Avdeïev effectuent deux sorties : la première à l'intérieur du module Spektr (qui n'est plus pressurisé) pour y poser des câbles électriques ; l'autre cette fois à l'extérieur de la station pour installer des expériences scientifiques amenées par le cargo Progress M-40. Ce dernier transporte également de grandes quantités de carburant dans la perspective de modifier l'orbite de Mir dans le but de la désorbiter ultérieurement. L'équipage EO-27, composé de Viktor Afanassiev et du Français Jean-Pierre Haigneré, arrive à bord de Soyouz TM-29 le 22 février 1999 avec Ivan Bella qui effectue un court séjour avant de retourner sur Terre avec Padalka à bord de Soyouz TM-28. L'équipage réalise trois sorties extra-véhiculaires pour récupérer des expériences scientifiques et déploie le prototype d'antenne de télécommunications Sofora. À cette époque, les responsables russes annoncent que le désorbitage de la station est différé de 6 mois pour tenter de trouver des moyens financiers permettant de la maintenir en orbite. Le reste de la mission consiste cependant à la préparer en vue d'un désorbitage anticipé. Un ordinateur analogique spécifique est installé et chacun des modules, y compris le module d'amarrage, est mis en sommeil et scellé. L'équipage embarque les résultats des expériences scientifiques à bord de Soyouz TM-29 et quitte Mir le 28 août 1999 mettant fin à la deuxième occupation continue de la station qui aura duré 10 ans à 8 jours près.

### Dernière mission (avril - juin 2000)

Le badge de la mission Soyouz TM-30, dernier vaisseau ayant transporté un équipage sur la station Mir.

Au début de l'année 2000, la société MirCorp est créée à Amsterdam par Energia (60% du capital) complété par des investisseurs privés, notamment américains pour tenter de sauver la station. Trois vols sont financés par MirCorp. Le 1er février 2000 un vaisseau Progress d'un nouveau type, Progress M1-1, va s'amarrer à la station avec le ravitaillement nécessaire pour l'équipage qui doit occuper la station spatiale. La mission Soyouz TM-30 est lancée le 4 avril 2000 avec deux cosmonautes à bord, Sergueï Zaliotine et Alexandre Kaleri. Ils séjournent un peu plus de 2 mois à bord de la station spatiale, y effectuant des travaux de maintenance dans le but de démontrer que son occupation future peut se faire sans risque. Un deuxième Progress M1 est lancé trois semaines après leur décollage, le 25 avril. Mais les engagements pris par la Russie concernant la Station spatiale internationale ne laissent aucun budget pour assurer la maintenance de la station vieillissante. Zaliotine et Kaleri seront les derniers hommes à séjourner à bord,. Quand les cosmonautes reviennent sur Terre, le 16 juin, certains croient toujours en l'avenir de la station. Le 12 septembre, par exemple, la chaîne de télévision américaine NBC annonce qu’elle souhaiterait y produire une émission baptisée Destination Mir.

### Manœuvres de désorbitage et destruction de la station (janvier - juin 2001)

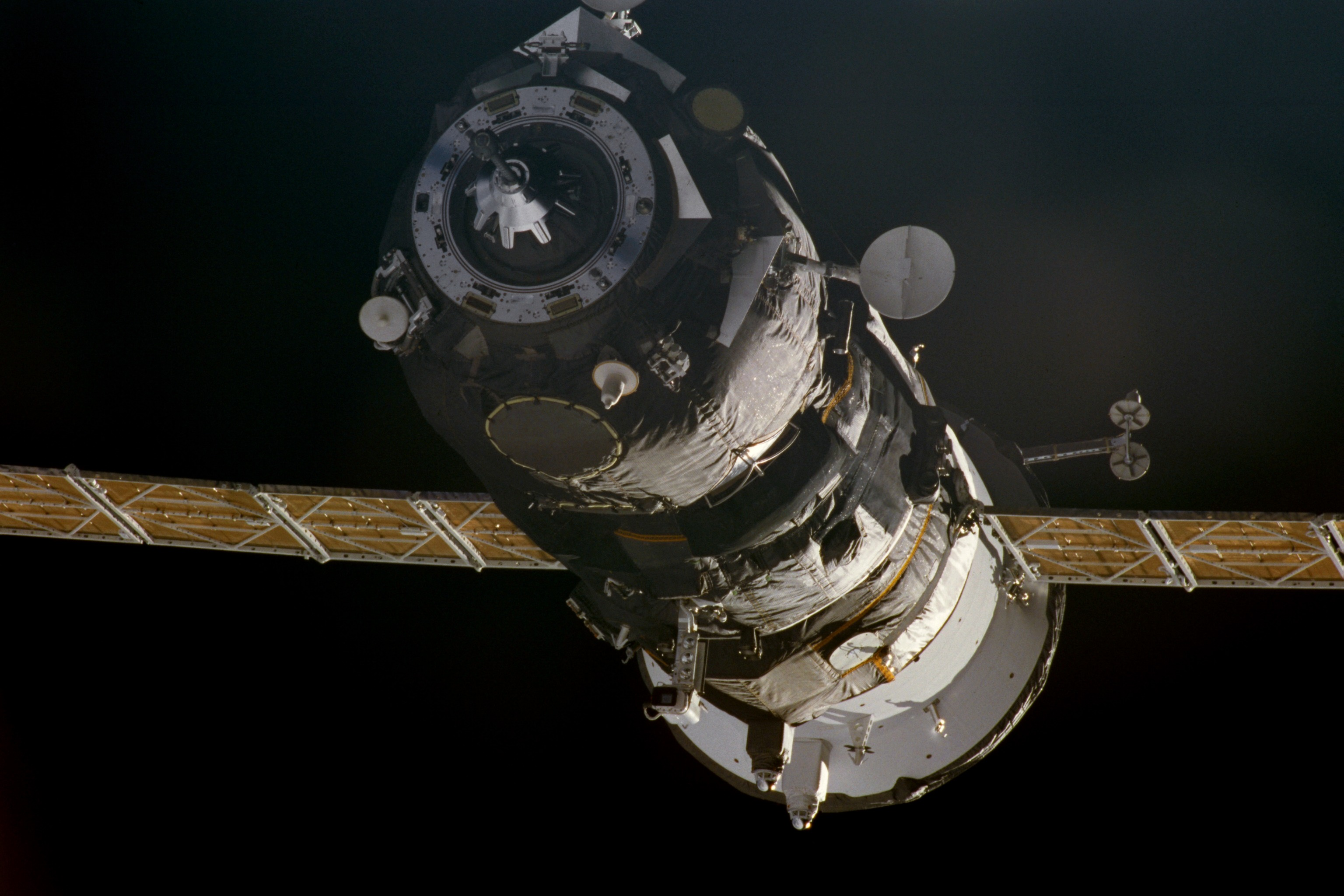
Le vaisseau Progress M1-4, comparable à celui qui, peu après, désorbitera Mir.

Déclin d'orbite de Mir jusqu'à sa rentrée atmosphérique en 2001.

Durant le deuxième semestre de l'année 2000, la traînée générée par l'atmosphère résiduelle réduit progressivement l'orbite de la station à 220 km. Les Russes se décident alors à la détruire de façon contrôlée, plutôt que de la laisser retomber elle-même sur Terre, au risque que ce soit alors dans une zone habitée. La question est d'autant plus préoccupante que Mir pèse 125 tonnes. L'opération de désorbitage se déroule durant le premier trimestre 2001 et s'effectue en trois temps.
La première phase démarre le 27 janvier 2001 avec l'amarrage d'un dernier Progress, Progress M1-5 sur le module Kvant-1. Baptisé ironiquement « le corbillard », ce cargo transporte deux fois et demi la quantité habituelle d'ergols remplaçant une partie du fret. Le désorbitage est programmé pour la fin mars. Ce délai de deux mois a été prémédité pour économiser du carburant : en effet, à ce moment, Mir se trouve encore sur une orbite stable et il est escompté que toute la première partie de la descente s'effectuera de manière « naturelle », la station perdant progressivement de l'altitude au fur et à mesure que l'atmosphère deviendra plus dense.
Le 12 mars, les ordinateurs à bord de Mir sont remis en marche ; puis, le jour suivant, le système de contrôle d'attitude, ceci afin de préparer la manœuvre. Le 14 mars, il est annoncé que la désorbitation aura lieu le 22. Mais le 19, l'opération est retardée d'une journée supplémentaire, en raison d'un taux de descente plus faible que prévu.
La troisième et ultime phase se déroule donc le 23 mars. Le Progress est d'abord utilisé à deux reprises pour réduire l'orbite de la station à 165 × 220 km. Après une pause de deux orbites, ses moteurs sont remis à feu durant 22 minutes. La rentrée atmosphérique débute à 5h44 UTC à une altitude de 100 km, alors que Mir survole l'île de Nadi dans les Fidji. Sa désintégration débute vers 5h52 UTC et la plupart des éléments qui ne brûleront pas s'écraseront vers 6h UTC, dans le sud de l'Océan Pacifique, plus précisément le point Nemo,.

## Bilan
Durant sa vie opérationnelle, la station accueille une quarantaine de vaisseaux habités ainsi qu'une soixantaine de vaisseaux-cargos Progress, chargés d'approvisionner les équipages en vivres et en matériels. Ils l'alimentaient également parfois en carburant car, très peu mais régulièrement, du fait de son altitude peu élevée, elle était freinée par l'atmosphère résiduelle et il fallait alors rehausser son orbite.
Son existence est émaillée d'incidents divers, principalement quelques rendez-vous manqués de Soyouz et de Progress, mais surtout deux accidents graves, en 1997 à quatre mois d'intervalle, sans heureusement coûter la vie aux équipages. Le 23 février 1997 un incendie éclate dans le module Kvant-1. Le 25 juin de la même année un vaisseau de ravitaillement Progress entre en collision avec l'un des modules alors qu'il manœuvre pour s'amarrer de manière automatique. Le module est éventré et se dépressurise ce qui le rend inutilisable.
Mieux équipée que les stations Saliout, Mir a permis d'étudier les effets de l'apesanteur sur le corps dans le cadre de séjours de longue durée, les équipages y effectuant des séjours de plusieurs mois. Encore aujourd'hui, elle détient le record du plus long vol spatial jamais réalisé par un être humain : les 437 jours et 18 heures effectués par Valeri Polyakov. La station a également contribué à enlever aux vols spatiaux une partie de leur aura et à y associer en revanche une forme de routine, en rôdant le système de la relève des équipages : en août 1999, elle remportait le record de la plus longue présence humaine ininterrompue dans l'espace : dix ans... record dépassé depuis par l'ISS, en octobre 2010 et bientôt doublé. 
Quand elle est détruite, le 23 mars 2001, le coût du programme Mir dans son ensemble, sur toute la durée de vie de la station (y compris les opérations de développement, d'assemblage et d'orbitage) a été estimé à 4,2 milliards de dollars.

## Postérité

### Le projet avorté MIR 2
Mir-2 est un projet de station spatiale commencé en février 1976 et abandonné en 1993. Certains des modules construits pour Mir-2 ont été incorporées dans la Station spatiale internationale (ISS).

### La station spatiale internationale
En septembre 1993 les Américains et les Russes se sont mis d'accord pour construire ensemble une nouvelle station spatiale sur la base du projet Freedom américain et en utilisant des modules russes directement dérivés de la station Mir. L'agence spatiale russe doit fournir quatre modules pressurisés tandis que ses vaisseaux participeront au ravitaillement et à la relève des équipages. La nouvelle mouture de la station spatiale comporte désormais deux sous-ensembles : la partie américaine héritée du projet Freedom et la partie russe qui reprend des éléments Mir-2 successeur prévu de Mir. Finalement en 1998 la construction de la station est décidée au cours d'une réunion qui se tient à Washington. Désormais seize nations y participent : les États-Unis, onze États européens, le Canada, le Japon, le Brésil, la Russie. Pour permettre l'intégration de la Russie dans le programme, la NASA décide que la station sera placée sur une orbite d'inclinaison 51,6° permettant aux vaisseaux Soyouz et Progress, aux capacités de manœuvre limitées, de desservir la station spatiale sans changer de plan d'orbite. Les navettes spatiales qui partent du centre spatial Kennedy (inclinaison 28,5°) doivent par contre changer de plan d'orbite ce qui réduit leur capacité d'emport de 6 tonnes,. L'inclinaison élevée présente un avantage pour les travaux relevant de l'observation de la Terre : la superficie de la Terre survolée est augmentée de 75 % par rapport à l'inclinaison optimale pour les navettes et couvre 95 % des zones habitées. La Russie considérant Mir comme la première vraie station spatiale, la dénomination Alpha est progressivement abandonnée fin 2001 pour celle plus consensuelle pour les 16 pays participants d'International Space Station (ISS - ou en français « Station spatiale internationale »).

### Hommage cinématographique
- Une partie de l'action du film Armageddon, tourné en 1998, se passe à bord de la station spatiale Mir, permettant aux deux navettes d'effectuer un ravitaillement en carburant, avant d'être détruite à cause d'une fuite de carburant.

## Galerie

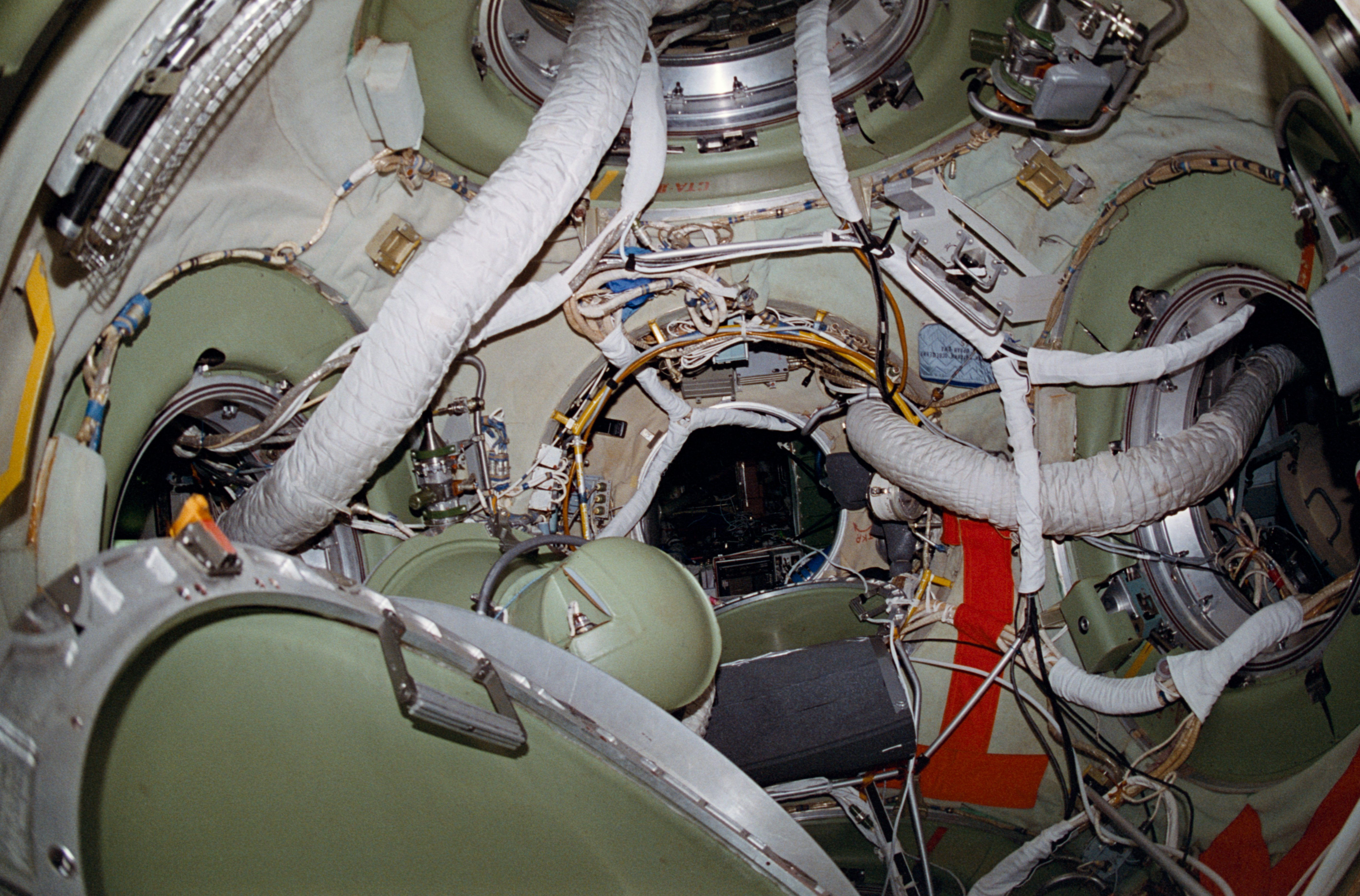
L'intérieur du nœud de Mir On aperçoit les cinq écoutilles.
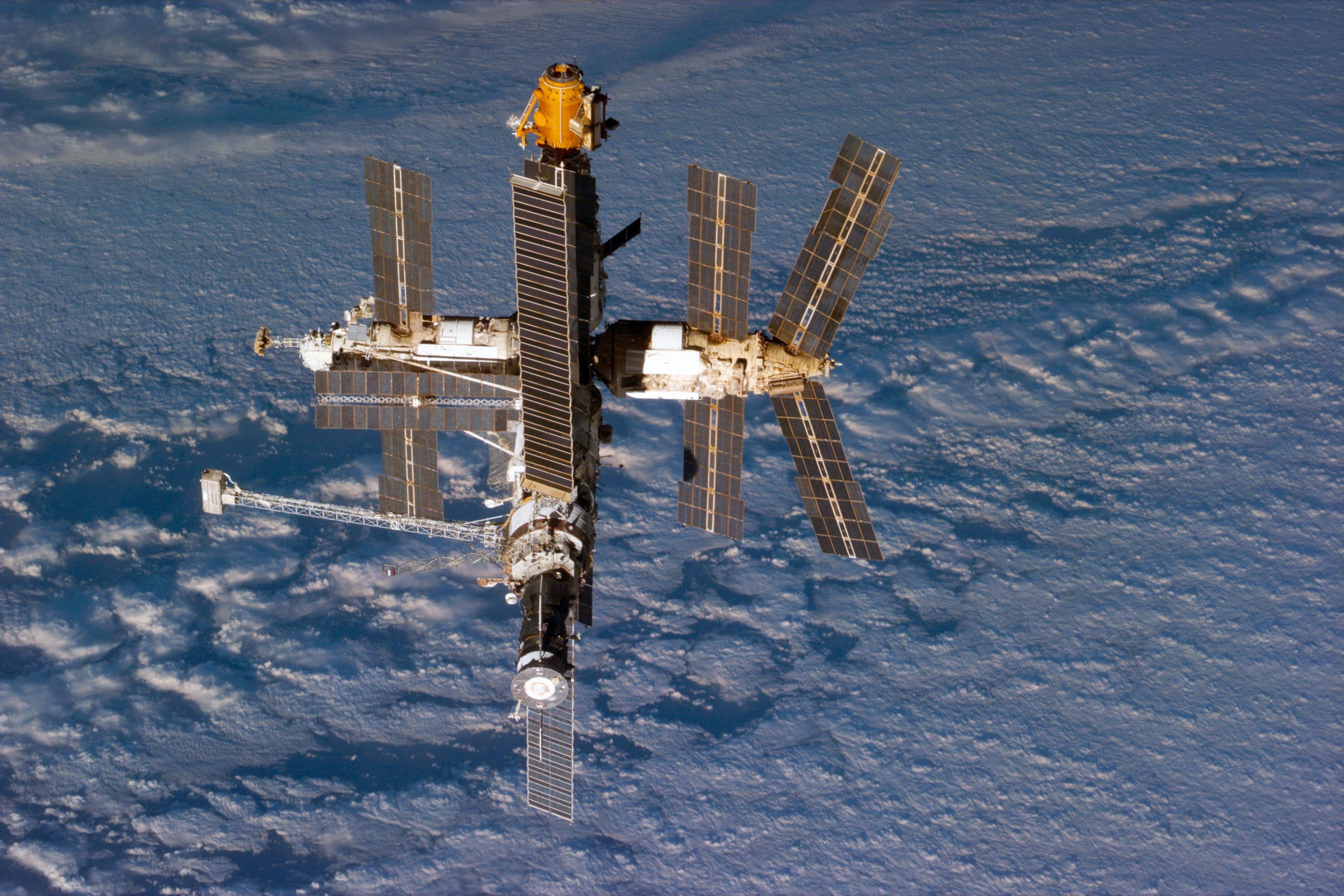
La station en septembre 1996.
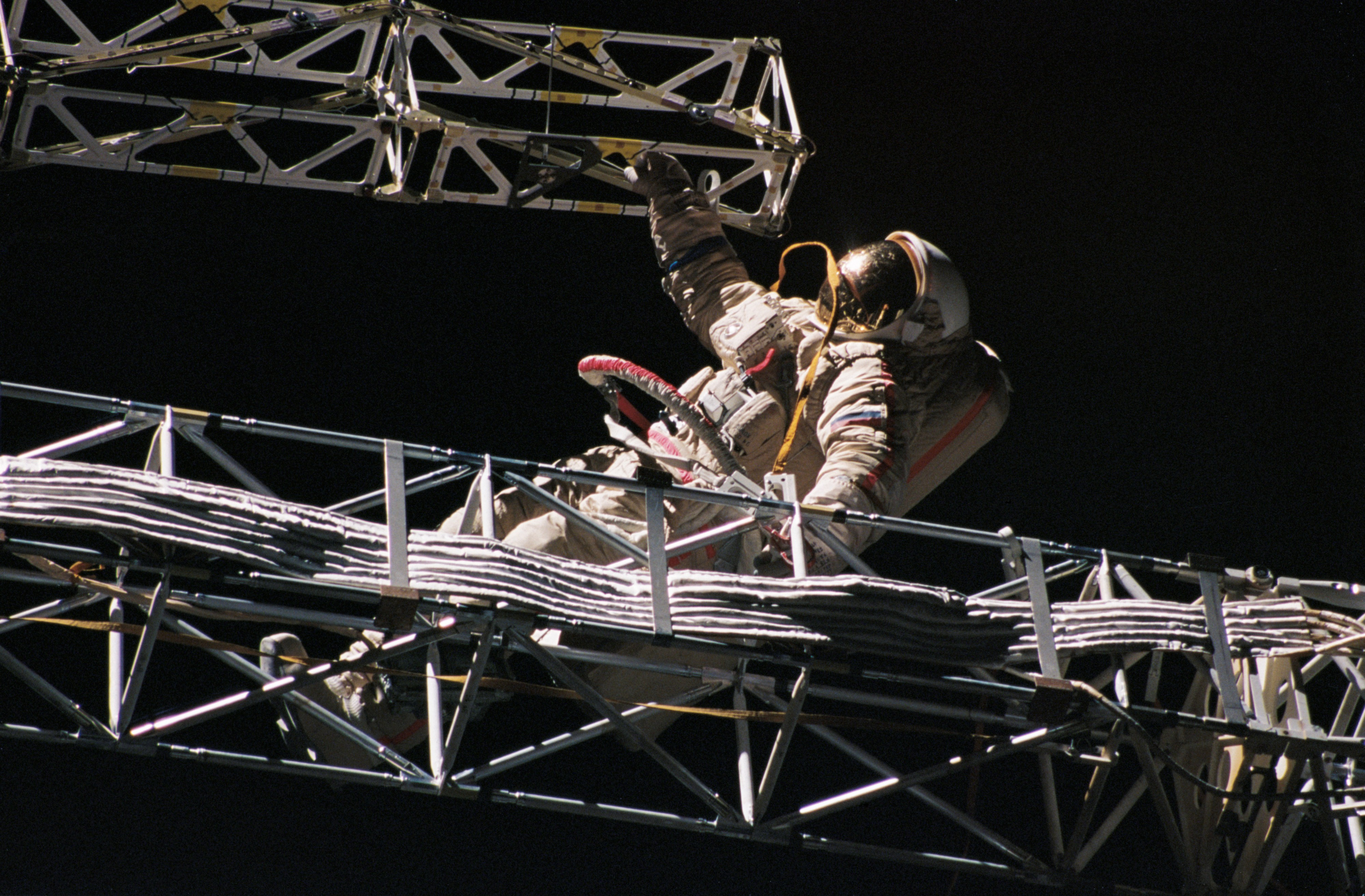
Youri Onufriyenko pendant une EVA sur la poutre Sofora (EO-21).
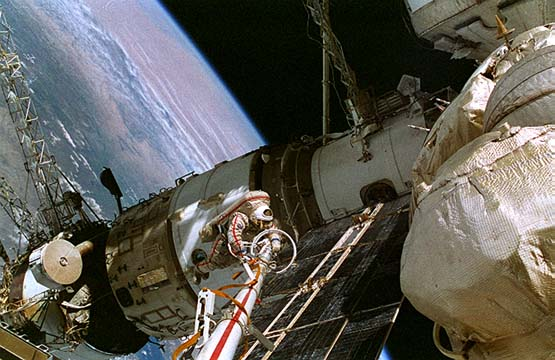
Tsibliev pendant une EVA (EO-23).
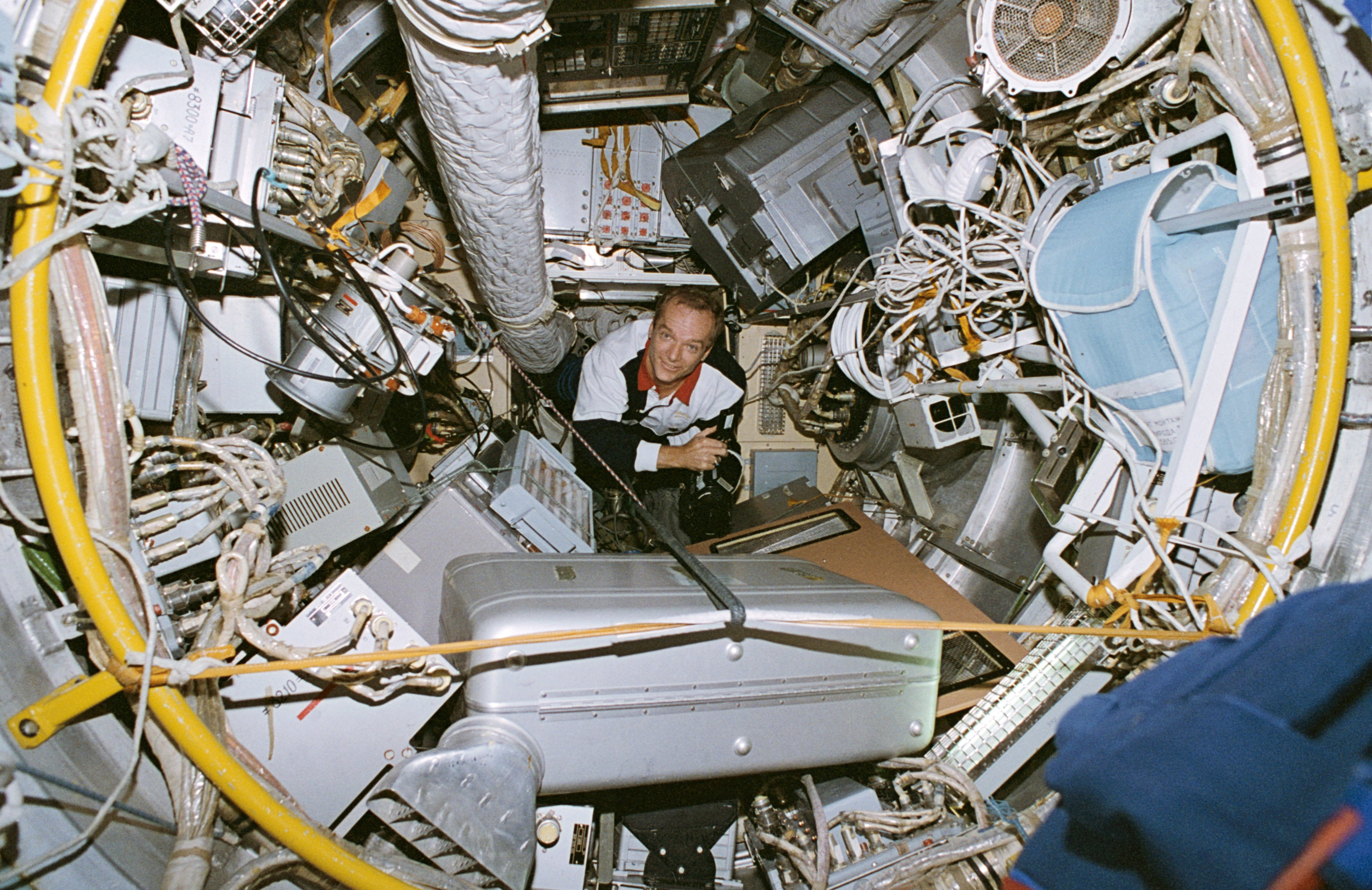
L'Américain Charles Precourt dans le module Kristall.

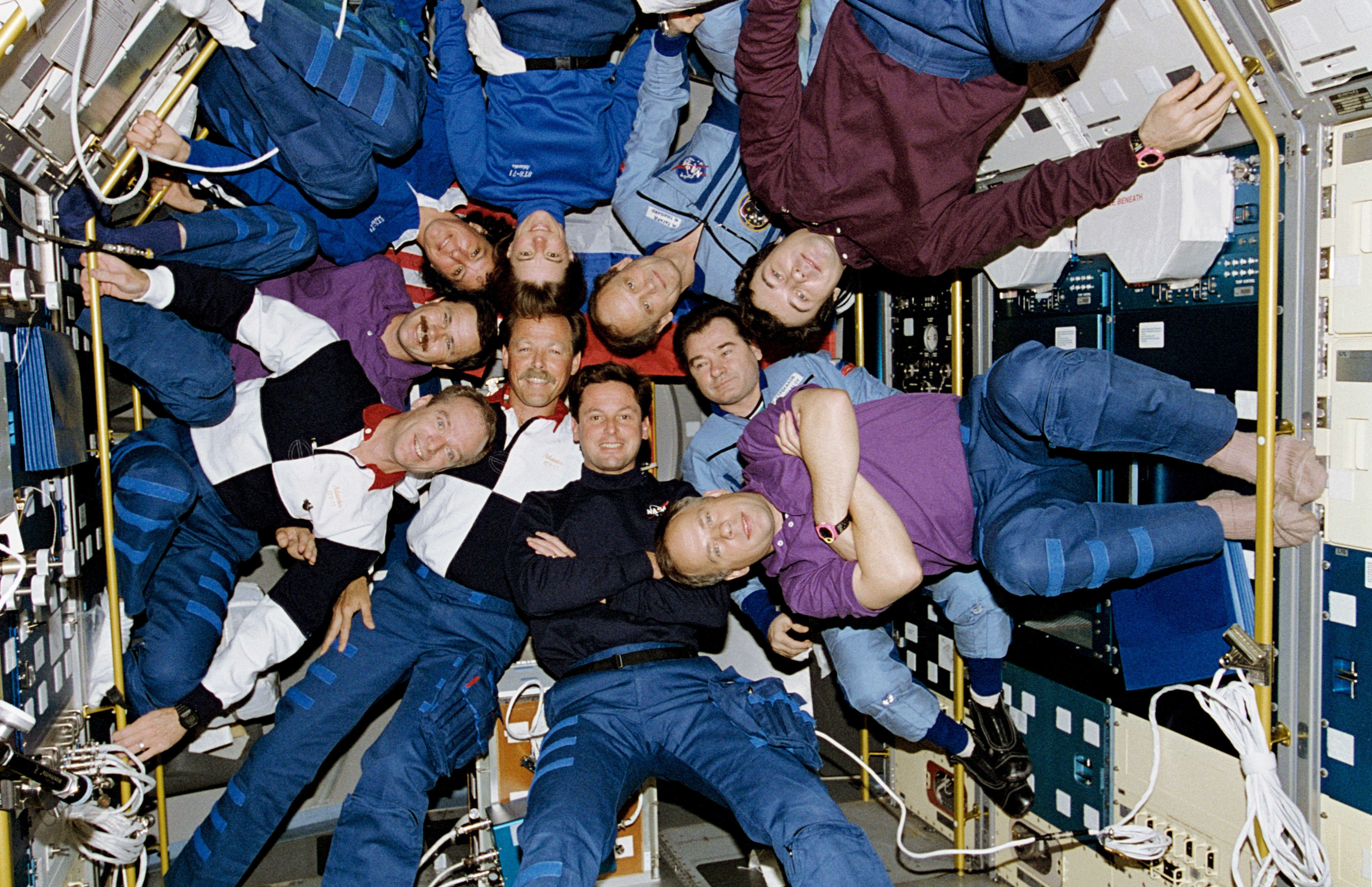
Pour la première fois depuis 1975, Russes et Américains réunis. (missions STS-71, Mir-18, Mir-19).
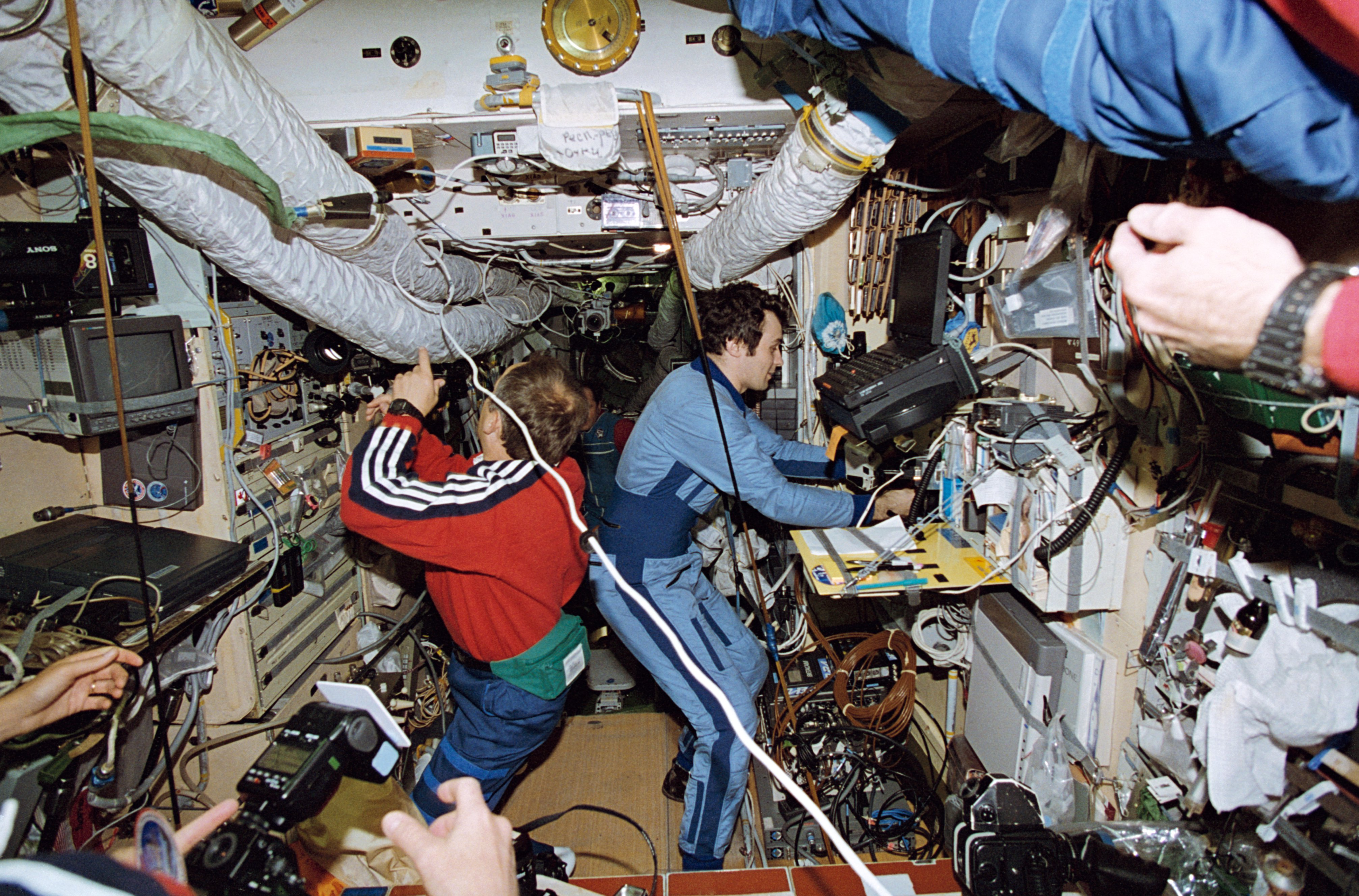
Soloviev et Dejourov dans le module central.
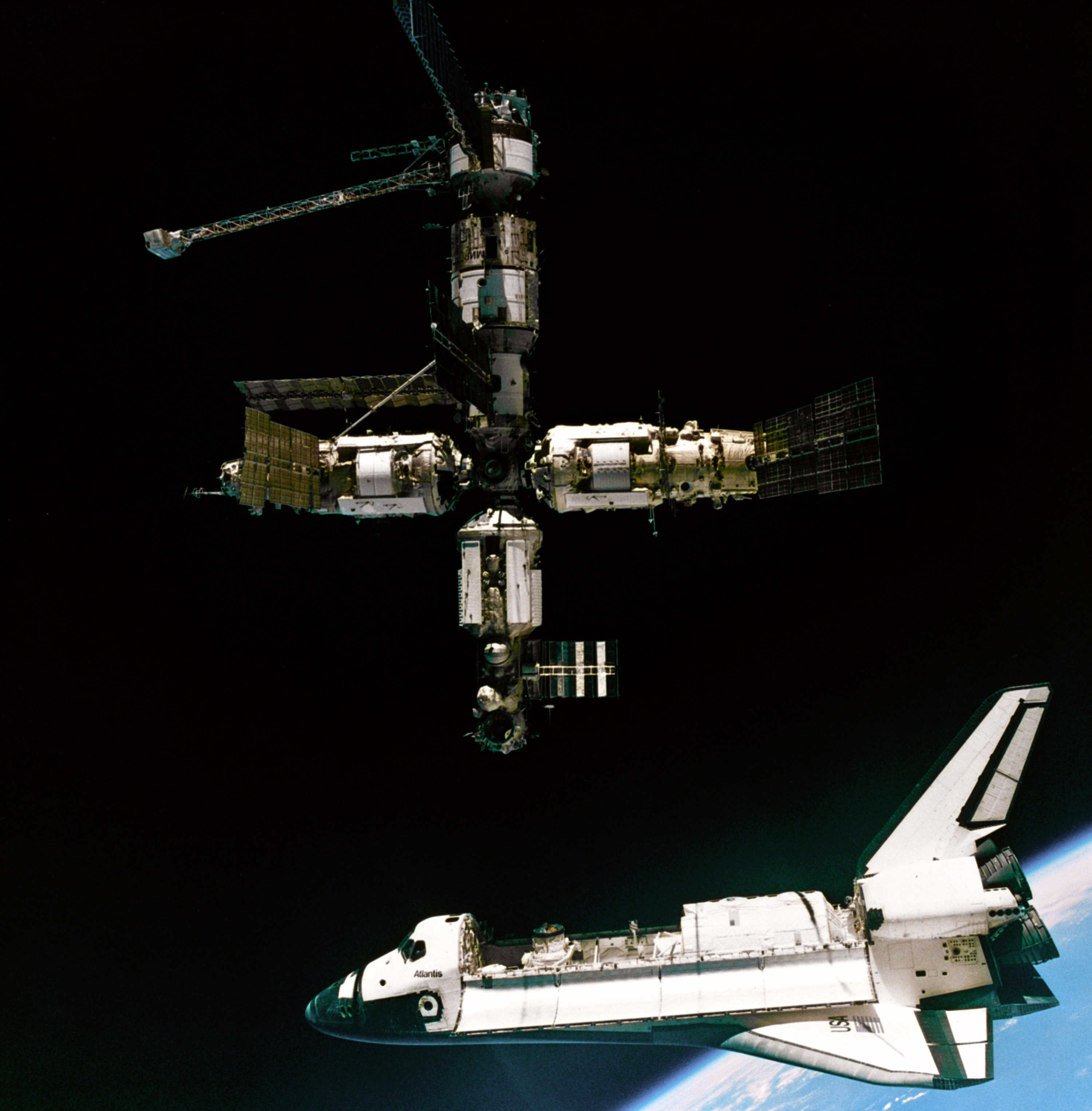
La station Mir et la navette Atlantis.
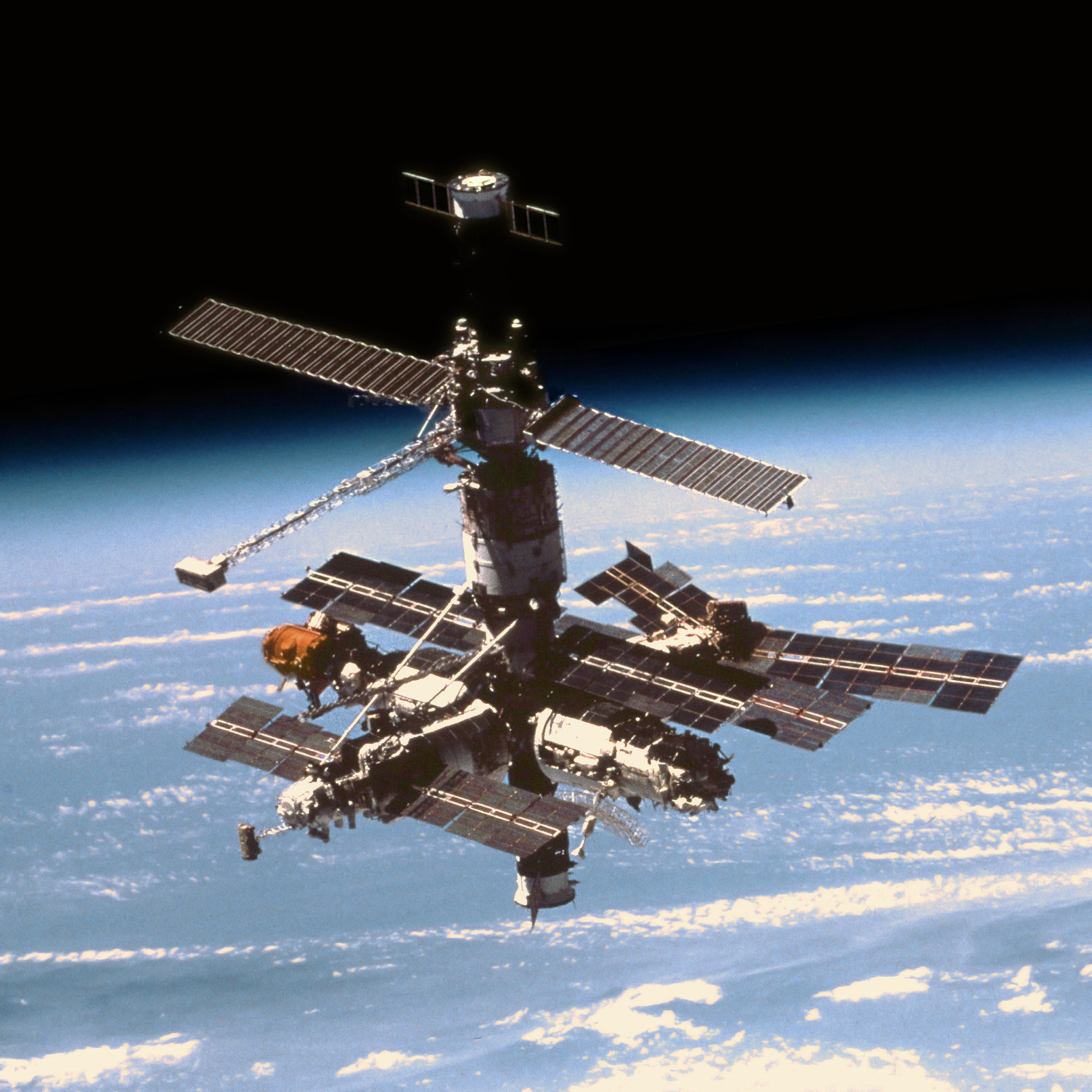
Vue extérieure de la station.
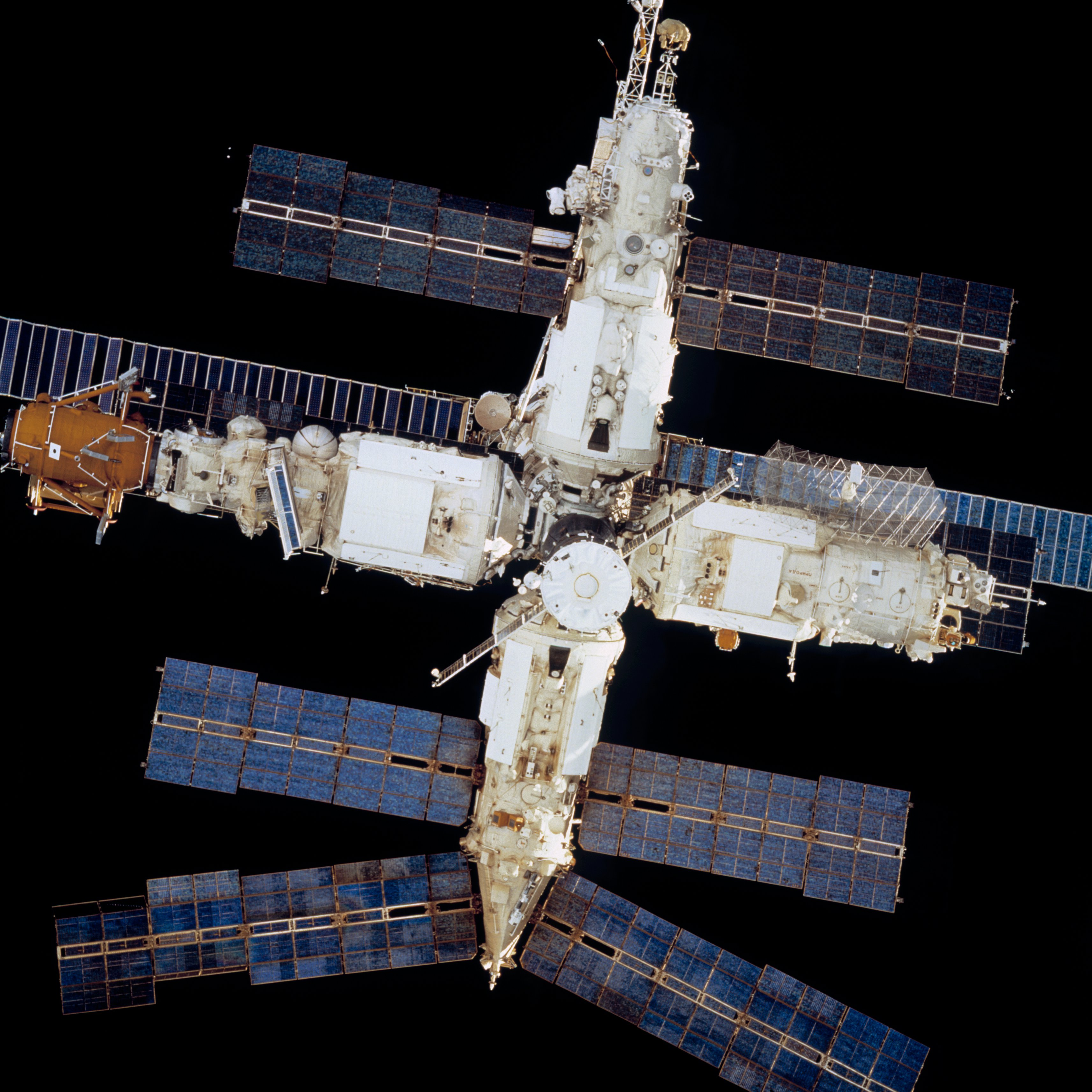
Vue extérieure de la station.
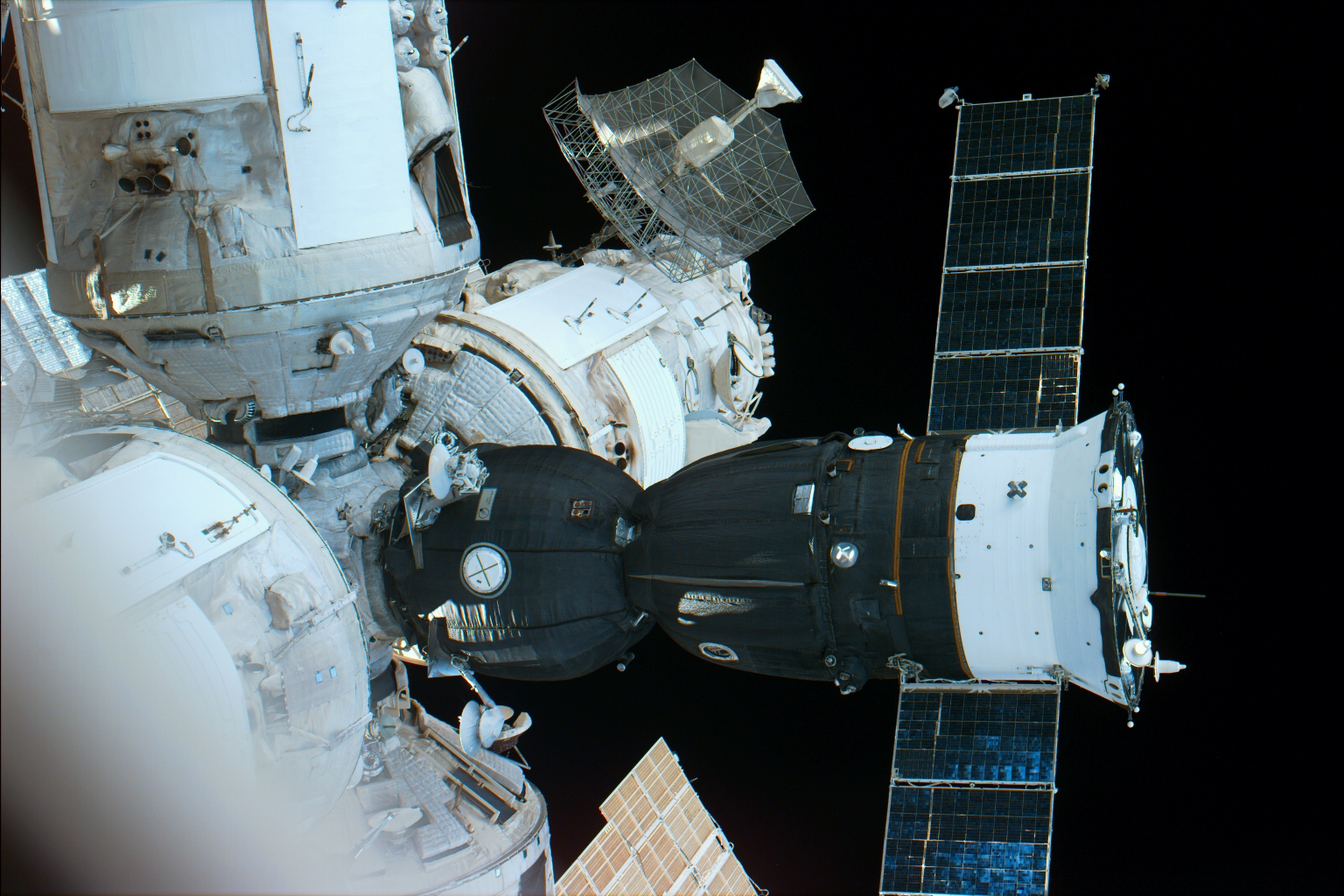
Soyouz TM-24 amarré à la station.
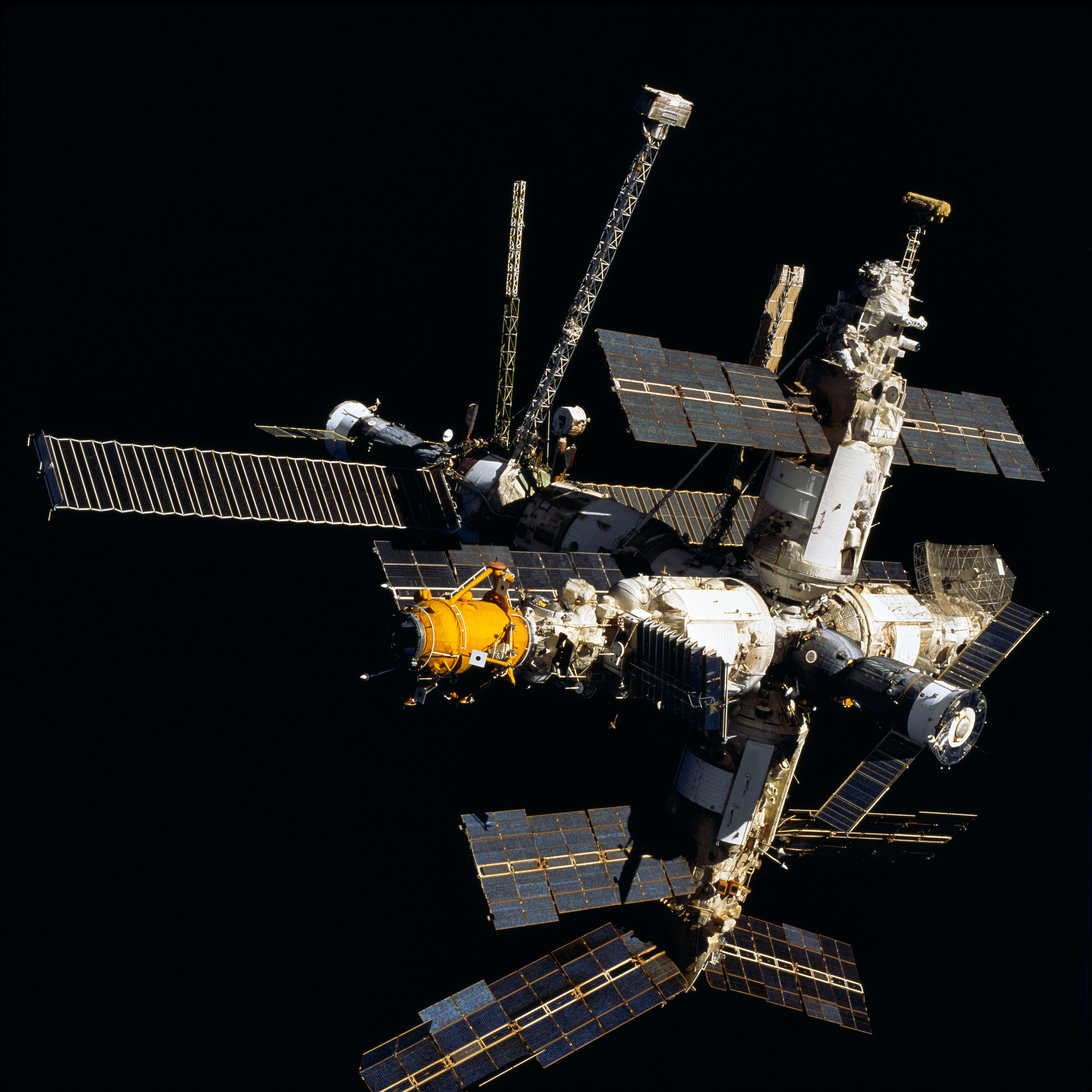
Vue extérieure de la station.